# Großer Nordischer Krieg
1. Phase: Schwedische Dominanz (1700–1709)
Dänischer Kriegsschauplatz (1700)
Humlebæk • Tönning I 
Livländ./ Estnischer Kriegsschauplatz (1700–1708)
Riga I • Jungfernhof • Varja • Pühhajoggi • Narva • Petschora • Düna • Rauge • Erastfer • Hummelshof • Embach • Tartu • Narva II • Wesenberg I • Wesenberg II
Ingermanländ./ Finnischer Kriegsschauplatz (ab 1701)
Archangelsk • Ladogasee • Nöteborg • Nyenschanz • Newa • Systerbäck • Petersburg • Wyborg I • Porvoo • Newa II • Koporje II • Kolkanpää
Litauisch-weißrussischer Kriegsschauplatz (1702–1706)
Vilnius • Saladen • Jakobstadt • Gemauerthof • Mitau • Grodno I • Olkieniki • Njaswisch • Klezk • Ljachawitschy
Polnischer Kriegsschauplatz (1702–1706)
Klissow • Pułtusk • Thorn • Lemberg • Warschau • Posen • Punitz • Tillendorf • Rakowitz • Praga • Fraustadt • Kalisch 
Russischer Kriegsschauplatz (1708–1709)
Grodno II • Golowtschin • Moljatitschi • Rajowka • Lesnaja • Desna • Baturyn • Koniecpol • Weprik • Opischnja • Krasnokutsk • Sokolki • Poltawa I • Poltawa II
2. Phase: Schweden in der Defensive (1710–1721)
Baltischer und Finnischer Kriegsschauplatz (bis 1714)
Riga II • Wyborg II • Pernau • Kexholm • Reval • Hogland • Pälkäne • Storkyro • Nyslott • Hanko 
Schwed./Norwegischer Kriegsschauplatz (1710–1721)
Helsingborg • Køge-Bucht • Bottnischer Meerbusen • Frederikshald I • Dynekilen-Fjord • Göteborg I • Strömstad • Trondheim • Frederikshald II • Marstrand • Ösel • Göteborg II • Södra Stäket • Grönham • Sundsvall
Norddeutscher Kriegsschauplatz (1711–1716)
Elbing • Wismar I • Lübow • Stralsund I • Greifswalder Bodden I • Stade • Rügen • Gadebusch • Altona • Tönning II • Stettin • Fehmarn • Wismar II • Stralsund II • Jasmund • Peenemünde • Greifswalder Bodden II • Stresow 
Bündnisverträge

Preobraschenskoje (1699) • Dresden (1699) • Narva (1704) • Dresden (1709) • Thorn (1709) • Kopenhagen (1709) • Hannover (1710) • Lutsk (1711) • Adrianopel (1713) • Schwedt (1713) • Stettin (1715) • Berlin (1715) • Greifswald (1715)
Friedensverträge

Traventhal (1700) • Warschau (1705) • Altranstädt (1706) • Pruth (1711) • Frederiksborg (1720) • Stockholm (1719) • Stockholm (1720) • Nystad (1721)  • Stockholm (1729)
Kapitulationen

Estland und Livland (1710)
Der Große Nordische Krieg war ein in Nord-, Mittel- und Osteuropa in den Jahren 1700 bis 1721 geführter Krieg um die Vorherrschaft im Ostseeraum.
Eine Dreierallianz, bestehend aus dem Russischen Zarenreich und den beiden Personalunionen Sachsen-Polen und Dänemark-Norwegen, griff im März 1700 das Schwedische Reich an, das von dem achtzehnjährigen König Karl XII. regiert wurde. Trotz der ungünstigen Ausgangslage blieb der schwedische König zunächst siegreich und erreichte, dass Dänemark-Norwegen (1700) und Sachsen-Polen (1706) aus dem Krieg ausschieden. Als er sich ab 1708 anschickte, Russland in einem letzten Feldzug zu besiegen, erlitten die Schweden in der Schlacht bei Poltawa im Juli 1709 eine verheerende Niederlage, welche die Kriegswende bedeutete.
Durch diese Niederlage ihres ehemaligen Gegners ermutigt, traten Dänemark und Sachsen wieder in den Krieg gegen Schweden ein. Von da an bis zum Kriegsende behielten die Alliierten die Initiative und drängten die Schweden in die Defensive. Erst nachdem der als uneinsichtig und kriegsbesessen geltende Schwedenkönig im Herbst 1718 während einer Belagerung vor Frederikshald in Norwegen gefallen war, konnte der für sein Land aussichtslos gewordene Krieg beendet werden. Die Bedingungen der Friedensverträge von Stockholm, Frederiksborg und Nystad bedeuteten das Ende Schwedens als europäische Großmacht und den gleichzeitigen Aufstieg des 1721 von Peter I. gegründeten Russischen Kaiserreiches.

## Vorgeschichte

### Schwedischer Aufstieg zur Großmacht
Das Streben nach dem Dominium maris Baltici, das heißt der Herrschaft über den Ostseeraum, war schon vor dem Großen Nordischen Krieg Auslöser für viele kriegerische Konflikte zwischen den Ostsee-Ländern (vgl. Nordische Kriege). Die Ursachen des Großen Nordischen Krieges waren vielfältiger Natur. In zahlreichen Kriegen gegen die Königreiche Dänemark (sieben Kriege) und Polen-Litauen (fünf Kriege) sowie das russische Zarenreich (vier Kriege) und einem Krieg gegen Brandenburg-Preußen konnte das zumeist siegreiche Schweden bis 1660 die Vormachtstellung im Ostseeraum erringen und fortan verteidigen.
Als Garantiemacht des Westfälischen Friedens war Schweden im Jahre 1648 ganz offiziell zur europäischen Großmacht aufgestiegen, nachdem es bereits 1617 dem Zarenreich im Frieden von Stolbowo den Zugang zur Ostsee genommen hatte. Die im Dreißigjährigen Krieg neu errungene europäische Großmachtstellung Schwedens stand jedoch auf schwachem Fundament. Das schwedische Kernland (im Wesentlichen das heutige Schweden und Finnland) hatte nur eine vergleichsweise geringe Bevölkerungszahl von kaum zwei Millionen Einwohnern und damit nur etwa ein Zehntel bis ein Fünftel der Einwohner der anderen Ostseeanrainerstaaten (des Heiligen Römischen Reichs, Polen-Litauens oder Russlands). Die Wirtschaftsbasis des schwedischen Kernlandes war schmal. Die Großmachtstellung Schwedens beruhte ganz entscheidend auf der außerordentlichen Schlagkraft seiner Armee. Zu deren Finanzierung war Schweden entscheidend auf Einnahmequellen wie z. B. die Hafenzölle großer Ostseehäfen wie Riga (der größten Stadt des schwedischen Ostseereichs), Wismar oder Stettin (in Schwedisch-Pommern) sowie Flusszölle an Elbe und Weser angewiesen.
Im Jahre 1655 begann der Zweite Nordische Krieg, der mit dem Frieden von Oliva 1660 beendet wurde. In diesem Krieg zwang Karl X. Gustav den polnischen König Johann II. Kasimir, der ein Urenkel König Gustavs I. von Schweden und letzter lebender Wasa war, zum Verzicht auf den schwedischen Königsthron. Dänemark verlor die uneingeschränkte Herrschaft über den Sund. Wie schon im Dreißigjährigen Krieg wurde Schweden auch in den folgenden Jahren außenpolitisch und durch Subsidienzahlungen von Frankreich unterstützt und konnte so seinen Besitzstand wahren.
Den Nachkriegszustand musste besonders Schweden fürchten, denn die Revisionsneigungen der von Schwedens Expansion betroffenen Nachbarn Dänemark, Brandenburg, Polen und Russland waren schon bei den Friedensverhandlungen kaum verborgen geblieben. Das Erbe der kriegerischen Ära des Großmachtaufstiegs für die friedliche Periode der Großmachtsicherung nach 1660 blieb schwierig: Für diese außenpolitischen Sicherungsaufgaben, d. h. für die Unterhaltung eines großen Militärpotentials im eigenen Lande, stand Schweden in seinen strukturellen Voraussetzungen noch immer sehr ungünstig da. Nach der Niederlage gegen Brandenburg-Preußen 1675 bei Fehrbellin wurde die prekäre Lage Schwedens auch für das Ausland offenkundig. Aus diesem Grund berief König Karl XI. im Jahr 1680 den Reichstag ein. Wichtige Reformen in Staatswesen und Militär wurden auf den Weg gebracht: Mit Hilfe der Bauern, der Bürger, der Offiziere und des niederen Adels wurde die Rückführung der ehemaligen Kronländereien vom Adel durchgesetzt, der Reichsrat zum beratenden Königlichen Rat degradiert, die Gesetzgebung und Außenpolitik, die bis dahin beim Reichstag gelegen hatten, vom König übernommen. Der König wurde zum absolutistischen Alleinherrscher. Nach den politischen Reformen führte Karl XI. eine umfangreiche und überfällige Reorganisation des Militärs durch. Seinem Sohn und Nachfolger Karl XII. hinterließ Karl XI. 1697 einen reformierten absolutistischen Großmachtstaat und ein reorganisiertes und effizientes Heerwesen.

### Bildung einer Tripelallianz
Es war Teil der schwedischen Diplomatie, Dänemark und Polen durch vertragliche Rückversicherungen mit Russland so zu kontrollieren, dass eine Einkreisung vermieden werden konnte. In der Folgezeit konnte die Diplomatie Bengt Oxenstiernas die Gefahr der Einkreisung nicht länger bannen.

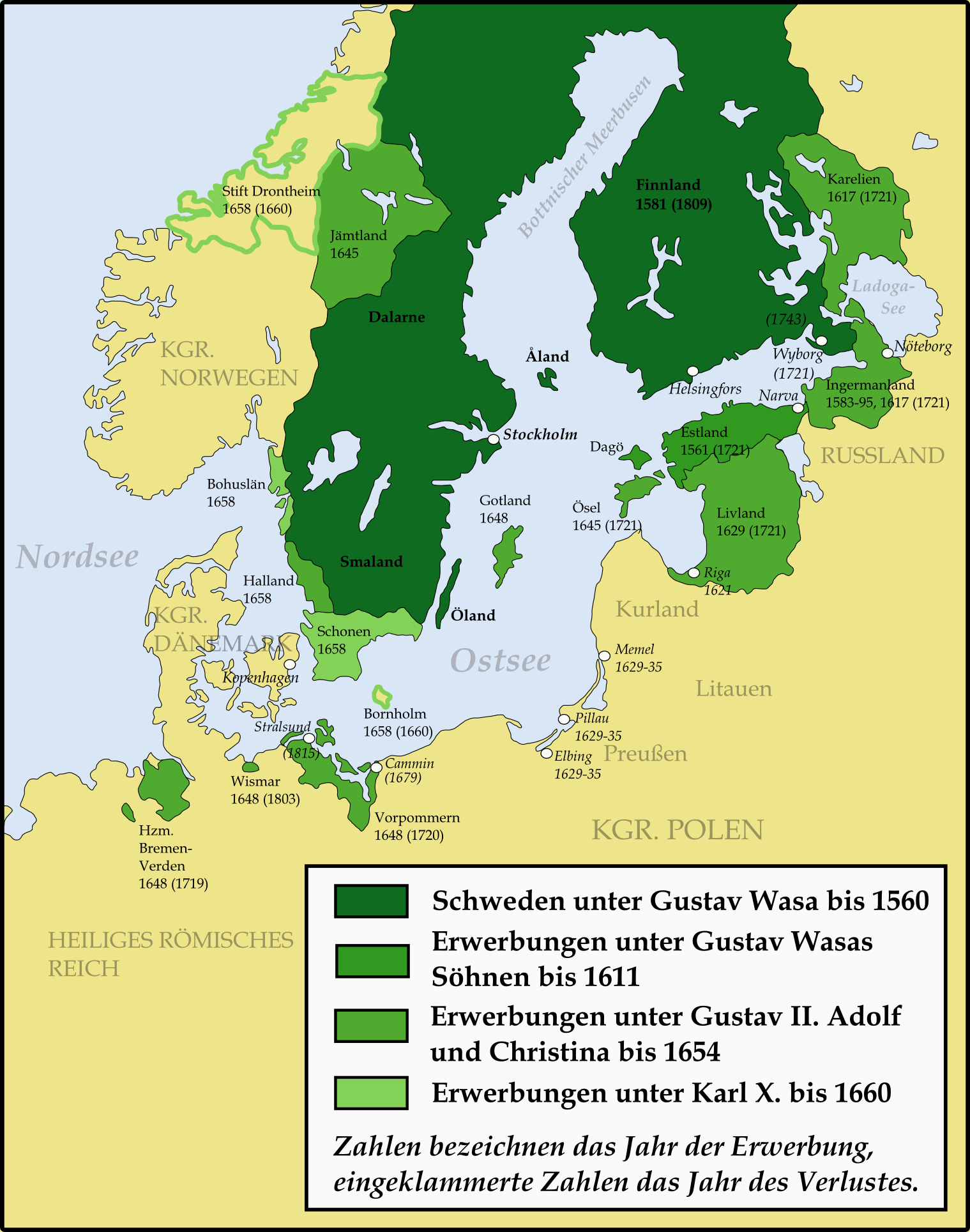
Entwicklung des schwedischen Imperiums im frühmodernen Europa (1560–1815)

Am Ende des 17. Jahrhunderts zeichneten sich in Nordosteuropa folgende Konfliktlinien ab: Dänemark war von seiner Position als dominierender Staat Skandinaviens zu einer Mittelmacht mit begrenztem Einfluss abgestiegen und sah die Kontrolle über die verbliebenen Ostseezugänge gefährdet. Obwohl die Zölle der ausländischen Schiffe die wichtigste Einnahmequelle des Königreichs darstellten, war doch die Gefahr einer Einmischung von außen stets präsent. Ein Streitpunkt zwischen Dänemark und Schweden war die Frage der gottorfschen Anteile an den Herzogtümern Holstein und vor allem Schleswig. Die Herzogtümer waren 1544 in königliche, gottorfsche und gemeinsam regierte Anteile aufgeteilt worden. Holstein verblieb dabei kaiserliches und Schleswig dänisches Lehen. Nach dem Frieden von Roskilde 1658 wurden die Anteile der mit den Schweden alliierten Gottorfer im Herzogtum Schleswig der dänischen Lehnshoheit entbunden. Die dänische Außenpolitik, die sich durch die Allianz der Gottorfer mit den Schweden von zwei Seiten bedroht sah, versuchte, sich die verlorenen Gebiete wieder einzuverleiben. Die Unabhängigkeit des Teilherzogtums Schleswig-Holstein-Gottorf garantierte lediglich die schwedische Regierung, die davon ausging, dass sie mit dem verbündeten Territorium im Falle eines Krieges gegen Dänemark über eine strategische Basis für Truppenaufmärsche und Angriffe auf das dänische Festland verfügte. Einen weiteren Streitpunkt zwischen Dänemark und Schweden bildeten die Provinzen Schonen (Skåne), Blekinge und Halland, die historisch Kernländer des dänischen Staates gewesen waren, aber seit dem Frieden von Roskilde 1658 zu Schweden gehörten. In diesen neu gewonnenen Provinzen betrieb Schweden eine rigorose Unterdrückung aller pro-dänischen Bestrebungen. Der Streit um die staatliche Zugehörigkeit Schonens hatte bereits 1675 zum letztlich erfolglosen Kriegseintritt Dänemarks in den Nordischen Krieg von 1674 bis 1679 geführt.
In Russland betrieb Zar Peter I. (1672–1725) eine Öffnung seines Landes in Richtung Westeuropa. Voraussetzung war dafür nach seiner Ansicht ein freier Zugang zu den Weltmeeren. Schweden beherrschte im Baltikum die Ostseezugänge und die Mündungen der Flüsse Newa und Narwa. Das Schwarze Meer bot als Binnenmeer nur eingeschränkten Zugang zu den Weltmeeren, da die osmanischen Türken seinen Ausgang am Bosporus kontrollierten. Lediglich über den Eismeerhafen Archangelsk konnte Russland mit dem restlichen Europa in Seehandel treten. Obwohl Russland über Bodenschätze, Pelze und Rohstoffe verfügte, konnte das Land ohne geeigneten Seeweg keinen gewinnbringenden Handel mit dem Westen treiben.
Kurfürst Friedrich August I. von Sachsen (1670–1733) war 1697 als August II. zum König von Polen (und damit auch zum Herrscher von Litauen, siehe Sachsen-Polen) gewählt worden. Da der Adel einen großen Einfluss auf die Entscheidungen im polnisch-litauischen Herrschaftsgebiet hatte, strebte August II. danach, sich Anerkennung zu verschaffen, die Machtverhältnisse zu seinen Gunsten zu verschieben und das Königtum in eine Erbmonarchie umzuwandeln. Dabei beriet ihn der aus Schwedisch-Livland geflohene Johann Reinhold von Patkul (1660–1707). Dieser meinte, dass die Rückeroberung des einst polnischen Livlands August zu einigem Prestige verhälfe. Der livländische Adel würde diesen Schritt willkommen heißen und sich gegen die schwedische Herrschaft erheben. Unter König Karl XI. von Schweden (1660–1697) war es zu den sogenannten Reduktionen gekommen, durch die ein Teil des Landbesitzes des Adels an die Krone überging. Diese Praxis stieß vor allem in Livland auf den Widerstand des betroffenen deutschbaltischen Adels, dessen Führer sich daraufhin um ausländische Hilfe bemühten.
Zwischen den drei potentiellen Gegnern Schwedens zeichnete sich bald nach der Thronbesteigung des erst 15-jährigen Karls XII. von Schweden (1682–1718) der Zusammenschluss zu einer Allianz ab. Bereits im ersten Regierungsjahr hatte der junge König seinen Schwager Friedrich IV. (1671–1702), den Herzog von Schleswig-Holstein-Gottorf, zum Oberbefehlshaber aller schwedischen Truppen in Deutschland gemacht und ihn beauftragt, die Landesverteidigung des Gottorfer Teilherzogtums zu verbessern. Diese offensichtlich militärischen Vorbereitungen gaben im Juni 1698 den Anstoß zu ersten Bündnisverhandlungen zwischen Sachsen-Polen und Russland. Im August 1698 trafen sich Zar Peter I. und König August II. in Rawa, wo sie erste Absprachen für einen gemeinsamen Angriff auf Schweden trafen. Auf Betreiben Patkuls kam es schließlich am 11. Novemberjul. / 21. November 1699greg. mit dem Vertrag von Preobraschenskoje zum formalen Bündnis zwischen Sachsen-Polen und Russland. Am 23. Novemberjul. / 3. Dezembergreg. wurde eine weitere Allianz zwischen Zar Peter I. und König Friedrich IV. von Dänemark (1671–1730) abgeschlossen. Dänemark war seit März 1698 auch mit Sachsen in einer Defensivallianz verbündet. In beiden Verträgen wurde Schweden allerdings nicht explizit als Ziel dieser Abkommen erwähnt. Sie verpflichteten die Vertragspartner lediglich dazu, sich im Falle eines Angriffs oder wenn der Handel eines der Länder durch andere Staaten beeinträchtigt würde, Beistand zu leisten. Weiterhin ließ Zar Peter Klauseln einfügen, nach denen er erst nach einem Friedensschluss zwischen Russland und dem Osmanischen Reich (→ Russisch-Türkischer Krieg (1686–1700)) an die Bestimmungen der Verträge gebunden war.

## Abwehr des alliierten Angriffs auf Schweden (1700)

### Sächsische und dänische Angriffe

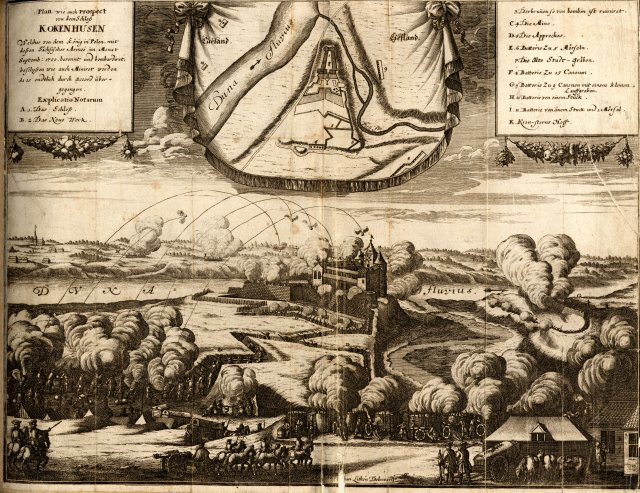
Die Beschießung der Burg Kokenhusen in Livland durch sächsische Truppen (Herbst 1700); zeitgenössischer Druck

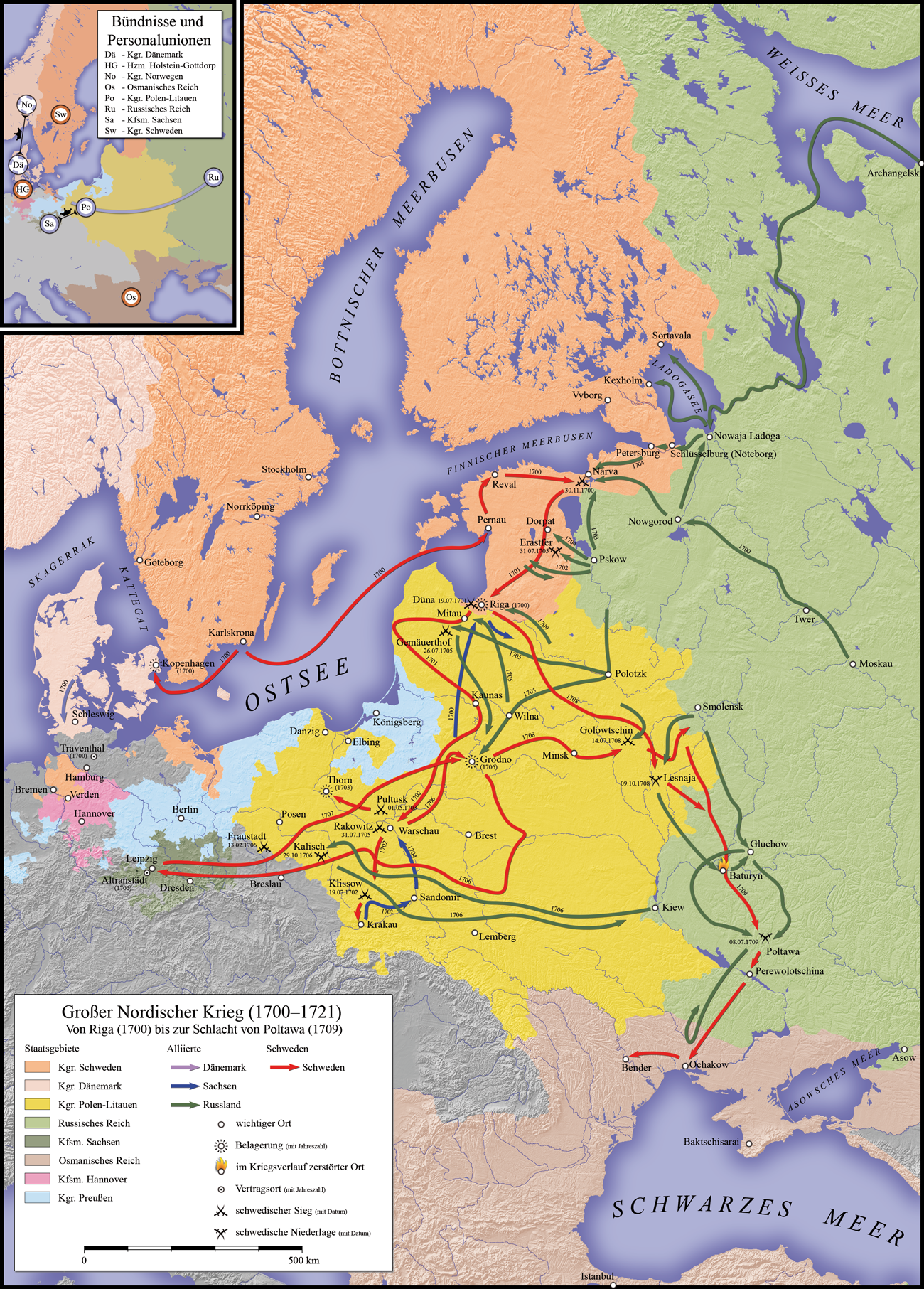
Darstellung der Feldzüge während der ersten Phase des Krieges vom Kriegsausbruch 1700 bis zur Kriegswende infolge der Schlacht bei Poltawa im Juli 1709.

Am 12. Februar 1700 drang General Jacob Heinrich von Flemming an der Spitze von etwa 14.000 sächsischen Soldaten in Livland ein, um die Provinz und ihre Hauptstadt Riga einzunehmen. Generalgouverneur Livlands war der Feldmarschall Graf Erik von Dahlberg, der auch Schwedens berühmtester Festungsbaumeister war und seine Hauptstadt in einen exzellenten Verteidigungszustand versetzte. Angesichts der starken Mauern Rigas nahmen die Sachsen zunächst das benachbarte Dünamünde ein (13.–15. März 1700), das von August II. sogleich in Augustusburg umbenannt wurde. Danach richteten die sächsischen Truppen eine Blockade vor Riga ein, ohne jedoch die Festung ernstlich anzugreifen. Nach acht Wochen ergriffen hingegen Dahlbergs Schweden die Initiative und schlugen die Sachsen im Gefecht bei Jungfernhof (6. Mai 1700). Die sächsischen Truppen wichen hinter die Düna aus und warteten zunächst auf Verstärkung. Als die im Juni 1700 unter Generalfeldmarschall Adam Heinrich von Steinau eintraf, begleitete sie August II. persönlich. Steinau ging im Juli wieder zum Angriff über, schlug ein schwedisches Detachement unter General Otto Vellingk in der Nähe von Jungfernhof und begann die eigentliche Belagerung von Riga. Als die Belagerung kaum Fortschritte erzielte, beschloss man auf sächsischer Seite, zunächst größere Teile Livlands zu sichern. Aus diesem Grund wurde im Herbst auch die Burg Kokenhusen belagert und am 17. Oktober 1700 erobert. Danach suchten die Sachsen ihre Winterquartiere in Kurland auf. Die schwedischen Truppen in Livland rekrutierten sich überwiegend aus Esten, Letten und Finnen und waren vorerst auf sich allein gestellt. Es kam ihnen jedoch zugute, dass sich der livländische Adel nicht gegen die schwedische Herrschaft erhob. Stattdessen kam es im Zuge des sächsischen Einmarsches zu Bauernrevolten, was die Adligen umso mehr an die schwedische Krone anlehnen ließ.

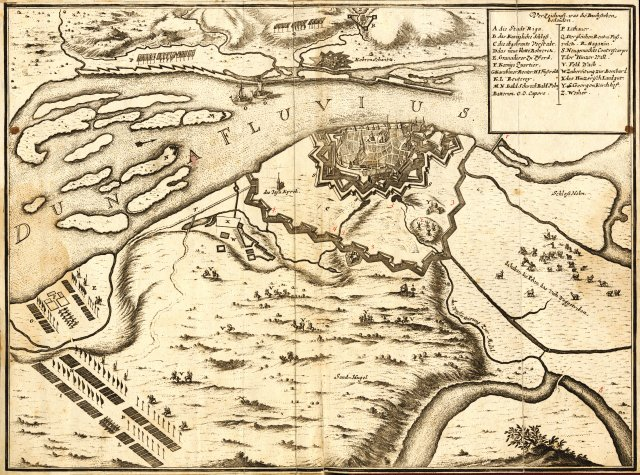
Blockade der Stadt Riga durch die polnischen und sächsischen Truppen im Jahr 1700

Inzwischen hatte am 11. März 1700 auch König Friedrich IV. von Dänemark Schweden den Krieg erklärt. An der Trave war bereits ein dänisches Korps von 14.000 Mann unter dem Befehl des Herzogs Ferdinand Wilhelm von Württemberg zusammengezogen worden. Diese Truppen setzten sich am 17. März 1700 in Bewegung, besetzten mehrere Orte in Holstein-Gottorf und schlossen am 22. April 1700 Tönning ein. Während der Belagerung von Tönning wurde die Stadt ab dem 26. April mit Granaten beschossen. Unterdessen blieben auf Seeland nur zwei Kavallerieregimenter, das Marineregiment und zwei Bataillone Infanterie zurück. Der Schutz der dänischen Kerngebiete gegen Schweden wurde als Hauptaufgabe der dänischen Flotte übertragen, die mit 29 Linienschiffen und 15 Fregatten im Mai in See stach. Sie wurde von dem jungen Ulrik Christian Gyldenløve kommandiert und hatte den Auftrag, die schwedische Flotte in Karlskrona zu überwachen; sollten die Schweden Kurs auf dänisches Gebiet nehmen, lautete der Befehl, sie unverzüglich anzugreifen. Im Mai 1700 sammelte sich indessen eine schwedische Armee aus den Regimentern in Schwedisch-Pommern und Bremen-Verden, die unter dem Befehl des Feldmarschalls Nils Karlsson Gyllenstierna stand. Ab dem Sommer wurde dieser auch von einem holländisch-hannoveranischen Hilfskorps unterstützt. Die Truppen vereinigten sich bei Altona und eilten zum Entsatz von Tönning. Der Herzog von Württemberg gab daraufhin die Belagerung der Stadt am 2. Juni auf und wich einer Schlacht gegen die schwedischen Truppen aus.

### Schwedische Gegenoffensive in Seeland
Schweden konnte in der ersten Phase aufgrund seiner Anfangserfolge weitgehend das Kriegsgeschehen bestimmen. Zentrale Kriegsschauplätze waren in erster Linie Sachsen-Polen, das bis dahin schwedische Livland sowie Estland, das die russische Zarenarmee bis 1706 in einem separat geführten Nebenkrieg eroberte.
In Schweden wurde unterdessen die Kriegsbereitschaft von Heer und Flotte hergestellt. Etwa 5.000 neue Matrosen wurden angeworben und die Stärke der Flotte unter Admiral Hans Wachtmeister damit auf 16.000 Mann gebracht. Zusätzlich wurden sämtliche Handelsschiffe in schwedischen Häfen für die anstehenden Truppentransporte requiriert. Insgesamt verfügte Schweden über 42 Linienschiffe in der Ostsee gegenüber insgesamt 33 dänischen. Ebenso schnell wurde das Heer aufgerüstet. Entsprechend dem Einteilungswerk wurden die regionalen Regimenter mobilisiert und dazu eine größere Anzahl neuer Einheiten aufgestellt. Insgesamt umfassten die Truppen bald 77.000 Mann. Eine weitere Unterstützung erhielt Schweden im Juni durch eine englisch-niederländische Flotte von 25 Linienschiffen unter den Admiralen George Rooke und Philipp van Almonde. Die Seemächte waren beunruhigt wegen des bevorstehenden Todes des spanischen Königs, von dem erwartet wurde, dass er einen europäischen Erbfolgekrieg nach sich ziehen könnte. Angesichts dieser ungewissen Lage waren sie nicht bereit, ihre wichtigen Handels- und Nachschubrouten in der Ostsee durch einen dänisch-schwedischen Krieg gefährden zu lassen. Aus diesem Grund hatten sie sich entschlossen, Schweden gegen den Angreifer Dänemark beizustehen.

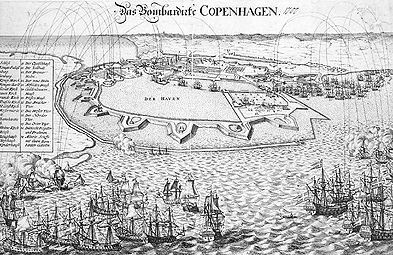
Belagerung von Kopenhagen 1700

Mitte Juni 1700 lag das englisch-niederländische Geschwader vor Göteborg, während Karl XII. am 16. Juni in Karlskrona mit der schwedischen Flotte in See stach. Zwischen den Verbündeten lag im Öresund die dänische Flotte, um die Vereinigung ihrer Gegner zu verhindern. Karl ließ seine Flotte jedoch eine enge Fahrrinne am östlichen Ufer entlang nehmen und erreichte bald die verbündeten Schiffe. Gemeinsam verfügten die Verbündeten nun über mehr als 60 Schiffe und waren der dänischen Flotte fast um das Doppelte überlegen. Der dänische Admiral Gyldenløve entschloss sich deshalb, einer Seeschlacht auszuweichen, und zog sich zurück. Nunmehr konnten am 25. Juli die ersten schwedischen Truppen unter dem Schutz ihrer Schiffsgeschütze bei Humlebæk auf Seeland landen. Anfang August 1700 verfügten sie dort bereits über etwa 14.000 Mann gegenüber weniger als 5.000 dänischen Soldaten. Es gelang ihnen deshalb schnell, Kopenhagen einzuschließen und mit der Artillerie zu beschießen. König Friedrich IV. hatte die Seeherrschaft verloren, und seine Armee stand weit im Süden in Holstein-Gottorp, wo die Kämpfe für ihn ebenfalls ungünstig verliefen. Er hatte keine andere Möglichkeit, als sich mit Karl zu verständigen. Am 18. August 1700 schlossen die beiden Herrscher den Frieden von Traventhal, der den Status quo ante wiederherstellte.

### Narva-Feldzug

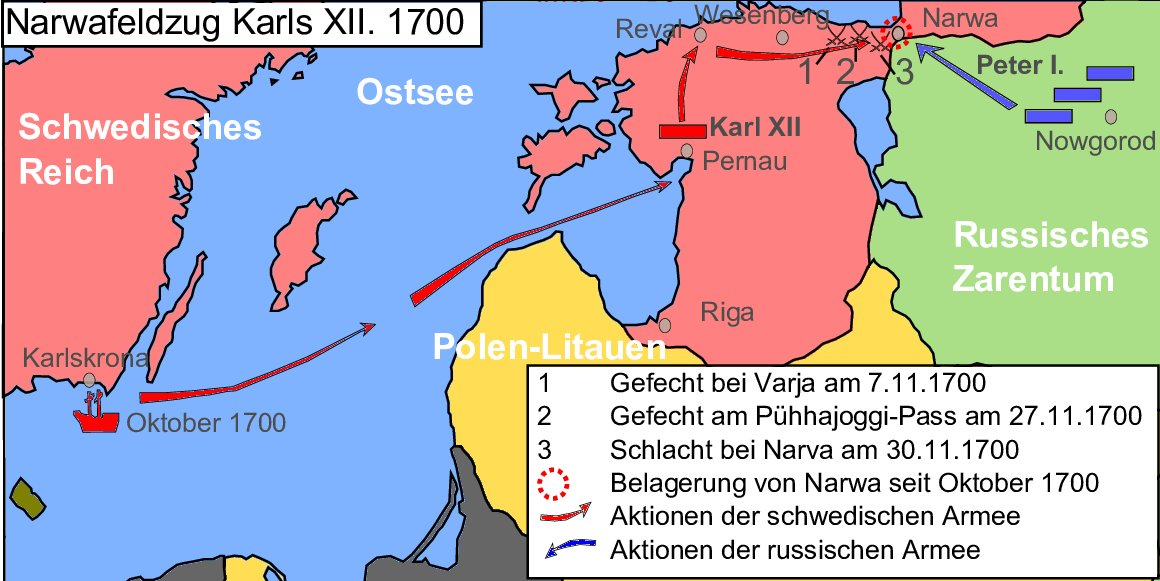
Narwafeldzug Karls XII.

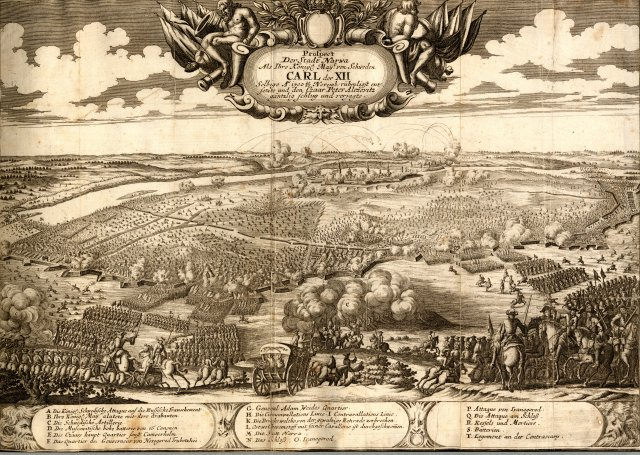
Schlacht bei Narva am (20.) 30. November
aus: Johann Christoph Brotze: Sammlung verschiedner Liefländischer Monumente

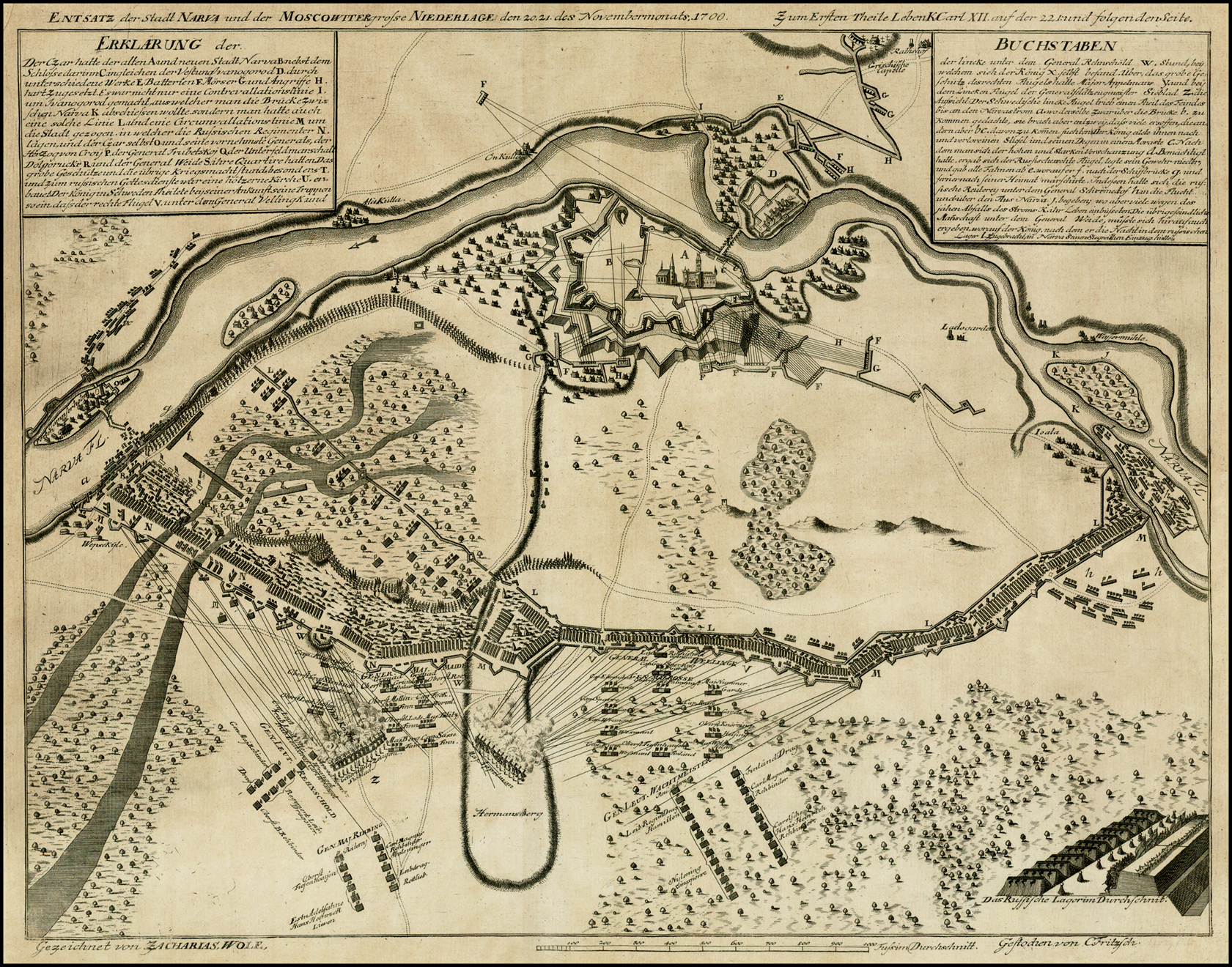
Entsatz der Stadt NARVA und der Moscowiter grosse Niederlage den 20.21. des Novembermonats, 1700 (datiert nach schwedischem Kalender);
Befestigungen, Truppenbewegungen, Batterien der Schlacht bei Narva gezeichnet von Zacharias Wolf.

Ursprünglich hatten die Alliierten vereinbart, dass Russland gleich nach dem Friedensschluss mit dem Osmanischen Reich, möglichst jedoch im April 1700, den Krieg gegen Schweden eröffnen sollte. Doch die Friedensverhandlungen zogen sich in die Länge und Peter I. zögerte, trotz des Drängens von August II., sich am Krieg zu beteiligen. Erst Mitte August 1700 gelang eine Verständigung mit den Osmanen, und am 19. August erklärte Peter I. Schweden schließlich den Krieg. Er tat dies jedoch in völliger Unkenntnis der Tatsache, dass am Vortag mit Dänemark bereits ein wichtiger Verbündeter der Koalition weggefallen war. In einem Bericht hielt der niederländische Gesandte am 3. September deshalb fest: „Wenn diese Neuigkeit vierzehn Tage früher eingetroffen wäre, so zweifle ich sehr, ob S. Czarische Majestät sich mit ihrer Armee in Marsch gesetzt oder S. Majestät dem König von Schweden den Krieg erklärt hätte.“
Allerdings hatte Peter I. bereits im Sommer 1700 eine Armee an den schwedischen Grenzen aufstellen lassen, die zu einem großen Teil aus jungen, nach westeuropäischem Vorbild ausgebildeten Rekruten bestand. Insgesamt wurden die Streitkräfte in drei Divisionen unter den Generälen Golowin, Weide und Repnin geteilt. Zu diesen stießen noch einmal 10.500 Soldaten des Kosakenheers, so dass sich die Gesamtstreitmacht auf etwa 64.000 Mann belief. Von diesen stand jedoch noch ein großer Teil im Landesinneren. Mitte September rückte eine russische Vorhut in schwedisches Territorium ein, und am 4. Oktober 1700 begann die russische Hauptarmee mit etwa 35.000 Soldaten die Belagerung von Narva. Peter I. hatte vor dem Krieg Ingermanland und Karelien für sich reklamiert, um einen sicheren Zugang zur Ostsee zu erhalten. Narva lag zwar nur 35 Kilometer von den russischen Grenzen entfernt, aber in dem von August II. beanspruchten Livland. Bei den Verbündeten regte sich deshalb Misstrauen gegenüber dem Zaren, und man fürchtete, dass dieser Livland für sich erobern wollte. Drei Gründe sprachen jedoch für Narva als Ziel des russischen Angriffs: Es lag südlich von Ingermanland und konnte den Schweden als Einfallstor in diese Provinz dienen. Es lag unweit der russischen Grenzen und war damit ein logistisch relativ einfach zu erreichendes Ziel. Wichtig war nicht zuletzt, dass fast der gesamte Handel Russlands nach Westen über Riga und Narva lief und der Zar ungern beide Städte im Besitz Augusts II. gesehen hätte.
Unterdessen hatte Karl XII. seine Armee bis zum 24. August 1700 wieder aus Dänemark abgezogen. Seitdem bereitete er in Südschweden eine Expedition nach Livland vor, um dort den sächsischen Truppen entgegenzutreten. Trotz der drohenden Herbststürme verließ Karl am 1. Oktober Karlskrona und erreichte am 6. Oktober Pärnu. Die schwedischen Verbände hatten Verluste durch heftige Stürme hinnehmen müssen. Trotzdem wurde die Flotte sofort wieder zurückgeschickt, um weitere Soldaten und die schwere Artillerie zu überführen. Da er den alten Dahlberg in Riga siegreich fand und die Sachsen bereits in den Winterquartieren, beschloss er, sich gegen die russische Armee bei Narva zu wenden. Er verlegte seine Truppen nach Reval, wo er weitere Verstärkung aus der Region versammelte und seine Verbände mehrere Wochen exerzieren ließ. Am 13. November 1700 brach er mit etwa 10.500 Soldaten nach Osten auf. Der Marsch im kalten Wetter und fast ohne jeden Nachschub erwies sich als schwierig, doch am 19. November erreichten die Schweden die russischen Stellungen. Am folgenden Tag kam es schließlich zur Schlacht bei Narva ((20.) 30. November 1700), in der die schwedischen Truppen die zahlenmäßig weit überlegene russische Armee vernichtend schlugen. Im Verlauf der Kämpfe und bei der darauf folgenden Flucht löste sich das russische Heer nahezu vollständig auf und verlor praktisch die gesamte Artillerie. Allerdings waren auch die geringen schwedischen Kräfte geschwächt, und auch sie mussten, nachdem Narva wieder befreit worden war, zunächst ihre Winterquartiere beziehen.

## Entthronungskrieg gegen August II. (1701–1706)
Ende 1700 hatte Karl XII. Schweden erfolgreich verteidigt und alle feindlichen Truppen vom schwedischen Territorium vertrieben. Anstatt das geschlagene russische Heer zu verfolgen, um es vollständig zu vernichten und seinen Gegner Zar Peter I. ebenfalls zum Frieden zu zwingen, wandte sich der König nun seinem dritten Gegner, dem sächsischen Kurfürsten und König von Polen, zu, um diesem den polnischen Königsthron zu entreißen. Über die genauen Motive des schwedischen Königs ist viel spekuliert worden und diese seine Entscheidung ist von späteren Militärhistorikern fast einhellig als schwere Fehlentscheidung kritisiert worden, da die Chance vergeben wurde, das geschlagene russische Heer endgültig zu vernichten und damit Russland zum Frieden zu zwingen. Ausschlaggebend für die Wendung in Richtung Polen waren wohl vor allem persönliche Motive Karl XII. Der schwedische König hegte als überzeugter Lutheraner einen persönlichen Hass auf August den Starken, da dieser aus Gründen des Machtkalküls vom lutherischen Glauben seiner Vorfahren abgewichen und zum Katholizismus konvertiert war, um König von Polen werden zu können. Außerdem sah Karl XII. in August dem Starken den eigentlichen Kriegstreiber gegen Schweden. Die livländische Adelsopposition gegen die schwedische Krone unter Reinhold von Patkul hatte vor allem auf polnisch-sächsische Unterstützung gebaut. Außerdem unterschätzte der schwedische König in fataler Weise das militärische Potential Russlands und meinte, die russische Armee wie bei Narva im Jahr 1700 jederzeit aufs Neue besiegen zu können. Die militärische Entwicklung im Baltikum hielt Karl für nachrangig.
Der Schwedenkönig wandte sich mit seiner Hauptarmee Richtung Süden und durchzog in den folgenden 5 Jahren des Entthronungskrieges nahezu das gesamte polnische Territorium. Daneben fanden aber weitere Kämpfe um die Herrschaft in Kurland und Litauen zwischen schwedischen Truppen unter dem Oberbefehl von Lewenhaupt und russischen Einheiten statt. Zu einer Überschneidung der beiden Kriegsschauplätze im Baltikum und in Polen kam es nur 1705, als ein russisches Heer, das 1705 in Kurland einmarschierte, sich vor dem herannahenden Karl XII. zurückziehen musste, ohne dass es zu einer offenen Schlacht kam. In jahrelangen Feldzügen verausgabte sich Karl mit dem schwedischen Heer in Polen und Sachsen, während das schwedische Livland von russischen Armeen verwüstet wurde. Der Krieg in Polen endete erst 1706 mit dem Altranstädter Frieden, in dem August II. zum Verzicht auf den polnischen Thron gezwungen wurde.

### Besetzung des Herzogtums Kurland

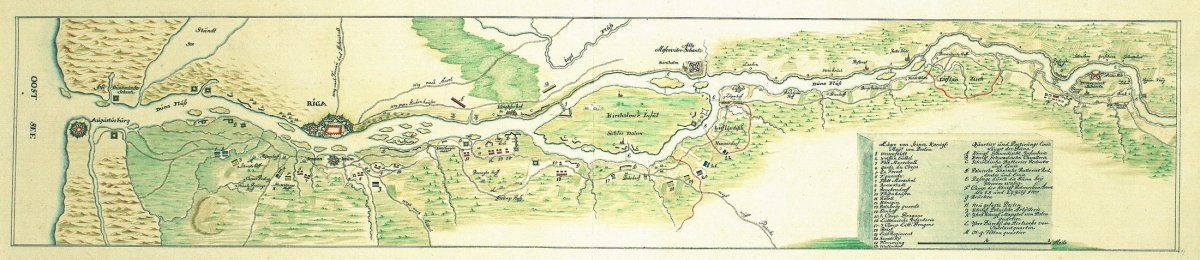
Lager der polnischen und schwedischen Truppen entlang der Düna, 1700

August II. bereitete sich nun auf die im neuen Jahr zu erwartende schwedische Offensive vor. Als nachteilig erwies sich dabei die Weigerung seiner polnischen Untertanen, den Krieg finanziell und mit Truppen zu unterstützen. Der polnische Sejm vom Februar 1701 erwirkte lediglich die Unterstützung Augusts durch ein kleines Hilfskorps von 6.000 Polen und Litauern, zu wenig für den anstehenden Kampf gegen Karl. Als Reaktion auf die schwedischen Erfolge trafen sich im Februar 1701 August II. und Peter I. in einer völlig veränderten Situation, um ihr Bündnis zu erneuern. Peter brauchte Zeit, um die russische Zarenarmee zu reorganisieren und aufzurüsten. August brauchte einen starken Verbündeten im Rücken der Schweden. Zar Peter versprach, 20.000 Mann an die Düna zu entsenden, so dass August zur Abwehr des schwedischen Angriffs im Juni 1701 über ein 48.000 Mann starkes Heer aus Sachsen, Polen, Litauern und Russen verfügen konnte. Unter dem Eindruck der schwedischen Erfolge suchten beide Bündnispartner jeder für sich aus dem Krieg auszuscheren: Ungeachtet ihrer Übereinkunft und ohne Wissen des anderen boten sie dem Schwedenkönig einen Separatfrieden an. Karl XII. wollte jedoch keinen Frieden und rüstete verstärkt für den geplanten Feldzug gegen Polen. Dazu ließ er für 1701 insgesamt 80.492 Mann aufstellen. 17.000 Mann wurden zur Deckung des Landesinneren abgestellt, 18.000 Mann schützten Schwedisch-Pommern, 45.000 Mann waren auf Livland, Estland und Ingermanland verteilt. Der größte Teil der schwedischen Truppen in Livland wurde um Dorpat konzentriert.

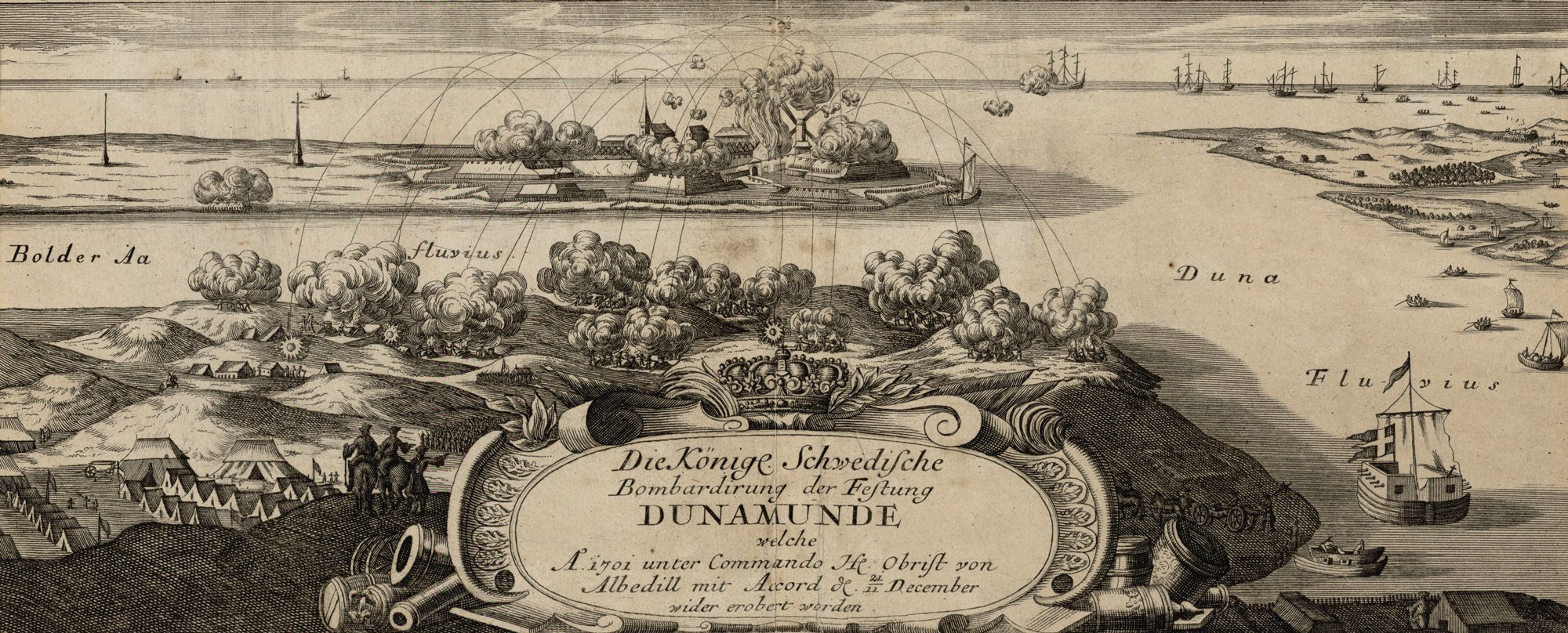
Bombardierung der Festung Dünamünde durch königlich-schwedische Truppen im Jahr 1701

Nach den üblichen Heerschauen begann am 17. Juni 1701 der schwedische Vormarsch über Wolmar und Wenden nach Riga. Karl plante, sein Heer zwischen Kokenhusen und Riga über die Düna zu setzen. Die Sachsen hatten dieses Vorgehen vermutet und an mehreren Übergangsstellungen entlang der Düna Feldbefestigungen errichtet. Beide Heere standen sich erstmals am 8. Julijul. / 19. Juligreg. bei Riga an der Düna gegenüber. Die sächsisch-russische Armee war mit 25.000 Mann der etwa 20.000 Schweden zählenden Armee leicht überlegen. Dieser Vorteil ging jedoch verloren, da der sächsische Oberbefehlshaber Adam Heinrich von Steinau sich durch schwedische Ablenkungsmanöver täuschen ließ und seine Einheiten entlang der Düna zersplitterte. So gelang es der schwedischen Infanterie, den breiten Strom zu überqueren und einen Brückenkopf an dem von den Sachsen gehaltenen Flussufer zu bilden. Die sächsische Armee erlitt in der sich anschließenden Schlacht an der Düna eine Niederlage, konnte sich aber sammeln und bis auf preußisches Territorium geordnet zurückziehen. Die russischen Truppen zogen sich ebenso, von der erneuten Niederlage geschockt, nach Russland zurück. Ganz Kurland stand der schwedischen Armee damit offen. Karl besetzte mit seinen siegreichen Truppen Mitau, die Hauptstadt des Herzogtums Kurland, das unter polnischer Lehnshoheit stand.

### Eroberung von Warschau und Krakau

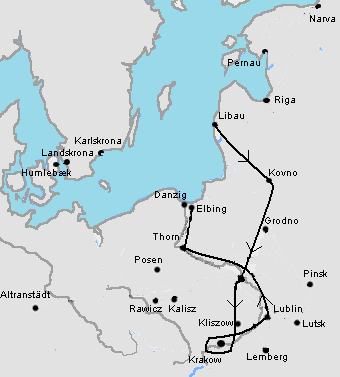
Feldzüge Karls XII. von seinem Winterlager in Kurland Anfang 1702 bis zur Aufnahme der Winterlager in Westpreußen Ende 1703

Die polnisch-litauische Republik protestierte gegen die Verletzung des polnischen Hoheitsgebietes durch den Vormarsch der Schweden nach Kurland, denn nicht die Republik (vertreten durch den Sejm) befand sich im Krieg mit Schweden, sondern nur der König von Polen. Als August der Starke erneut Verhandlungen anbot, empfahlen die Ratgeber Karls XII., mit dem König von Polen Frieden zu schließen. Am weitesten ging dabei der Generalgouverneur Livlands, Erik von Dahlberg, der aus Protest gegen die Kriegspläne seines Königs schließlich sogar den Rücktritt einreichte. Doch Karl blieb kompromisslos und verlangte vom Sejm die Wahl eines neuen Königs. Dies lehnte die Mehrheit des polnischen Adels jedoch ab.
Im Januar 1702 verlegte Karl sein Heer von Kurland nach Litauen. Am 23. März 1702 verließen die Schweden ihr Winterquartier und fielen in Polen ein. Ohne auf die geplante Verstärkung aus Pommern zu warten, marschierte Karl mit seinem Heer direkt gegen Warschau, das sich am 14. Mai 1702 kampflos ergab. Die polnische Hauptstadt wurde zur Zahlung einer hohen Kontribution gezwungen, bevor Karl seinen Marsch nach Krakau fortsetzte. Die Befürchtung, dass Schweden in einem denkbaren Friedensvertrag Territorialgewinne in Polen suchen würde, veranlasste nun auch den polnischen Adel, sich an dem Krieg zu beteiligen.

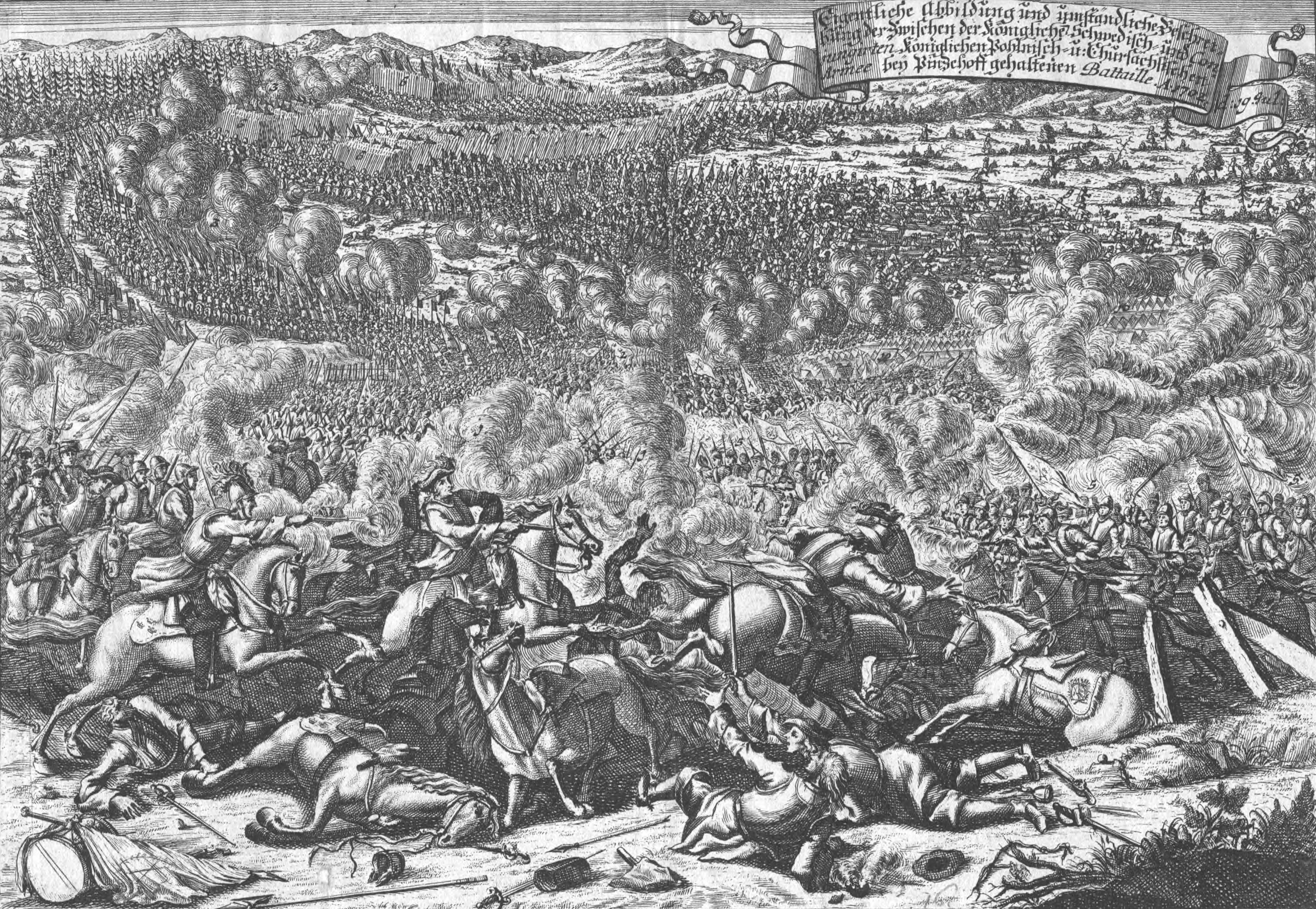
Kupferstich mit einer Darstellung der Schlacht bei Klissow zwischen Schweden und Sachsen am 19. Juli 1702

Bevor Karl XII. Warschau besetzte, war August II. mit der polnischen Kronarmee, etwa 8.000 Mann stark, nach Krakau gezogen, um sich dort mit der 22.000 Mann starken sächsischen Armee zu vereinigen, die in Sachsen neu aufgestellt worden war. Die polnische Kronarmee unter Hieronim Augustyn Lubomirski war schlecht ausgerüstet, mangelhaft verpflegt und wenig motiviert, für die Sache des sächsischen Königs zu kämpfen. Als sich das 24.000–30.000 Mann starke polnisch-sächsische Heer südlich von Kielce den nur 12.000 Mann zählenden Schweden entgegenstellte, erleichterte dieser Umstand den Schweden am 8. Julijul. / 19. Juligreg. in der Schlacht bei Klissow einen umfassenden Sieg. Dabei wurden 2.000 Sachsen getötet oder verletzt, und weitere 700 gerieten in schwedische Gefangenschaft. Die Schweden eroberten 48 Kanonen und hatten selbst 300 Tote und 800 Verletzte zu beklagen. Ferner erbeuteten sie den gesamten Tross sowie Augusts Feldkasse mit 150.000 Reichstalern und sein Silbergeschirr. Die geringe Truppenstärke der Schweden erlaubte aber keine Verfolgung der geschlagenen polnisch-sächsischen Armee, und so konnte August die verbliebenen Einheiten seines Heeres in den östlichen Landesteilen von Polen wieder sammeln. Sein schneller Rückzug über Sandomierz nach Thorn erlaubte es Karl, am 31. Juli 1702 Krakau zu besetzen. Schweden kontrollierte nun die Residenzstadt Warschau und die Krönungsstadt Krakau. Über die Hälfte des polnischen Reiches blieb aber weiter in den Händen Augusts II.

### Krieg in Kurland und Litauen
Neben den Kriegsereignissen in Polen kam es auch in Kurland und Litauen zu Kampfhandlungen um die Vorherrschaft im Baltikum. Die Sieger des vorangegangenen litauisch-belarussischen Bürgerkrieges, die Oginski, hatten die Sapieha per Dekret von sämtlichen staatlichen Ämtern enthoben. Die geschlagenen ehemaligen Machthaber verbündeten sich nun mit den siegreichen Schweden, während die Oginski bzw. Graf Grzegorz Antoni Ogiński Peter I. zu Hilfe rief. Peter I. unterzeichnete 1702 ein Abkommen mit den Oginskis über militärische Hilfe. Es entbrannte erneut ein heftiger Bürgerkrieg.
Zum Schutz Kurlands war nach dem Abmarsch der Hauptarmee unter Karl XII. im Januar 1702 ein schwedisches Korps unter dem Kommando von Carl Magnus Stuart zurückgelassen worden. Aufgrund einer nicht heilenden Wunde überließ dieser die eigentliche Truppenführung jedoch Oberst Graf Adam Ludwig Lewenhaupt. In Litauen selbst stand unter dem Kommando der Generäle Carl Mörner und Magnus Stenbock eine weitere schwedische Abteilung von mehreren tausend Mann, die im Juni 1702 zu großen Teilen Karl XII. nachfolgte und nur eine kleine Truppe zurückließ.
Während die mit Schweden verbündeten Sapieha Bauerntrupps organisierten, die im belarussischen Dnieprgebiet gegen die Oginski-Konföderation kämpften, verwüsteten diese mit russischer Unterstützung die Ländereien der Sapiehas. Als die Sapiehas sich nach dem Abzug der Schweden zeitweilig aus Litauen zurückzogen, nutzte Ogiński die Situation und griff von Mai bis Dezember 1702 die schwedischen Truppen in Litauen und Kurland an. Sein Ziel war die Eroberung der Festung Birze als Ausgangsbasis für weitere Unternehmungen. Bei einem seiner Versuche stellte das Heer Ogińskis aus 2500 Russen und 4500 Polen eine 1300 Mann starke schwedische Abteilung, die zur Entsetzung der Festung ausgesandt worden war. Am 19. März 1703 besiegte die unterlegene schwedische Abteilung das russisch-polnische Heer im Gefecht bei Saladen. Ogiński zog sich daraufhin nach Polen zurück, um sich mit den Truppen Augusts zu vereinigen.

### Schwedische Eroberung West- und Zentralpolens

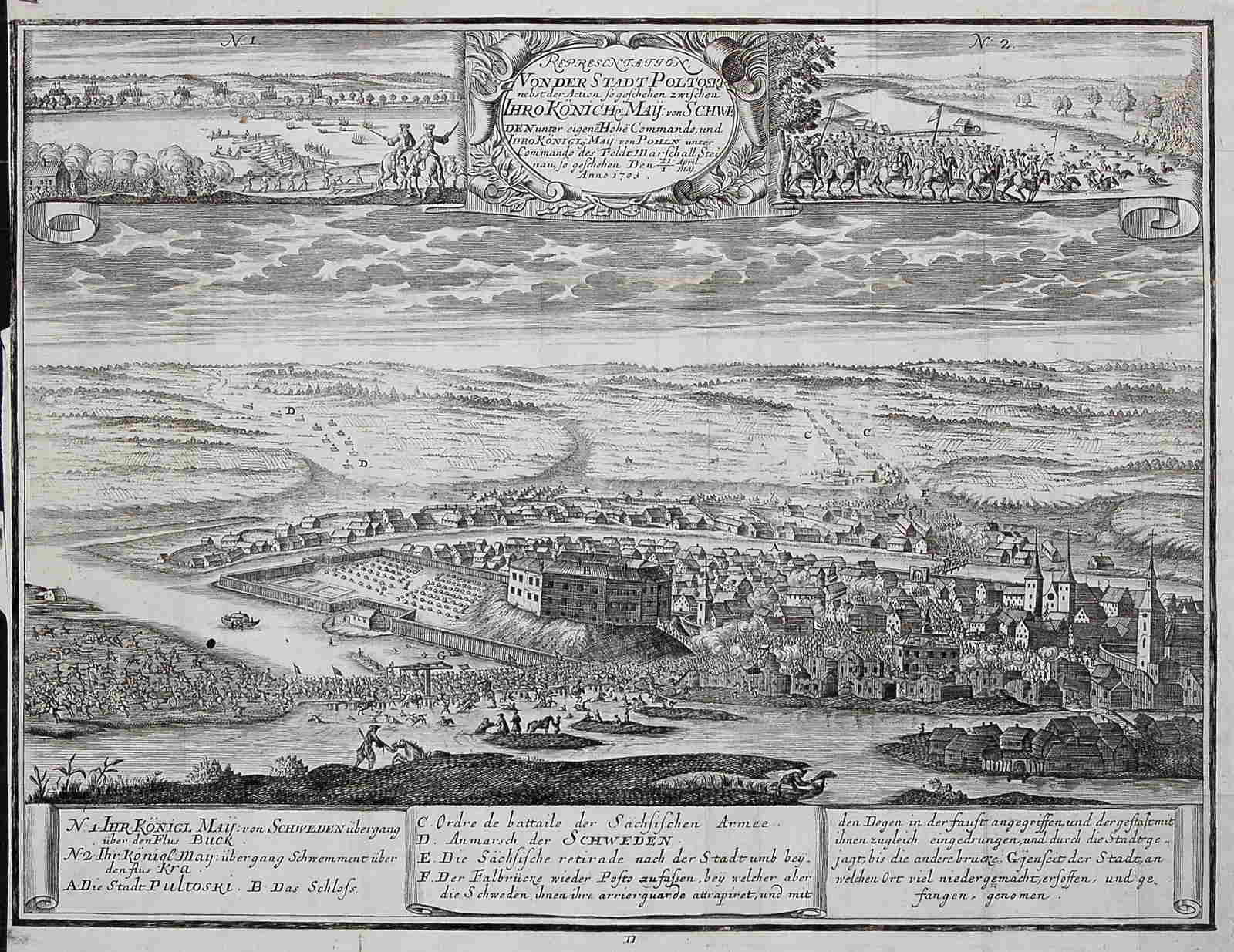
Schlacht bei Pułtusk 1703

August II. hatte den Schweden nach der Niederlage bei Klissow am 19. Juli 1702 abermals Friedensverhandlungen angeboten. Er wollte den schwedischen Forderungen so weit als möglich entgegenkommen, mit dem einzigen Ziel, König von Polen bleiben zu können. Michael Stephan Radziejowski, Kardinal-Erzbischof von Gnesen und Primas von Polen-Litauen, unterbreitete im Namen der Republik Polen ebenfalls Vorschläge für einen Frieden. Er bot Karl XII. Polnisch Livland, Kurland und eine hohe Kriegsentschädigung an. Karl hätte lediglich auf die Absetzung des Königs verzichten müssen, wozu er jedoch nicht bereit war. So ging der Krieg weiter. Nach einer mehrwöchigen Verzögerung durch einen Beinbruch Karls setzten die Schweden ihren Vormarsch entlang der Weichsel fort. Ende Herbst 1702 verlegte Karl seine Truppen in die Winterquartiere bei Sandomierz und Kazimierz in der Nähe von Krakau.
August II. musste, zur weiteren Kriegsführung gezwungen, erneut eine Armee aufbauen, um den schwedischen Vormarsch aufzuhalten. Er hielt in Thorn einen Sejm ab, auf dem ihm 100.000 Mann zugesagt wurden. Um die Gelder hierfür aufzubringen, reiste er im Dezember nach Dresden.

„Prospect von der Stadt THORN So Anno 1703 im Majo von Ihro Königl. Mayten von schweden KÖNIG CARL den XII blocquirt“

In den ersten Monaten des Jahres 1703 ruhte der Krieg. Erst im März brach Karl XII. mit seinem Heer in Richtung Warschau auf, das er Anfang April erreichte. Anfang April 1703 verließ August II. Dresden, um von Thorn und Marienburg aus einen neuen Feldzug zu beginnen. Er hatte die Zeit genutzt, um ein neues sächsisch-litauisches Heer aufzustellen. Als Karl erfuhr, dass die feindliche Armee bei Pułtusk lagerte, verließ er Warschau und überschritt mit seiner Kavallerie den Bug. Am 21. April 1703 wurden die Sachsen in der Schlacht bei Pułtusk völlig überrumpelt. Der Sieg kostete die Schweden lediglich 12 Mann, während die sächsisch-litauische Armee neben mehreren Hundert Toten und Verwundeten auch 700 Gefangene zu verschmerzen hatte. Nach der Niederlage bei Pułtusk waren die Sachsen zu schwach, um sich der schwedischen Armee im offenen Feld zu stellen. Sie zogen sich in die Festung Thorn zurück. Karl XII. zog daraufhin nordwärts, um den letzten Rest der demoralisierten sächsischen Armee zu vernichten. Nach monatelanger Belagerung von Thorn nahm er die Stadt im September 1703 ein. Die Schweden erbeuteten 96 Kanonen, 9 Mörser, 30 Feldschlangen, 8.000 Musketen und 100.000 Taler. Mehrere tausend Sachsen gingen in Kriegsgefangenschaft. Die Einnahme von Thorn brachte König Karl die vollständige Kontrolle Polens. Um jeden künftigen Widerstand der Stadt, die den Schweden ein halbes Jahr getrotzt hatte, auszuschließen, wurden ihre Befestigungsanlagen geschleift. Am 21. November verließen die Schweden Thorn in Richtung Elbing. Das abschreckende Beispiel erzielte die gewünschte Wirkung, und unter dem Eindruck des ihm vorauseilenden Kriegsruhms unterwarfen sich viele weitere Städte dem Schwedenkönig, um gegen Zahlung hoher Tribute verschont zu bleiben. Kurz vor Weihnachten ließ Karl sein Heer in Westpreußen Winterquartiere beziehen, da diese Gegend vom Krieg bisher unberührt geblieben war.

### Die Konföderationen von Warschau und Sandomir

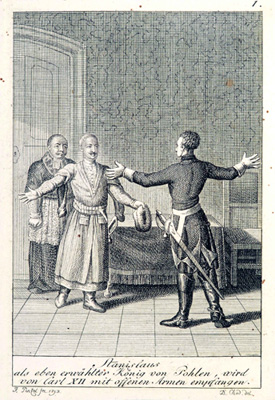
Karl XII. empfängt 1704 Stanisław Leszczyński (1677–1766), Kupferstich von Daniel Nikolaus Chodowiecki (1726–1801)

Nach den katastrophalen Feldzügen von 1702 und 1703 wurde die militärische Lage Augusts II. aussichtslos, seine finanziellen Mittel waren erschöpft und seine Machtbasis in Polen begann zu bröckeln. Unter dem Eindruck des wirtschaftlichen Niedergangs des Landes spaltete sich der polnische Adel in unterschiedliche Lager auf. Im Jahr 1704 gründete sich die schwedenfreundliche Konföderation von Warschau und drängte auf ein Ende des Krieges. Ihr schloss sich Stanislaus Leszczyński an, der ab 1704 die Friedensverhandlungen mit den Schweden führte. Da er das Vertrauen des Schwedenkönigs gewonnen hatte, sah Karl XII. in Stanislaus bald den geeigneten Kandidaten für die vorgesehene Neuwahl des polnischen Königs.
Auch in Sachsen gab es Widerstand gegen die Polenpolitik des Kurfürsten. August führte eine Akzisesteuer ein, um seine Kriegskasse zu füllen und die Armee aufrüsten zu können. Das brachte die sächsischen Stände gegen ihn auf. Außerdem erregte er den Unmut der Bevölkerung durch aggressive Methoden der Rekrutenwerbung. Durch russische Unterstützung gelang es ihm jedoch, erneut ein Heer von 23.000 Sachsen, Kosaken und Russen aufzustellen. Litauen, Wolhynien, Rotrussland und Kleinpolen waren dem sächsischen König weiterhin treu, so dass August sich mit seinem Hof nach Sandomierz zurückziehen konnte. Dort hatten Teile des polnischen Adels zu seiner Unterstützung eine Konföderation gebildet, die sich gegen die schwedische Besetzung Polens und den von Schweden geforderten neuen König wandte. Die Konföderation von Sandomir unter dem Hetman Adam Mikołaj Sieniawski weigerte sich, eine Abdankung Augusts und die Thronbesteigung Stanislaus Leszczynskis anzuerkennen. Einen echten Kräfteausgleich bedeutete dies aber nicht, denn die Konföderation hatte nur geringe militärische Bedeutung, und ihre Truppen konnten allenfalls den Nachschub der Schweden stören. Zar Peter schloss mit August II. eine Vereinbarung (Vertrag von Narwa), die ihm die Fortführung des Krieges gegen Schweden auf dem Gebiet Polen-Litauens ermöglichte. Im Herbst 1704 zog dann eine große russische Armee nach Belarus, die lange in Polozk stationiert blieb und dann Wilna, Minsk und Grodno einnahm.

### Wahl eines neuen schwedentreuen Königs von Polen

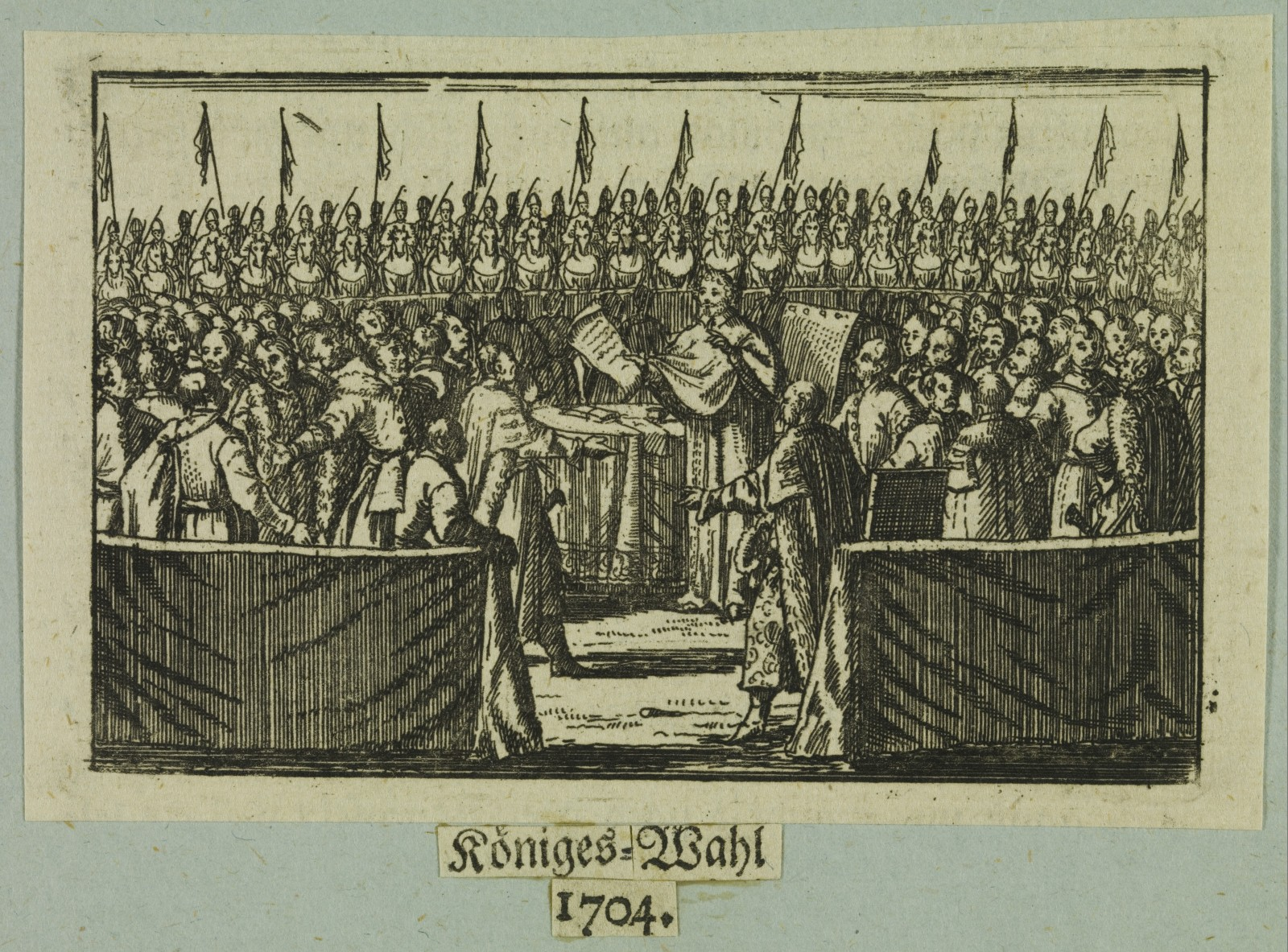
Am 12. Juli 1704 wurde gegen den Willen der Mehrheit des polnischen Adels unter dem Schutz der schwedischen Armee Stanislaus I. Leszczyński zum König gewählt.

Ende Mai 1704 brach Karl XII. von seinem Winterquartier nach Warschau auf, um die geplante Königswahl zu schützen. Das Heer bestand aus 17.700 Mann Infanterie und 13.500 Mann Kavallerie. Nach der Ankunft Karls in Warschau wurde unter dem Schutz der schwedischen Armee am 12. Juli 1704 Stanislaus I. Leszczyński gegen den Willen der Mehrheit des polnischen Adels zum König gewählt.

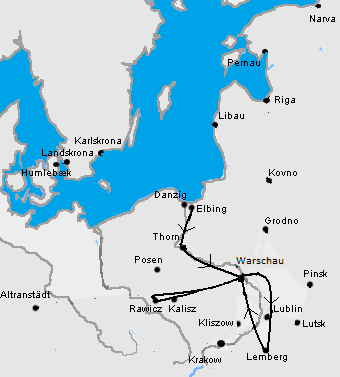
Feldzüge Karls XII. von Mai 1704 bis Dezember 1705

Nach der Wahl ging Karl mit einem starken Armeekorps gegen die abtrünnigen Gebiete vor, die dem neuen König die Gefolgschaft versagten. August erkannte die Wahl nicht an und wich mit seiner Armee dem vorrückenden Karl aus. Als das schwedische Heer im Juli bis Jarosław vorrückte, nutzte August die Gelegenheit, wieder nach Warschau zu ziehen. Statt ihn zu verfolgen, eroberte Karl in einem Sturmangriff Ende August das schlecht befestigte Lemberg. Währenddessen hatte August Warschau erreicht, wo sich auch der neu gewählte König aufhielt. In der Stadt selbst standen 675 Schweden und etwa 6000 Polen, die den schwedentreuen König schützen sollten. Die meisten polnischen Soldaten desertierten, und auch der polnische König floh aus der Stadt, so dass allein die Schweden Widerstand leisteten. Am 26. Mai 1704 musste die schwedische Garnison vor August II. kapitulieren. Nach der Einnahme von Warschau zog August nach Großpolen. Das dortige schwache schwedische Kontingent musste sich daraufhin zurückziehen.
Bei Lemberg erhielt Karl die Nachricht von der Einnahme Narvas durch russische Truppen. Einen Zug nach Norden schloss er aber weiterhin aus. Mit zweiwöchiger Verzögerung kehrte das schwedische Heer Mitte September nach Warschau zurück, um die Stadt erneut zu erobern. August ließ es nicht auf einen Kampf ankommen, sondern floh vor der Ankunft Karls aus seiner Hauptstadt und übertrug General Johann Matthias von der Schulenburg das Kommando über die sächsische Armee. Auch dieser wagte keine offene Feldschlacht und zog sich nach Posen zurück, wo ein russisches Kontingent unter dem Kommando von Johann Reinhold von Patkul die Stadt eingeschlossen hatte. Nach der erneuten Eroberung Warschaus ließ Karl das sächsisch-polnische Heer verfolgen. Dabei wurde eine russische Abteilung von 2000 Mann in einem Gefecht besiegt, 900 Russen fielen. Die restlichen Russen kämpften am Folgetag fast bis zum letzten Mann. Trotz des geschickten Rückzugs der Sachsen unter Schulenburg holte Karl einen Teil der sächsischen Armee kurz vor der schlesischen Grenze ein. In der Schlacht bei Punitz hielten 5000 Sachsen vier anstürmenden schwedischen Dragonerregimentern stand. Schulenburg gelang es, seine Truppen geordnet über die Oder nach Sachsen zurückzuziehen. Wegen der anstrengenden Märsche musste Karl bereits Anfang November sein Winterquartier beziehen. Er wählte hierzu den an Schlesien grenzenden Distrikt Großpolen aus, der vom Krieg bis dahin weitgehend verschont geblieben war.

### Entwicklung in Kurland und Litauen

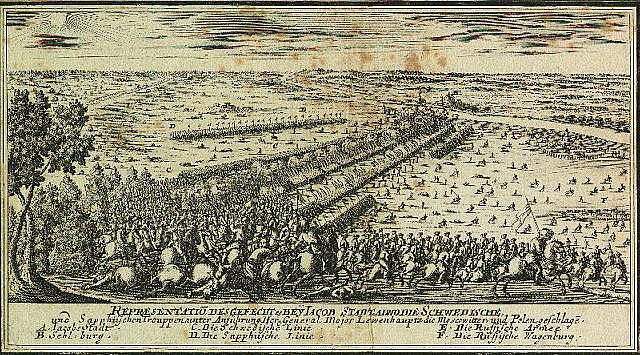
Schlacht bei Jakobstadt

Nach dem Sieg Lewenhaupts im Vorjahr kehrte Jan Kazimierz Sapieha im Frühjahr 1704 nach Litauen zurück und verstärkte dort Lewenhaupts Position. Nach der Wahl Leszczyńskis zum neuen polnischen König hatte Lewenhaupt von Karl XII. den Befehl erhalten, die Ansprüche der Sapiehas in ihrer Heimat durchzusetzen. Lewenhaupt drang mit seinen Truppen von Kurland aus nach Litauen ein, worauf sich die Anhänger Augusts II. unter Führung von Graf Ogiński zurückziehen mussten. Lewenhaupt konnte den litauischen Adel zwar auf die schwedische Seite ziehen und den litauischen Landtag zur Huldigung des neuen polnischen Königs bewegen, doch danach musste er wieder nach Mitau zurückkehren, da eine russische Armee herannahte und Kurland bedrohte.
Das russische Heer vereinigte sich mit loyalen polnischen Truppen und zog zur Festung Seelburg an der Düna, die nur mit einer kleinen Garnison von 300 Schweden besetzt war. Lewenhaupt eilte sofort herbei, um die belagerte Festung zu entsetzen. Die russisch-polnische Armee brach darauf die Belagerung ab, um sich dem herannahenden Gegner entgegenzustellen. Am 26. Juli 1704 trafen die beiden Armeen bei Jakobstadt aufeinander, wo das zahlenmäßig weit unterlegene schwedisch-polnische Heer mit 3.085 Schweden und 3.000 Polen in der Schlacht bei Jakobstadt ein zahlenmäßig überlegenes Heer von 3.500 Russen und 10.000 Polen besiegte. Die russischen Truppen mussten sich zurückziehen. Von dem Schlachtfeld bei Jakobstadt wandte sich Lewenhaupt zunächst gegen die zwischen Riga und Mitau gelegene Festung Birze, die von Truppen Ogińskis besetzt worden war. Die Besatzung der Festung, bestehend aus 800 Polen, kapitulierte sofort und erhielt freien Abzug. Lewenhaupt entließ seine Truppen für den Rest des Jahres in die Winterquartiere, womit auch der Krieg in Litauen und Kurland eine Ruhepause hatte.

### Krönung des schwedentreuen Königs in Warschau
In Polen gab es in der ersten Hälfte des Jahres 1705 keine kriegerischen Ereignisse. Die schwedische Armee unter Karl XII. lagerte untätig in der Stadt Rawitsch, die zugleich Hauptquartier der Schweden in Polen war. Es wurde entschieden, dass der im Vorjahr gewählte Stanislaus Leszczyński im Juli 1705 zum polnischen König gekrönt werden sollte. Für die Schweden war die Sicherung der Thronfolge deshalb so wichtig, weil nur mit ihrem Wunschkandidaten die bereits angelaufenen Friedensverhandlungen mit Polen abgeschlossen werden konnten. Der bisherige König August II. war zwar auch zu Friedensverhandlungen bereit, doch mit der Hoffnung auf einen für ihre Zwecke fügsameren Kandidaten auf dem polnischen Thron verhärtete sich die schwedische Position, bis die Schweden in der Entthronung des Wettiners die einzige Möglichkeit sahen, einen Frieden in ihrem Sinne zu schließen.

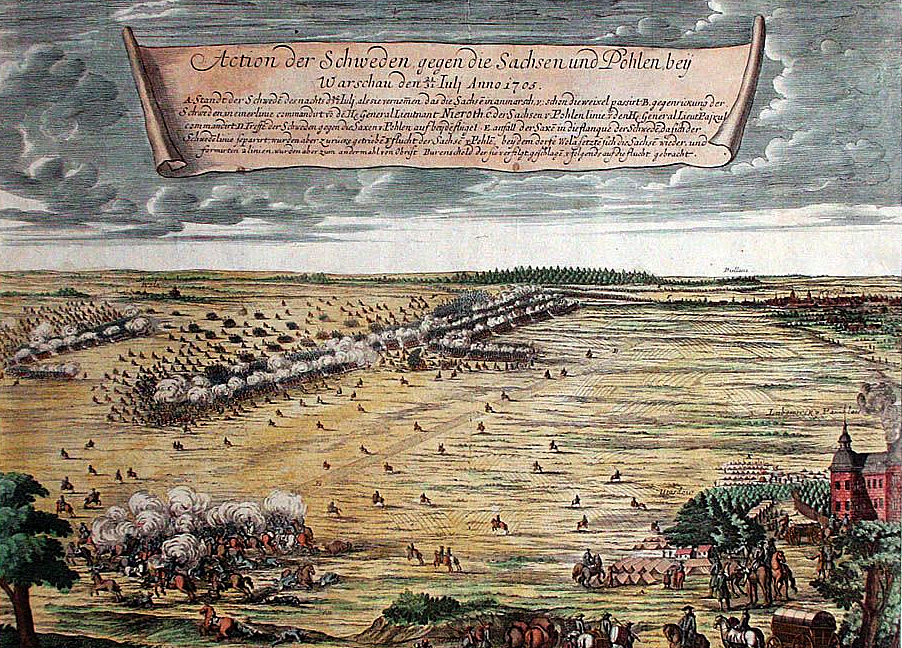
Gefecht bei Rakowitz am 31. Juli 1705

Anders als die Schweden blieb August II. nicht untätig und konnte mit russischer Unterstützung erneut ein Heer aufstellen, das die Krönung des schwedischen Gegenkönigs verhindern sollte. Zum Befehlshaber ernannte er auf Vorschlag Johann Patkuls dessen livländischen Landsmann Otto Arnold Paykull, der mit 6.000 Polen und 4.000 Sachsen nach Warschau vorrückte. Um die Sicherheit des Thronfolgers zu gewährleisten, hatte Karl XII. den Generalleutnant Carl Nieroth mit 2.000 Mann in die Hauptstadt entsandt. Am 31. Juli 1705 trafen beide Heere bei Warschau in der Schlacht von Rakowitz aufeinander, in der die sächsisch-polnische Armee von der fünfmal kleineren schwedischen Armee besiegt wurde. Generalleutnant Paykull fiel mitsamt seiner diplomatischen Korrespondenz in die Hände der Schweden und wurde als Staatsgefangener nach Stockholm gebracht. Dort beeindruckte er seine Richter mit der Behauptung, er kenne das Geheimnis zur Herstellung von Gold. Doch obwohl er eine Probe seiner alchemistischen Kunst ablegte, hielt Karl XII. die Sache keiner weiteren Untersuchung wert und ließ ihn wegen Landesverrats enthaupten.
Als Folge der Schlacht konnte am 4. Oktober 1705 Stanislaus Leszczyński in Warschau ungehindert zum neuen polnischen König gekrönt werden. Er blieb aber militärisch und finanziell völlig abhängig von seinen schwedischen Schutzherren und wurde nach wie vor nicht in allen Landesteilen anerkannt. Lediglich Großpolen, Westpreußen, Masowien und Kleinpolen unterstellten sich ihm, während Litauen und Wolhynien weiterhin zu August II. und Peter I. hielten. Als direkte Folge der Königskrönung schloss am 18. November 1705 das Königreich Polen in der Person Leszczyńskis den Warschauer Frieden mit Schweden. Der bisherige König des Landes und Kurfürst von Sachsen, August II., akzeptierte diesen Frieden nicht und erklärte, dass nur zwischen Schweden und Polen kein Krieg mehr herrsche, jedoch weiter zwischen Schweden und dem Kurfürstentum Sachsen.
Der Krieg ging auch in Kurland und Litauen weiter. Peter I. hatte aufgrund der Erfolge Lewenhaupts im Vorjahr seinen Marschall Scheremetjew beauftragt, mit einem 20.000 Mann starken Heer das 7.000 Mann zählende und zersplitterte Heer Lewenhaupts von Riga abzuschneiden. Dazu musste der Vormarsch möglichst lange geheim gehalten werden, um die Konzentration der gegnerischen Kräfte zu verhindern. Dies gelang jedoch nicht, so dass Lewenhaupt seine Truppen rechtzeitig zusammenziehen konnte. Am 16. Juli 1705 stellte sich Lewenhaupt mit seinem ganzen Heer in Schlachtordnung gegen die heranrückende russische Armee auf. Nach vier Stunden Kampf siegten die Schweden in der Schlacht von Gemauerthof mit einem Verlust von 1.500 Mann, während die zahlenmäßig überlegene russische Armee 6.000 Mann verlor. Der Sieg der Schweden hielt indes nicht lange vor, denn im September entsandte Peter ein weiteres, diesmal 40.000 Mann starkes Heer. Der Zar ließ seine Armee diesmal nur nachts marschieren, um die Geheimhaltung der Operation möglichst lange zu wahren. Dennoch erfuhren schwedische Kundschafter von dem neuerlichen russischen Vorstoß, so dass der zum Generalleutnant beförderte Lewenhaupt seine Truppen in und um Riga zusammenziehen konnte. Nachdem Peter I. davon Mitteilung bekommen hatte, richtete er den geplanten Vorstoß statt auf Riga auf die kleineren Festungen Mitau und Biskau. Da sich alle schwedischen Truppen um Riga befanden, konnte ganz Kurland von russischen Truppen besetzt werden.

### Kampf um die Anerkennung des neuen Königs

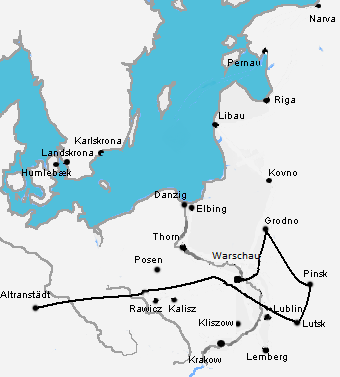
Feldzug Karls XII. Ende 1705 bis Ende 1706

Zum ersten Mal seit der Schlacht bei Narwa marschierte Karl XII. mit dem schwedischen Hauptheer in das Baltikum, um den dort bedrängten schwedischen Kräften zu helfen. Ausgangspunkt war Warschau, wo er sich den ganzen Herbst des Jahres 1705 über aufgehalten hatte. Karl beschloss, die noch abtrünnigen Gebiete zum Treueschwur auf den neuen König zu zwingen. Ende des Jahres 1705 begann der Vormarsch des Heeres über die Weichsel und den Bug nach Litauen. Im Herbst hatte schwedische Verstärkung aus Finnland die in Riga zusammengezogene Armee Lewenhaupts auf eine Stärke von 10.000 Mann gebracht. Die russischen Kräfte in Kurland fürchteten nun, von den Truppen Lewenhaupts in Riga und dem heranmarschierenden Karl in die Zange genommen zu werden. Nach der Sprengung der Festungswerke in Mitau und Bauske zogen sie sich aus Kurland zunächst nach Grodno zurück, so dass Lewenhaupt erneut Kurland besetzen konnte. Nachdem die Russen abgezogen waren, begannen die Litauer mehr und mehr zum neuen schwedentreuen König von Polen überzugehen, was die Lasten des Krieges für sie erheblich verminderte. Auch gelang eine Versöhnung der verfeindeten litauischen Adelsgeschlechter der Sapiehas und der Wienowickis. Da Graf Ogiński mit seinem fortgesetzten Kampf auf Seiten Augusts II. nirgends Erfolge erzielte, gewann die schwedische Partei in Litauen nun endgültig die Oberhand.
Am 15. Januar (jul.) überquerte das Heer Karls XII. auf dem Weg nach Grodno den Njemen, wo ein 20.000 Mann starkes russisches Heer unter Feldmarschall Georg Benedikt von Ogilvy stand. Dieses hatte im Dezember 1705 die polnische Grenze überschritten, um sich mit den sächsischen Truppen zu vereinigen. Karl war den Russen mit dem Hauptteil seiner Armee von fast 30.000 Mann entgegengezogen, doch zu einer Schlacht kam es nicht, da sich die russischen Truppen auf keine Auseinandersetzung mit dem Schwedenkönig einlassen wollten und sich nach Grodno zurückzogen. Aufgrund der Kälte war an eine Belagerung nicht zu denken, so ließ Karl lediglich einen Blockadering um Grodno errichten, der die Stadt und die russische Armee von der Zufuhr von Versorgungsgütern abschnitt.
Als August II. sah, dass Karl XII. untätig vor Grodno lag, hielt er einen Kriegsrat ab, der beschloss, die Abwesenheit des Königs zu nutzen, um eine weiter westlich stehende schwedische Abteilung unter dem Kommando von Carl Gustaf Rehnskiöld zu vernichten. Dieser war mit über 10.000 Mann von Karl zum Schutze Großpolens und Warschaus zurückgelassen worden. August wollte nach Westen ziehen, sich unterwegs mit allen polnischen Detachements und dann mit dem in Schlesien neu aufgestellten sächsischen Heer unter dem Kommando von General Schulenburg vereinigen, um das Korps von Rehnskiöld anzugreifen und nach einem Sieg zurück nach Grodno zu marschieren. Am 18. Januar umging August mit 2000 Mann die schwedische Blockade westlich, vereinigte sich mit mehreren polnischen Truppenkontingenten und rückte am 26. Januar zum zweiten Mal in Warschau ein. Von dort rückte er nach einer kurzen Pause mit seiner inzwischen auf 14.000 bis 15.000 Mann angewachsenen Armee weiter vor, um das schwedische Korps anzugreifen. Er befahl zudem General Schulenburg, mit seinen Truppen das in der Nähe liegende russische Hilfskorps von 6000 Mann aufzunehmen und nach Großpolen zu marschieren, um sich mit ihm zu vereinigen. Rehnskiöld erhielt Nachricht von dem sächsischen Plan und hoffte einer Vernichtung zu entgehen, indem er die Gegner in Kampfhandlungen verwickelte, solange sie noch getrennt waren. Durch Vortäuschung eines Rückzugs ließ sich General Schulenburg tatsächlich zum Angriff auf die zahlenmäßig unterlegenen Schweden verleiten. Ohne Verstärkung durch die polnische Armee Augusts II. erlitten Schulenbergs sächsische Rekruten in der Schlacht bei Fraustadt am 13. Februar 1706 eine vernichtende Niederlage durch die sturmerprobten Schweden. August II. brach nach diesem erneuten Rückschlag seinen Vormarsch ab, sandte einen Teil der Truppen nach Grodno zurück und marschierte mit dem Rest nach Krakau. Die Lage in Grodno wurde für die russische Armee durch die Niederlage bei Fraustadt aussichtslos. Auf Entsatz konnte sie nicht mehr hoffen, und die Versorgungsschwierigkeiten hatten sich inzwischen drastisch verschlimmert. Neben der Hungersnot verbreiteten sich unter den Soldaten Krankheiten, die zu hohen Ausfällen führten. Nachdem die Nachricht von der Niederlage bei Fraustadt in Grodno eingetroffen war, beschloss der russische Kommandeur Olgivy mit den verbliebenen 10.000 kampffähigen Männern einen Ausbruch nach Kiew. Sie entkamen den schwedischen Verfolgern und konnten sich über die Grenze retten.
Karl XII. war bei der Verfolgung der russischen Armee bis Pinsk marschiert. Von dort brach er nach einer Pause am 21. Mai 1706 auf, um in den Süden Polen-Litauens zu ziehen. Die dortigen Gebiete hielten immer noch zu August und lehnten einen Treueschwur auf König Stanislaus I. ab. Am 1. Juni rückte Karl in Wolhynien ein. Auch dort hatte man mit militärischem Nachdruck den neuen schwedentreuen König anerkannt. Während der Sommermonate wurde auch gekämpft. Mehrere Streifzüge der Schweden entlang der russisch-polnischen Grenze gegen russische Stellungen brachten keine entscheidenden Ergebnisse. Aufgrund der Erfahrungen aus den Feldzügen durch Polen, die dem Zweck gedient hatten, die Legitimität des neuen schwedentreuen Königs durchzusetzen, begann Karl, seine Strategie zu überdenken. Solange das schwedische Heer vor Ort war, leisteten die Bewohner den erzwungenen Treueid. Sobald sich das schwedische Heer aber entfernt hatte, wandten sie sich wieder König August zu, der aus seinem Rückzugsgebiet in Sachsen immer wieder neue Truppen heranführte. Aufgrund der Erfolglosigkeit seiner bisherigen Strategie wollte Karl nun den Krieg durch einen Zug nach Sachsen beenden.

### Eroberung Sachsens und Abdankung König Augusts II.

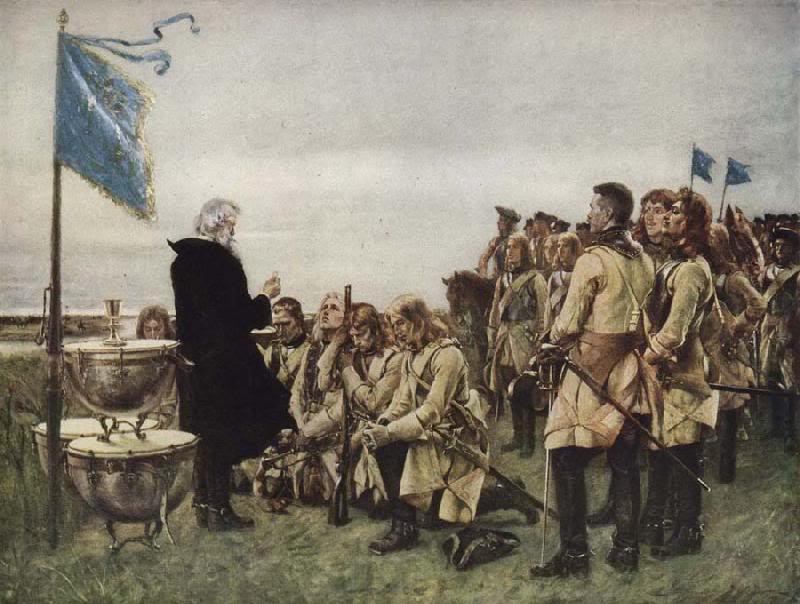
Gottesdienst nach der Schlacht bei Fraustadt, Historiengemälde von Gustaf Cederström (1845–1933)

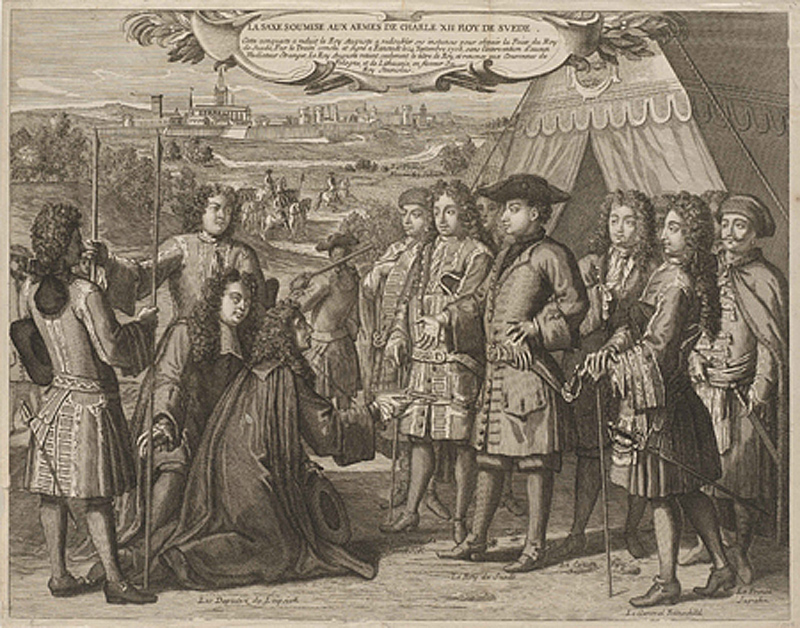
Die Übergabe der Schlüssel der Stadt Leipzig an König Karl XII. Kupferstich, frühes 18. Jahrhundert.
In vielen Städten Sachsens wurden schwedische Truppen einquartiert. Anders als während des Dreißigjährigen Krieges soll es zu keinen Ausschreitungen gegen die Zivilbevölkerung gekommen sein.

Im Sommer 1706 brach Karl XII. mit seinen Truppen aus dem Osten Polens auf, vereinigte sich mit der Armee Rehnskjölds und rückte am 27. August 1706 über Schlesien in das Kurfürstentum Sachsen ein. Die Schweden eroberten Zug um Zug das Kurfürstentum und erstickten jeden Widerstand. Das Land wurde rigoros ausgebeutet. August verfügte seit der Schlacht bei Fraustadt über keine nennenswerten Truppen mehr, und da auch sein Stammland von den Schweden besetzt war, musste er Karl Friedensverhandlungen anbieten. Die schwedischen Unterhändler Carl Piper und Olof Hermelin sowie sächsische Vertreter unterzeichneten am 24. September 1706 in Altranstädt einen Friedensvertrag, der aber erst bei Ratifizierung durch den König Gültigkeit erlangen konnte.

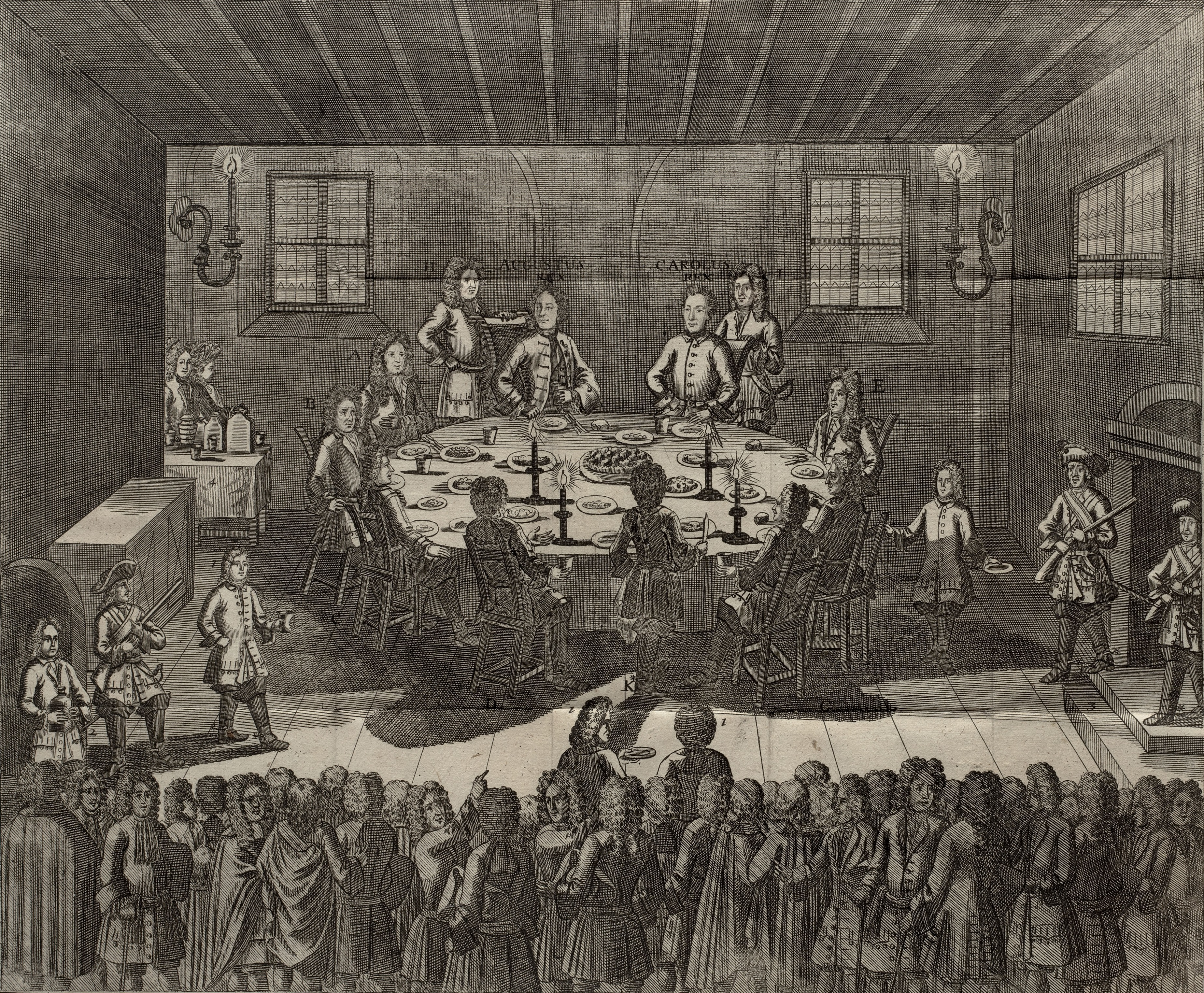
Offizielles Mittagessen der Teilnehmer nach der Unterzeichnung des Vertrags von Altranstädt am 7. Dezember 1706. (jul.) Kupferstich

August wollte zwar den Kriegszustand beenden, war jedoch auch durch Bündniszusagen an Peter I. gebunden, dem er den sich anbahnenden Frieden mit Schweden verheimlichte. Auf die Kunde vom Vorstoß der Schweden nach Sachsen war die russische Armee unter den Generälen Boris Petrowitsch Scheremetew und Alexander Danilowitsch Menschikow von der Ukraine bis weit ins westliche Polen vorgerückt. Menschikow führte ein Vorauskommando vor den Hauptteilen des russischen Heeres und vereinigte sich in Polen mit der verbliebenen sächsisch-polnischen Armee unter August II. So musste August unter russischem Druck offiziell den Kampf weiterführen und schlug eher widerwillig mit der vereinten, 36.000 Mann starken Armee eine letzte Schlacht gegen die Schweden bei Kalisch. In der Schlacht bei Kalisch konnten die vereinten russischen, sächsischen und polnischen Truppen die numerisch unterlegenen schwedischen Truppen unter dem von Karl zur Verteidigung Polens zurückgelassenen General Arvid Axel Mardefelt völlig vernichten. Dabei gerieten General Mardefelt und über 100 Offiziere (unter ihnen auch polnische Magnaten) in Gefangenschaft. Dies änderte indes nichts an der weiterhin bestehenden schwedischen Übermacht, so dass August eine Annullierung des Friedensvertrages ablehnte und schnell nach Sachsen zurückkehrte, um einen Ausgleich mit Karl zu suchen. So gab der Kurfürst am 19. Dezember die Ratifizierung des Altranstädter Friedensvertrags zwischen Schweden und Sachsen bekannt, mit dem er „auf immer“ auf die polnische Krone verzichtete und die Allianz mit Russland löste. Außerdem verpflichtete er sich zur Auslieferung der Kriegsgefangenen und Überläufer, namentlich des Johann Reinhold von Patkul. August der Starke hatte den Livländer, der ihm zum Krieg geraten hatte, bereits im Dezember 1705 festgesetzt. Nach seiner Überstellung an die Schweden ließ Karl XII. ihn als Landesverräter rädern und vierteilen.
Für den von Schweden abhängigen polnischen König Stanislaus Leszczyński brachte der Vertrag keine Verbesserung seiner Situation. Es gelang ihm nicht, seine innenpolitischen Feinde einzubinden, und so blieb er weiterhin auf den Schutz der schwedischen Truppen angewiesen.
Der schwedische Vormarsch nach Sachsen löste 1706/07 internationale Verwicklungen aus, denn die Besetzung eines Reichsterritoriums war ein eindeutiger Bruch des Reichsrechts, zumal Karl XII. durch seine Besitzungen Schwedisch-Pommern und Bremen-Verden selbst ein Reichsfürst war. Überdies waren die Schweden ungefragt durch Schlesien marschiert, das habsburgisches Territorium war. Ein weiterer Reichskrieg konnte aufgrund des gleichzeitigen Krieges mit Frankreich aber nicht durchgesetzt werden. Auch dass sich Karl mit den aufständischen Ungarn verbündete oder in die habsburgische Erblande einmarschierte und damit eine erneute Konstellation wie im Dreißigjährigen Krieg eintrat, galt es aus Sicht des Wiener Hofes zu verhindern.
Die Gefahr, dass der Große Nordische Krieg sich mit den in Mitteleuropa parallel stattfindenden Kämpfen im Spanischen Erbfolgekrieg vermischte, war zu diesem Zeitpunkt groß. Beide kriegführenden Seiten waren daher bemüht, den König von Schweden als Verbündeten zu gewinnen oder zumindest aus dem Konflikt herauszuhalten. So besuchte im April 1707 der alliierte Kommandeur der Truppen in den Niederlanden, John Churchill, Herzog von Marlborough, das schwedische Lager in Sachsen. Er drängte Karl, sich mit seiner Armee wieder nach Osten zu wenden und nicht weiter in das Reichsterritorium vorzudringen. Auch der habsburgische Kaiser Joseph I. bat Karl, sich mit seinen Truppen aus Deutschland herauszuhalten. Zu diesem Zweck war der Kaiser sogar zur Anerkennung des neuen polnischen Königs und zu Zugeständnissen an die evangelischen Christen in den schlesischen Erblanden bereit, wie sie schließlich am 1. September 1707 in der Altranstädter Konvention vereinbart wurden, in der unter anderem die Erlaubnis zum Bau von sogenannten Gnadenkirchen erteilt wurde. Karl hatte kein Interesse, sich in die deutschen Angelegenheiten einzumischen, und zog es vor, erneut gegen Russland zu ziehen.

## Krieg in den schwedischen Ostseeprovinzen (1701–1707)

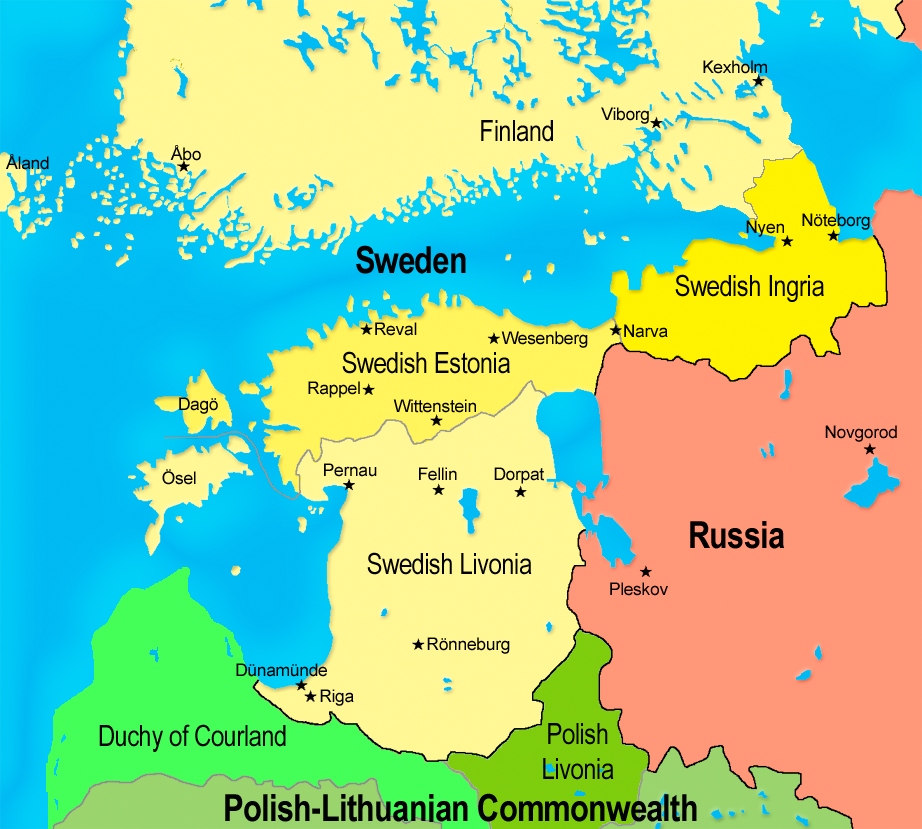
Die schwedischen Besitzungen im Baltikum

Fernab von den Kämpfen in Polen eroberte Russland nach der Niederlage bei Narwa Schritt für Schritt die schwedischen Ostseeprovinzen. Da die schwedische Hauptarmee in Polen gebunden war, mussten viel zu geringe schwedische Kräfte ein großes Territorium schützen. Aufgrund der zahlenmäßigen Überlegenheit der Russen gelang ihnen das immer weniger. Die russischen Streitkräfte konnten sich so relativ ungefährdet an die schwedische Kriegstaktik gewöhnen und ihre eigenen Kriegsfähigkeiten ausbauen, mit denen sie Karl dann im Russlandfeldzug eine entscheidende Niederlage beibrachten.

### Russische Kriegspläne nach der Schlacht bei Narva
Karl XII. war nach dem Sieg in der Schlacht bei Narva Ende November 1700 mit seiner Hauptarmee nach Süden gezogen, um den Kampf gegen August II. zu führen. Den Oberbefehl über die schwedischen Ostseebesitzungen übertrug er in Finnland Generalmajor Abraham Kronhjort, in Livland Oberst Wolmar Anton von Schlippenbach und in Riga Generalmajor Karl Magnus Stuart. Die schwedischen Kriegsschiffe im Ladogasee und im Peipussee wurden von Admiral Gideon von Numers kommandiert. Die russische Armee war zu dem Zeitpunkt kein ernstzunehmender Gegner mehr. Aufgrund der sich daraus ergebenden Siegesgewissheit lehnte Karl russische Friedensangebote ab. Die taktische Überlegenheit der Schweden über die Russen hatte sich als Vorurteil auch im Denken Karls verfestigt, der von der geringen Bedeutung der russischen Schlagkraft so überzeugt war, dass er seine Kriegsanstrengungen selbst dann noch auf den polnischen Kriegsschauplatz konzentrierte, als schon ein großer Teil Livlands und Ingermanlands unter russischer Kontrolle war.

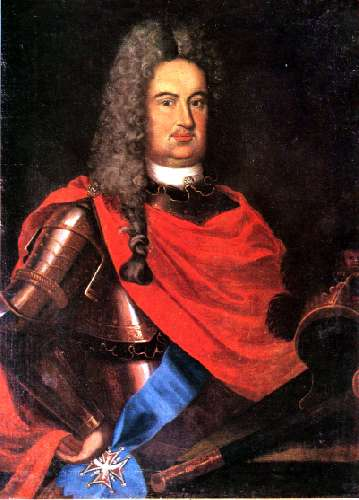
Der russische Feldmarschall Boris Petrowitsch Scheremetew trug mit seinen Siegen gegen die Schweden entscheidend zum russischen Erfolg bei.

Durch die Verlagerung der schwedischen Hauptmacht auf den polnischen Kriegsschauplatz erhöhten sich jedoch die Chancen Peters I., den Krieg zu einem günstigeren Verlauf zu führen, und den gewünschten Ostseezugang für Russland zu erobern. Zar Peter nutzte den Abzug der schwedischen Armee und ließ die verbliebenen russischen Kräfte nach dem Desaster von Narva ihre Aktivitäten in den schwedischen Baltikumprovinzen wieder aufnehmen. Die Kriegsstrategie der Russen setzte auf Ermattung des Gegners. Dies sollte durch Streifzüge und stetige Angriffe, verbunden mit dem Aushungern der Bevölkerung durch Zerstörung der Ortschaften und Felder, erreicht werden. Gleichzeitig sollten die russischen Soldaten durch den stetigen Kampf an die schwedische Kriegstaktik mit ihren heftigen Attacken in der Schlacht gewöhnt werden.
Den Zeitgewinn durch die Abwesenheit der schwedischen Armee nutzte Zar Peter, um unter enormen Anstrengungen seine Armee wieder aufrüsten und reorganisieren zu lassen. So berief er ausländische Experten, die die Truppen – ausgestattet mit modernen Waffen – in den Methoden der westeuropäischen Kriegsführung schulen sollten. Um die bei Narva verlorengegangene Artillerie schnell wieder aufzubauen, ließ er Kirchenglocken konfiszieren, um aus ihnen Kanonen gießen zu lassen. Auf dem Ladogasee und dem Peipussee ließ er Hunderte von Kanonenbooten bauen. Die russische Armee verfügte bereits im Frühjahr 1701 wieder über 243 Kanonen, 13 Haubitzen und 12 Mörser. Durch neue Rekrutierungen verstärkt, bestand sie 1705 wieder aus 200.000 Soldaten nach den 34.000 verbliebenen im Jahr 1700.
Um seine Kriegspläne diplomatisch zu unterstützen, ließ der Zar parallel zu den Beistandsbekundungen gegenüber August II. auch einen Unterhändler nach Kopenhagen entsenden, um Dänemark zu einer Invasion auf Schonen zu bewegen. Da der schwedische Reichsrat eine Streitkraft bis an den Sund vorrücken ließ, scheiterten die Bündnispläne, und die Dänen verschoben ihren Angriff auf später.
Die schwedischen Kräfte im Baltikum unter Oberst von Schlippenbach waren nur sehr schwach und zudem in drei autonome Korps getrennt. Jedes dieser Korps war für sich zu schwach, um den russischen Kräften mit Erfolg entgegentreten zu können, zumal sie nicht koordiniert geführt wurden. Zudem setzten sich diese Truppen nicht aus den Stammregimentern zusammen, sondern aus neugeworbenen Rekruten. Schwedische Verstärkungen wurden primär dem polnischen Kriegsschauplatz zugeführt, so dass ein strategisch wichtiger Punkt nach dem anderen von der russischen Armee erobert werden konnte.

### Zerschlagung der livländischen Armee
Nach dem Abzug ihres Königs mit der Hauptarmee blieben die Schweden dennoch zunächst offensiv, zumindest solange Russland nach der Niederlage von Narwa noch geschwächt war. Um den einzigen verbliebenen russischen Handelshafen im Weißen Meer auszuschalten, unternahmen sieben bis acht schwedische Kriegsschiffe im März 1701 von Göteborg aus einen Vorstoß nach Archangelsk. Das Unternehmen beeinträchtigte englische und holländische Handelsinteressen mit Russland. Beide Nationen meldeten ihrem russischen Partner das Auslaufen der schwedischen Expeditionsflotte. Peter ließ daraufhin die Verteidigungsbereitschaft der Stadt verstärken. Als die schwedische Flotte das Weiße Meer erreichte, liefen zwei Fregatten auf eine Sandbank und mussten gesprengt werden. Der Angriff auf Archangelsk versprach wegen der Vorsichtsmaßnahmen Peters keinen Erfolg, so dass die Flotte nach der Zerstörung von 17 umliegenden Dörfern wieder heimwärts segelte.
Mitte 1701 führten zuerst schwedische und dann russische Kräfte Streifzüge nach Ingermanland und Livland durch und marschierten in das jeweils gegnerische Gebiet, wo sie sich mehrere Scharmützel lieferten. Die russischen Kräfte hatten sich wieder soweit erholt, dass sie zu begrenzten Offensiven in der Lage waren. Von den russischen Hauptquartieren bei Pskow und Nowgorod rückte im September eine etwa 26.000 Mann starke Streitmacht südlich des Peipussees nach Livland ein. Bei dem anschließenden Feldzug gelang es dem schwedischen General Schlippenbach im September 1701, mit einer nur 2.000 Mann starken Abteilung das etwa 7.000 Mann zählende russische Hauptheer unter Boris Scheremetjew in zwei Treffen bei Rauge und Kasaritz zu schlagen, wobei die Russen 2.000 Soldaten verloren. Dessen ungeachtet unternahmen russische Armeeteile aber weiterhin begrenzte Angriffe auf livländisches Gebiet, denen die zahlenmäßig unterlegenen Schweden immer weniger entgegenzusetzen hatten.

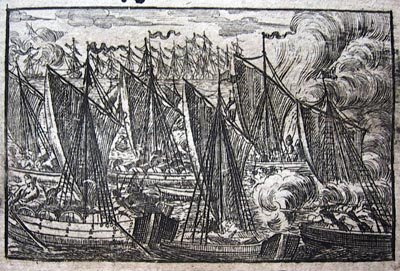
Schwedische und russische Schiffe während der Kämpfe auf dem Ladogasee 1702

Während der zweiten großen Invasion in Livland unter der Führung von General Boris Scheremetjew besiegten russische Streitkräfte am 30. Dezember 1701 in der Schlacht von Erastfer erstmals eine 2.200 bis 3.800 Mann starke schwedisch-livländische Armee unter dem Kommando von Schlippenbach. Die schwedischen Verluste wurden auf etwa 1.000 Mann geschätzt. Nachdem die siegreichen Russen die Gegend geplündert und zerstört hatten, zogen sie sich wieder zurück, da Scheremetjew einen Angriff Karls XII. befürchtete, der sich mit einer starken Heeresmacht in Kurland aufhielt. Aus schwedischer Sicht ließen die ungleichen Kräfteverhältnisse eine erfolgreiche Verteidigung Livlands immer unwahrscheinlicher erscheinen, zumal die bisherige Geringschätzung der Russen nach ihrem jüngsten Sieg kaum noch gerechtfertigt schien. Karl lehnte dennoch die Rückkehr nach Livland ab und entsandte lediglich einige Ergänzungstruppen.
Als Karl im Sommerfeldzug des Jahres 1702 von Warschau nach Krakau marschierte und damit den nördlichen Kriegsschauplatz entblößte, sah Peter erneut die Gelegenheit für einen Einfall. Von Pskow aus überschritt ein 30.000 Mann starkes Heer die schwedisch-russische Grenze und erreichte am 16. Juli Erastfer. Dort erzielte die russische Armee am 19. Juli gegen die etwa 6.000 Mann zählenden Schweden in dem Gefecht bei Hummelshof (oder Hummelsdorf), nahe Dorpat und bei Marienburg in Livland entscheidende Siege, wobei nach schwedischen Angaben 840 eigene Tote und 1.000 Gefangene in der Schlacht selbst und weitere 1.000 während der anschließenden Verfolgung durch die Russen zu beklagen waren. Die Schlacht bedeutete das Ende der livländischen Armee und den Ausgangspunkt der russischen Eroberung Livlands. Da die verbliebenen schwedischen Kräfte zu schwach waren, um sich den Russen in einer offenen Feldschlacht entgegenzustellen, fielen Wolmar und Marienburg sowie die ländlichen Gebiete Livlands noch im August in russische Hand. Es folgten ausgedehnte Verwüstungen und Zerstörungen Livlands. Nach den Plünderungen zog sich die russische Armee nach Pskow zurück, ohne das eroberte Gebiet zu besetzen.

### Eroberung des Newa-Umlandes und Ingermanlands

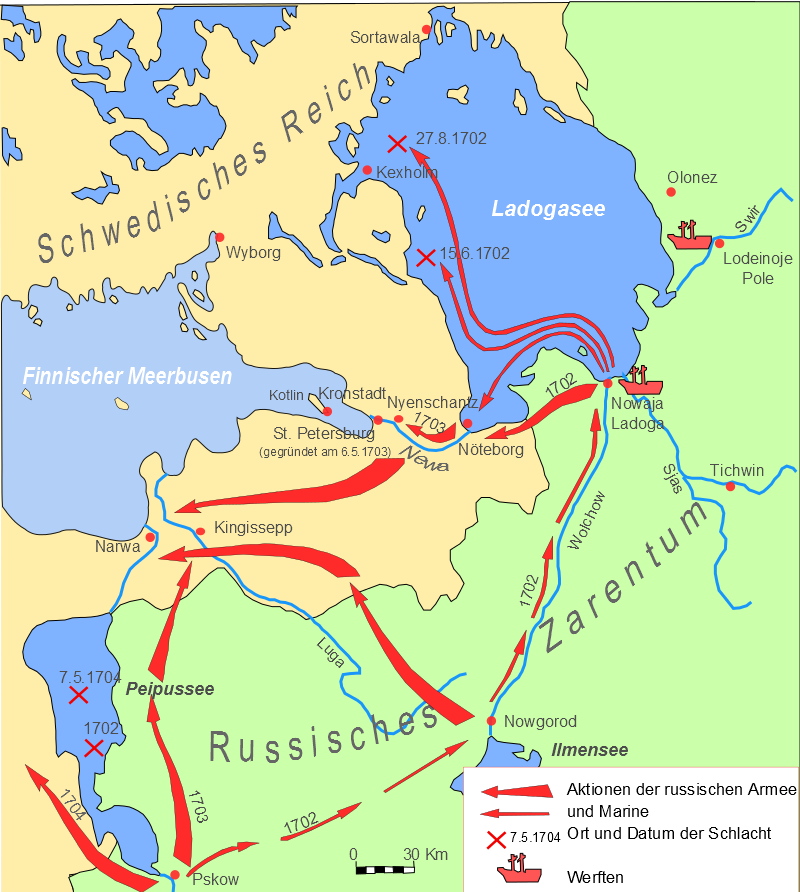
Russische Vorstöße nach Ingermanland von 1700 bis 1704

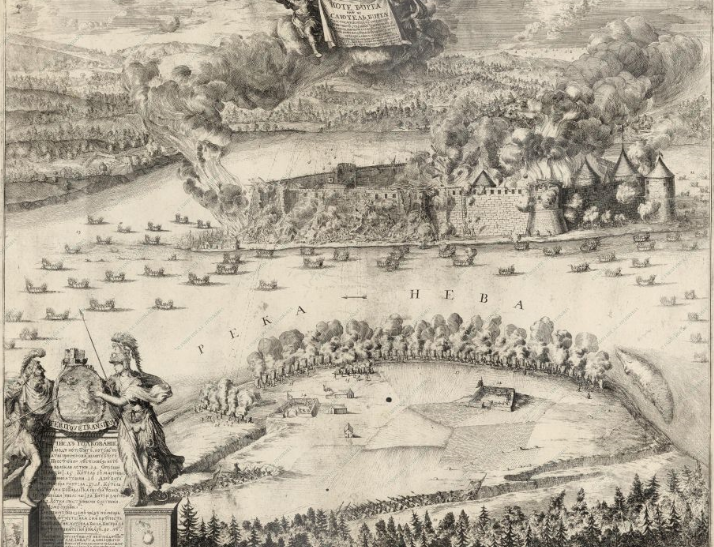
Belagerung der Festung Schlüsselburg (Nöteborg), 11. Oktober 1702

Da die livländische Armee faktisch vernichtet war, konnte Peter darangehen, die territorialen Voraussetzungen für sein eigentliches Kriegsziel, die Gründung eines Ostseehafens, zu schaffen. Feldmarschall Boris Scheremetjew führte nach dem siegreichen Feldzug die russische Armee nordwärts gegen den Ladogasee und das Newa-Umland, da dort die Ostsee am weitesten an russisches Gebiet heranreichte und für die Errichtung eines Hafens geeignet erschien. Dieses Gebiet war von den schwedischen Festungen Nöteborg und Kexholm sowie einer kleinen Kriegsflotte auf dem Ladogasee gesichert, die bisher alle russischen Vorstöße unterbunden hatte. Um dieser Bedrohung entgegenzutreten, ließ Peter I. am südöstlichen Strandabschnitt des Ladogasees in der Nähe von Olonetz eine Schiffswerft errichten, die in der Folgezeit eine kleine russische Kriegsflotte baute. Mit ihr konnten die schwedischen Schiffe bis zur Festung Wyborg zurückgedrängt und weitere Aktionen der Schweden auf dem See verhindert werden. Danach wandten sich die Russen gegen die Festung Nöteborg, die auf einer Insel in der Newa an dem Ausfluss aus dem Ladogasee lag und den Fluss und den See schützte. Ende September begann die Belagerung Nöteborgs durch eine 14.000 Mann starke russische Armee unter Führung von Feldmarschall Scheremetjew. Die Schweden versuchten von Finnland aus die Festung zu entsetzen, doch eine 400 Mann zählende schwedische Verstärkung konnte von den Belagerern zurückgeschlagen werden. Am 11. Oktober 1702 eroberten die Russen die zuletzt nur noch von 250 Mann gehaltene Zitadelle. Durch die Einnahme von Nöteborg kontrollierte Peter nun den Ladogasee, die Newa, den Finnischen Meerbusen und Ingermanland. Wegen der strategischen Bedeutung der Festung änderte der Zar ihren Namen in Schlüsselburg.

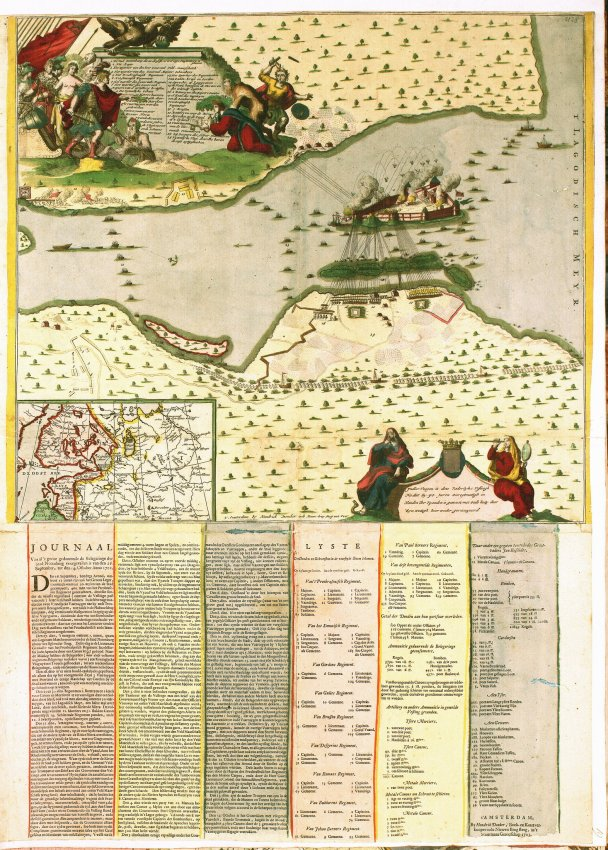
Flugblatt zur Eroberung von Nöteborg (Schlisselburg) am Newa und Ladogasee durch die Russen, 1702

Der nächste Schritt Peters war im März 1703 die Belagerung von Nyenschanz, ein entwicklungsfähiger Handelsplatz und strategisch wichtiger Punkt an der Mündung der Newa in den Finnischen Meerbusen. 20.000 russische Soldaten griffen die schwedische Festung an. Sie begannen die Belagerung und die Bombardierung der Festung. Am 4. Mai gelang den Truppen von Boris Scheremetjew mit Hilfe der neuen russischen Marine die Einnahme der mit 600 Mann besetzten Festung. Am 18. Mai errang Russland seinen ersten Sieg zu Wasser. Acht russischen Ruderbooten unter Kommando von Peter I. gelang es, zwei schwedische Schiffe im Seegefecht an der Mündung der Newa zu besiegen.
Da die Newa nun vollständig von russischen Kräften kontrolliert wurde, begann Zar Peter 1703 im sumpfigen Flussdelta mit dem Bau einer befestigten Stadt, die 1711 unter dem Namen Sankt Petersburg neue russische Hauptstadt werden sollte. Die neue Stadt bedurfte jedoch des Schutzes. Durch die Besetzung und Befestigung von Kotlin und gegenüber im Meer die Erbauung von Kronstadt wurde den tiefgehenden schwedischen Kriegsschiffen ein Eindringen vom Meer aus unmöglich gemacht. Gleichzeitig ließ der Zar die Flotte vergrößern, um auch zur See den Schweden überlegen zu sein. Russland verfügte bereits im Frühjahr 1704 über eine Kriegsflotte von 40 Schiffen in der Ostsee.
Der Rest von Ingermanland einschließlich Jaama und Koporje konnte nach der Einnahme von Nyenschantz innerhalb weniger Wochen durch ein russisches Infanteriekommando unter Generalmajor Nikolai von Werdin ebenfalls von den Russen besetzt werden, da die Schweden dort nicht über nennenswerte Truppen oder Festungen verfügten. Besonders im Norden lagen die finnländischen Festungen Viborg (Viipuri) und Kexholm (Käkisalmi) zu nahe an den eroberten Gebieten. Im Juli 1703 erfolgte daher der erste russische Angriff auf Finnland, mit der Festung Viborg als Ziel. Diese sollte auf der Seeseite von der Ruderflotte, auf der Landseite von einem Belagerungskorps unter Menschikow angegriffen werden. Unterwegs stellte sich den russischen Kräften bei Sestrorezk (→ Schlacht von Systerbäck) ein schwedisch-finnisches Kontingent entgegen, das sich jedoch nach wechselvollen Kämpfen nach Vyborg zurückziehen musste. Aus Furcht vor einer Landung schwedischer Kräfte wurden die Belagerungspläne jedoch aufgegeben und die russischen Kräfte zurückbeordert.
Nach der Rückkehr des russischen Korps aus Finnland ließ es Peter nach Livland und Estland marschieren, um den bedrängten polnischen König August II. zu unterstützen. Anstatt die schwach besetzten Festungen der Schweden zu belagern, begnügten sich die Russen mit der Verheerung des Landes.

### Festigung der russischen Position im Baltikum

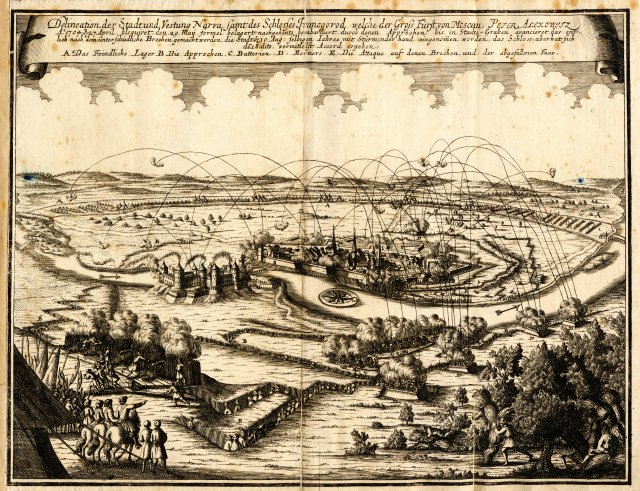
Kupferstich der Belagerung der Festung Narwa durch russische Truppen

Auch nach den russischen Erfolgen im Newa-Umland war Karl nicht zu einer Verstärkung der livländischen Streitkräfte oder zu einem persönlichen Eingreifen auf diesem Kriegsschauplatz bereit, obwohl er Anfang 1704 im nahegelegenen Westpreußen seine Winterquartiere bezogen hatte. So mussten auf seinen Befehl hin sämtliche Aushebungen auf dem schwedischen Kernland nach Polen geführt werden, und im Juli 1704 entblößte der Schwedenkönig Livland noch weiter, als er mit 30.000 Mann nach Warschau zog, um die Wahl seines Favoriten zum polnischen König zu sichern.
Die von Peter I. gerüstete Flotte, die sich gegen die schwedische Handelsschifffahrt richtete, durfte ebenso nur von wenigen Fregatten bekämpft werden. Um die Pläne für einen neuen Ostseehafen der Russen zu stören, segelte nach dem Winter eine kleine schwedische Flotte mit einem Linienschiff, fünf Fregatten und fünf Brigantinen zum Finnischen Meerbusen, mit dem Auftrag, die russische Flotte zu vernichten und die neue Stadt in den Newa-Sümpfen zu zerstören. Mit 1000 Mann Verstärkung aus Viborg sollte ein Angriff an Land und zur See erfolgen. Nach einer zunächst erfolgreichen Landung auf der befestigten Insel Kronstadt musste die Unternehmung aufgrund des hartnäckigen Widerstands jedoch aufgegeben werden, und die Flotte segelte zurück.
Weitere Kämpfe wurden auf dem Peipussee ausgetragen, dessen Beherrschung eine Voraussetzung für die Eroberung Livlands war. Hier dominierten zunächst noch die Schweden, die über 14 Boote mit 98 Kanonen verfügten. Um dem zu begegnen, bauten die Russen während der Wintermonate 1703/04 eine Anzahl von Booten. Anfang Mai 1704, beim Gefecht am Embach, gelang damit die völlige Vernichtung der schwedischen Flotte. Durch die Kontrolle des Sees konnten die russischen Streitkräfte für die weiteren Eroberungszüge nun auch über die Binnengewässer versorgt werden.
Bereits im Sommer 1704 wurde eine russische Armee unter dem Kommando von Feldmarschall Georg Benedikt von Ogilvy (1651–1710), von Ingermanland zur Eroberung von Narva geschickt. Gleichzeitig stieß eine weitere Armee gegen Dorpat vor. Ziel dieser Operationen war die Einnahme dieser wichtigen Grenzfestungen, um dadurch das im Vorjahr eroberte Ingermanland mit der geplanten Hauptstadt zu schützen und Livland zu erobern. Ein schwedischer Entsatzversuch unter Schlippenbach mit 1.800 verbliebenen Soldaten scheiterte unter Verlust der gesamten Streitkraft. Anfang Juni wurde Dorpat eingeschlossen, und am 14. Juli 1704 fiel die Stadt in russische Hand. Bereits im April war Narwa von 20.000 Russen unter Anwesenheit Peters I. eingeschlossen worden. Drei Wochen nach Dorpat fiel am 9. August auch diese Festung nach einem heftigen Sturmangriff und schweren Kämpfen in der Stadt. Bei der Eroberung Narwas wurden 1.725 Schweden gefangen genommen.

### Erfolglose schwedische Angriffe auf St.Petersburg

Abbildung des Newastroms mit der neugegründeten Stadt St. Petersburg und den zerstörten Festungen Nöteborg und Nytenschantz

Nach den Erfolgen der Vorjahre blieb Russland 1705 in der Defensive und konzentrierte sich auf die Sicherung der Eroberungen. Die Schweden hingegen gingen in die Offensive, nachdem sie durch die schnellen Fortschritte beim Bau von St. Petersburg aufgeschreckt worden waren. Dazu wurden zur Verstärkung der Streitkräfte 6.000 Rekruten in die Ostseeprovinzen gesandt. Ein erster Angriff schwedischer Truppen gegen das neubefestigte Kronstadt im Januar 1705 endete im Wesentlichen ergebnislos. Im Frühling segelte eine Flotte mit 20 Kriegsschiffen von Karlskrona nach Viborg und dann nach Kronstadt. Das Landungsunternehmen scheiterte wie im Vorjahr, wobei die Schweden mehrere hundert Tote beklagten. Ein dritter Landungsversuch auf Kronstadt scheiterte am 15. Juli mit dem Verlust von 600 Schweden. Bis Dezember kreuzte das schwedische Geschwader im Finnischen Meerbusen und unterband den Warenhandel. Es zeigte sich jedoch bereits eine Uneinigkeit der regionalen schwedischen Kommandeure, die zu nicht abgestimmten Alleingängen neigten, die von den Russen ohne große Mühe abgewehrt werden konnten.

Das gerade erst gegründete St. Petersburg ist in der Ferne nur schemenhaft zu erkennen. Die Darstellung zeigt im Wesentlichen ein Seegefecht zwischen der schwedischen und der russischen Flotte vor der Insel Kotlin (Retusari). Die russischen Schiffe haben sich im Schutz der Festung Kronstadt versammelt (hier Cronschantz bezeichnet), die Schweden greifen von der See kommend an.

1706 fanden nur wenige Kämpfe in den schwedischen Ostseeprovinzen statt. In der ersten Hälfte des Jahres waren die russischen Truppen auf dem polnischen Kriegsschauplatz eingesetzt, um den stark bedrängten König August II. zu unterstützen und Karl XII. in Polen zu binden. Im Norden blieb Peter I. daher defensiv. Die schwedischen Kräfte waren nicht stark genug für offensive Unternehmungen. Neben einigen Streifzügen nach Russland wurde ein erneuter Flottenvorstoß mit 14 Kriegsschiffen nach St. Petersburg unternommen, der aber wieder ergebnislos blieb. Vyborg, von wo aus mehrmals Petersburg angegriffen worden war, wurde ab dem 11. Oktober 1706 kurzfristig von einer 20.000 Mann starken russischen Armee belagert, die jedoch ebenfalls keinen Erfolg hatte. Dennoch waren 1707 nur noch wenige Hauptorte und Festungen im Baltikum in schwedischer Hand, darunter Riga, Pernau, Arensburg und Reval. Der erwartete Angriff Karls auf Russland führte indes zu einer Pause auf diesem Kriegsschauplatz.
Die russischen Siege waren bisher immer durch eine deutliche zahlenmäßige Überlegenheit sichergestellt worden. Die Taktik konzentrierte sich auf die Schwachpunkte des Gegners mit Angriffen auf isolierte schwedische Festungen mit kleinen Garnisonen. Am Anfang vermied es die russische Armee noch, größere Festungen anzugreifen. Die planmäßige Anwendung der Taktik der verbrannten Erde war ein Kennzeichen der Kriegsführung seitens der Russen. Ihr Ziel war, das Baltikum als schwedische Basis für weitere Operationen untauglich zu machen. Zahlreiche Einwohner wurden durch die russische Armee verschleppt. Viele von ihnen endeten als Leibeigene auf den Gütern hoher russischer Offiziere oder wurden als Sklaven an die Tataren oder die Osmanen verkauft. Durch die erfolgreichen Einsätze im Baltikum hatte die russische Armee an Selbstvertrauen gewonnen. Sie bewiesen, dass sich die Zarenarmee in wenigen Jahren effektiv entwickelt hatte.

## Die Kriegswende (1708–1709)
Mit dem Frieden von Altranstädt war es Karl XII. nach sechs langen Kriegsjahren gelungen, August II. zum Verzicht auf den polnischen Thron zu bewegen. Der Erfolg wurde jedoch dadurch getrübt, dass sich inzwischen die schwedischen Ostseeprovinzen mehrheitlich in russischem Besitz befanden. Überdies war 1706 eine russische Armee in Westpolen einmarschiert und hielt es besetzt. Während seines Marsches nach Sachsen hatte Karl den besorgten westeuropäischen Großmächten zugesagt, sich mit seiner Armee nicht in den Spanischen Erbfolgekrieg einzumischen, sondern wieder dem Osten zuzuwenden. Zar Peter, der letzte Gegner Karls, sollte deshalb durch einen direkten Feldzug auf seine Hauptstadt Moskau ausgeschaltet werden. Dies entwickelte sich jedoch äußerst ungünstig für die Schweden, da die russischen Streitkräfte konsequent die Taktik der verbrannten Erde anwendeten und so dem schwedischen Heer Versorgungsnöte bereiteten. Karl versuchte diesen Schwierigkeiten durch einen Zug in die Ukraine zu begegnen, um Moskau von Süden her angreifen zu können. Dabei erlitt er 1709 eine entscheidende Niederlage bei Poltawa, die das Ende der schwedischen Armee in Russland bedeutete. Auf die Nachricht von der Niederlage des bis dahin praktisch unbesiegten Schwedenkönigs traten Dänemark und Sachsen erneut in den Krieg ein, während Karl, vom Mutterland abgeschnitten, nach Süden ins Osmanische Reich auswich, wo er die nächsten Jahre zwangsweise im Exil verbrachte. Eine direkte Invasion Dänemarks in Südschweden scheiterte jedoch, wodurch ein schneller Sieg der Alliierten verhindert und der Krieg verlängert wurde.

### Der Russlandfeldzug Karls XII.

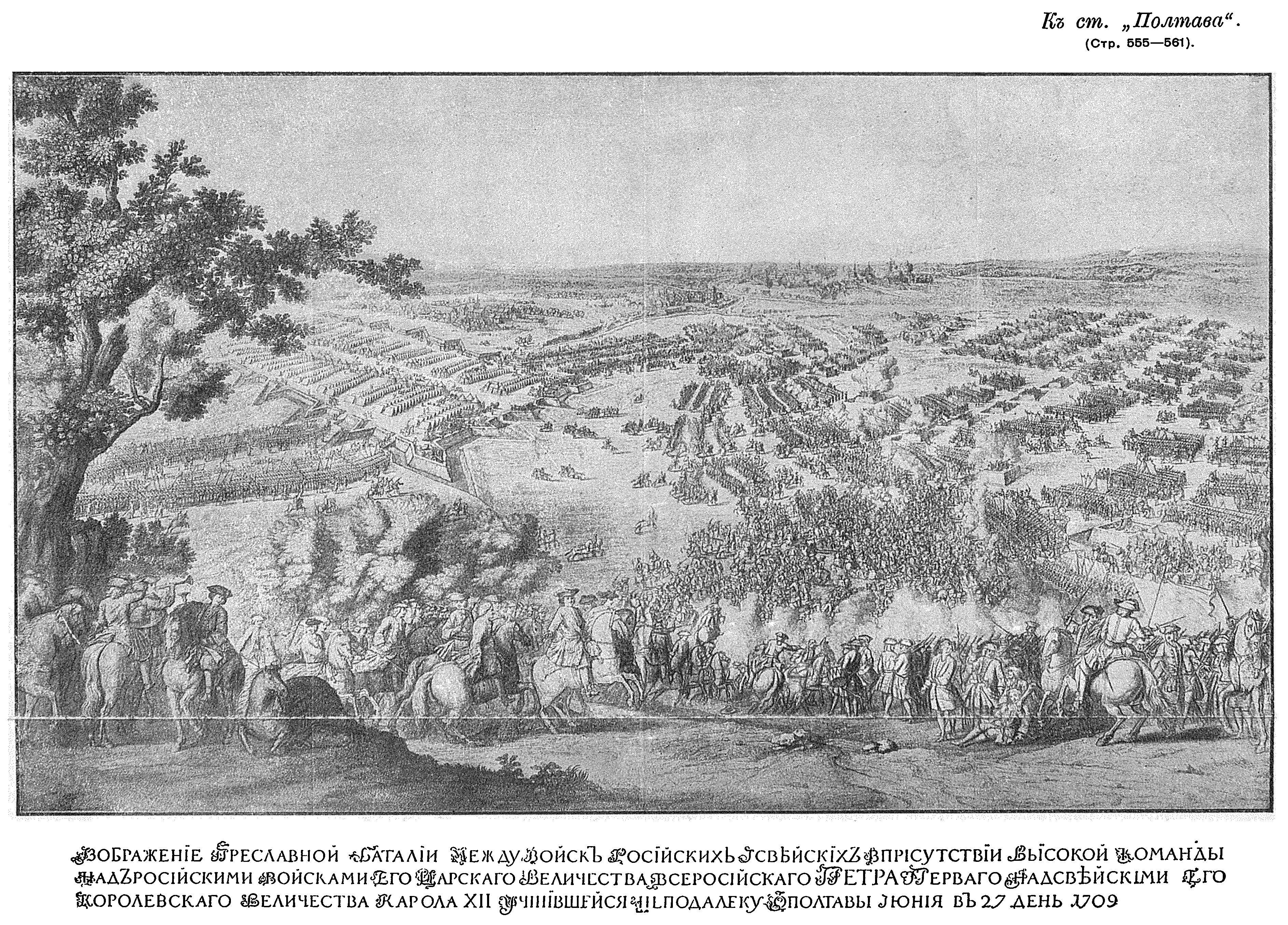
Darstellung der berühmten Schlacht zwischen den russischen und schwedischen Heeren nahe Poltawa am 27. Juni 1709

Die Hauptziele Karls nach dem Frieden von Altranstädt waren, die besetzten Gebiete in den schwedischen Ostseeprovinzen zu befreien und einen dauerhaften Frieden zu schließen, der die Großmachtstellung Schwedens sicherte. Daher lehnte er im Februar, Juni und August 1707 in Altranstädt mehrere Friedensangebote des Zaren ab, weil er sie für ein Täuschungsmanöver hielt und mit Peter I. nur zu den eigenen Bedingungen Frieden schließen wollte. Tatsächlich war Russland friedensbereit und hätte sich mit Ingermanland zufriedengegeben. Durch den schwedischen König wurde ihm aber die Fortsetzung des Krieges aufgezwungen.
Karl XII. hoffte, seine Kriegsziele zu erreichen, ohne die schwedischen Ostseeprovinzen in ein Schlachtfeld zu verwandeln. Aus diesem Grund wurde ein Vormarsch auf St. Petersburg von vornherein ausgeschlossen. Stattdessen wollte Karl die russische Armee aus Polen herausmanövrieren, um weitere Verheerungen des nun mit Schweden verbündeten Landes zu vermeiden. Von der russischen Grenze sollte dann das schwedische Heer direkt gegen Moskau vorrücken, während zur gleichen Zeit die verbündeten Osmanen einen Angriff an der russischen Südgrenze vortrugen.
Im September 1707 begann der lange vorbereitete Feldzug gegen Russland. Die schwedische Hauptarmee bestand aus 36.000 erfahrenen und ausgeruhten Soldaten, neu eingekleidet und mit neuen Waffen ausgerüstet. Die schwedische Kriegskasse war um mehrere Millionen Taler angewachsen. Der Vormarsch sollte auf direktem Weg über Smolensk erfolgen. Auf russischer Seite hoffte man, dass die immer noch in Polen stehende Armee Menschikows den Vormarsch Karls lange genug aufhalten könnte, bis Zar Peter die Verteidigung entlang der russischen Grenze organisiert hatte. Polen zu halten, war jedoch nicht beabsichtigt. Stattdessen sollte die sich zurückziehende russische Armee Menschikows die Politik der verbrannten Erde anwenden und so der vorstoßenden schwedischen Armee die Versorgungsgrundlage entziehen. Am 7. September 1707 überschritt diese bei Steinau an der Oder die polnische Grenze. Die Armee Menschikows ging einer Schlacht aus dem Weg und zog sich aus dem westlichen Teil Polens in Richtung Osten hinter die Weichsel zurück. Auf dem Rückzug ließ Menschikow Dörfer entlang des Weges verbrennen, Brunnen vergiften und alle Vorratslager vernichten. Ende Oktober 1707 ließ Karl wegen der im Herbst beginnenden Schlammperiode seine Armee östlich von Posen halten, wo neue Rekruten die schwedischen Streitkräfte auf eine Stärke von 44.000 Mann vergrößerten. Nachdem der Frost die Wege wieder passierbar gemacht hatte und die Flüsse zugefroren waren, überquerte das schwedische Heer nach viermonatiger Ruhepause in den letzten Tagen des Jahres 1707 die zugefrorene Weichsel. Menschikow ging auch jetzt einer Konfrontation aus dem Weg und zog sich weiter zurück. Anstatt der von der russischen Armee verwüsteten Spur zu folgen, marschierten die Schweden durch das als unpassierbar geltende Masuren, wodurch sie die vorbereiteten Verteidigungslinien der Russen umgingen.

### Der direkte Vormarsch auf Moskau scheitert

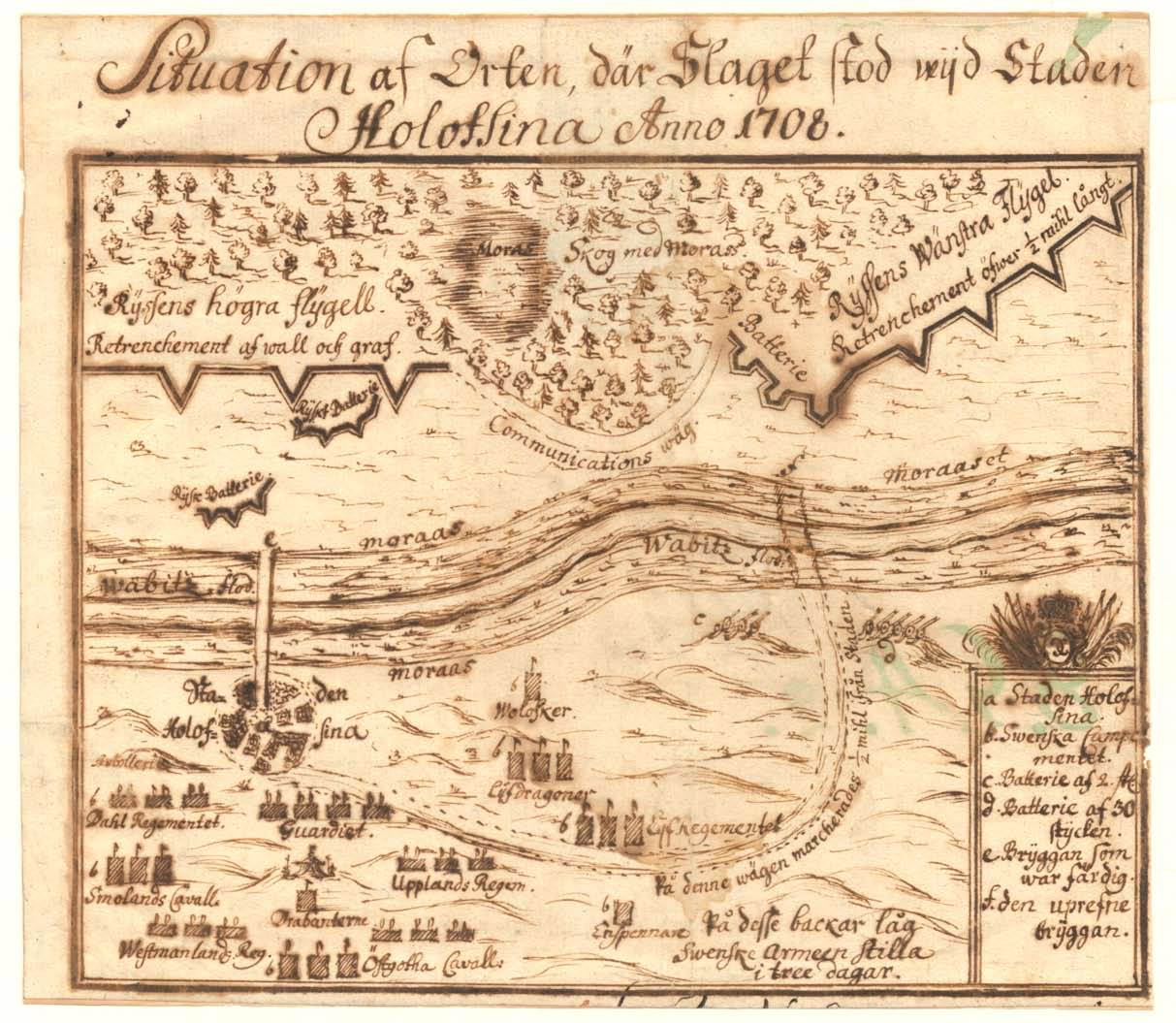
Schwedischer Schlachtplan von der Schlacht von Golowtschin am 14. Juli 1708

Mitte Januar 1708 ließ die schwedische Armee Masuren hinter sich und erreichte am 28. Januar 1708 Grodno. Zar Peter, der sich unweit der Stadt mit Menschikow traf, hielt die Stärke der russischen Armee für zu gering, um dort die schwedische Armee aufhalten zu können, und befahl den weiteren Rückzug zur litauisch-russischen Grenze. Der schwedische Vormarsch dauerte bis Anfang Februar an, bis das Heer Karls XII. bei der litauischen Stadt Smorgon die Winterlager bezog. Während dieses Aufenthaltes traf sich Karl mit General Lewenhaupt. Die Auswirkungen der russischen Taktik machten sich bereits durch Versorgungsmängel bemerkbar, die den weiteren Vorstoß gefährdeten. So vereinbarten Karl und Lewenhaupt, dass letzterer mit der 12.000 Mann starken livländischen Armee und einem Versorgungszug erst Mitte des Jahres zum Hauptheer Karls stoßen sollte. Die Verpflegungsengpässe zwangen das schwedische Heer, Mitte März nach Radovskoviche nahe Minsk zu ziehen, wo die Versorgungslage weniger prekär war. Die Armee blieb dort für weitere drei Monate, um sich auf den bevorstehenden Feldzug vorzubereiten. Um den polnischen König Stanislaus I. Leszczyński während der Abwesenheit Karls zu unterstützen, wurden 5.000 Mann abgestellt und zurückgeschickt, so dass sich die Armee auf 38.000 Mann verringerte. Die schwedische Armee verteilte sich nun zwischen Grodno und Radovskoviche, während sich das 50.000 Mann starke russische Heer entlang der Linie Polozk an der Düna bis Mogilew am Dnepr aufgestellt hatte. Neben dem Schutz Moskaus durch Scheremetew suchte das russische Heer auch einer möglichen Bedrohung St. Petersburgs zu begegnen, was zu einer größeren Zergliederung der Kräfte führte. Einen Vorschlag seines Beraters Carl Piper, den weiteren Vormarsch auf St. Petersburg zu richten und damit die livländischen Provinzen zu sichern, lehnte Karl ab und entschied sich, den Marsch auf Moskau fortzusetzen. Nach dem Beginn des Sommerfeldzugs am 1. Juni setzte das schwedische Heer am 18. Juni über die Beresina. Die russischen Kräfte konnten sich einem Umgehungsversuch der Schweden entziehen und zogen sich hinter die nächste Flussbarriere, den Drut, zurück. Am 30. Juni erreichte Karl nahe dem Dorf Halowchyn die Vabitch, einen Seitenarm des Druts. Dort befand sich die Hauptverteidigungslinie der russischen Armee, und es kam zum Kampf. In der Schlacht von Golowtschin schlugen die Schweden am 14. Juli 1708 die 39.000 Mann starke russische Armee unter Scheremetew, der seine Truppen jedoch in guter Ordnung zurückziehen konnte. Der Sieg wird als Pyrrhussieg der Schweden eingestuft, da viele der 1.000 Verwundeten aufgrund mangelhafter medizinischer Versorgung starben. Die Schlacht selbst war nicht kriegsentscheidend, obwohl die Schweden die nord-südlichen Flussbarrieren überwinden konnten und der Weg nach Moskau offen war.
Um die Ankunft General Lewenhaupts mit der Verstärkung aus Livland und den dringend benötigten Versorgungszügen abzuwarten, ließ Karl den Vormarsch der schwedischen Hauptarmee bei Mogilew stoppen. Lewenhaupt war tatsächlich Ende Juni mit 13.000 Mann Verstärkung und 16 Kanonen von Riga aus aufgebrochen, doch verzögerte schlechtes Wetter seinen Vormarsch. Als das schwedische Hauptheer in der ersten Augustwoche den Dnjepr überschritt, war die Armee Lewenhaupts immer noch nicht eingetroffen. Karl marschierte nun nach Südosten, um die Aufmerksamkeit der Russen auf sich zu ziehen und das Versorgungsheer vor einem Angriff zu schützen. Am 21. August erreichten die Schweden Chemikow am Fluss Sosch, wo sie eine weitere Woche innehielten. Als Karl am 23. August seinen Vorstoß wieder nach Norden richtete, war der Weg nach Smolensk frei, da Peter I. wegen dieses Vorstoßes seine Position bei Horki verlassen hatte und ihm gefolgt war.
Peter I. musste seine Truppen erneut nach Norden marschieren lassen, um den schwedischen Vormarsch zu blockieren. Als die Schweden Moljatitschi erreichten, fanden sie eine beträchtliche Anzahl russischer Armeekräfte vor sich, die den Weg nach Smolensk versperrten. In dem folgenden Gefecht mussten die unterlegenen Russen mit 700 Toten im Vergleich zu den 300 Toten der Schweden erneut höhere Verluste einstecken. Ein mögliches Gefecht mit der russischen Hauptarmee kam nicht zustande, weil sich die Russen zurückzogen, als Karl Verstärkung heranzog. Das Treffen bei Malatitze war dennoch von Bedeutung, weil die Russen dort endlich ihre gewachsene Moral und ihr Können im Kampf unter Beweis stellten. Die Truppen des Zaren hatten inzwischen mindestens das Niveau der Sachsen erreicht, wie ein schwedischer Kommandeur nach dem Gefecht notierte:

„Die Schweden müssen den Moskowitern zugestehen, dass sie ihre Lektion gelernt haben, viel besser als sie es in den Schlachten bei Narwa oder Fraustadt getan haben und dass sie hinsichtlich Disziplin und Mut den Sachsen ebenbürtig, wenn nicht sogar überlegen sind“

### Die schwedische Versorgungsarmee wird vernichtet

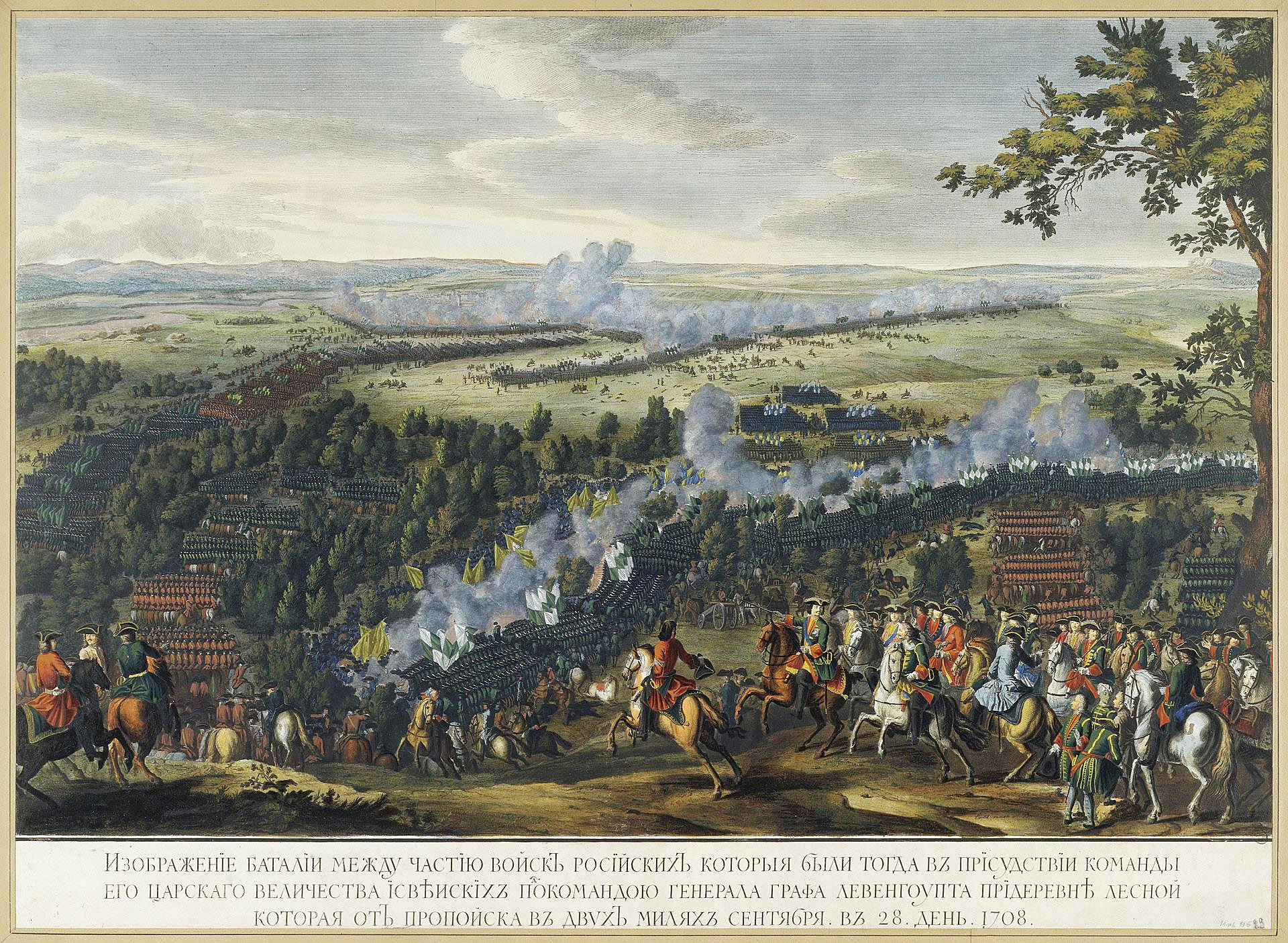
Darstellung der Schlacht bei Lesnaja beim Dorf Lesnaja

Peter behielt seine Strategie bei, sich keiner Entscheidungsschlacht zu stellen; seine Armee zog sich in die Wälder zurück. Am 4. September setzte Karl seinen Vormarsch fort und erreichte Tatarsk und Starishi. Dort musste er sich jedoch seine ausweglose Situation eingestehen, als die Versorgung mit Nahrungsmitteln einen kritischen Punkt erreichte und Späher berichteten, dass vor ihnen nichts als verwüstetes Land lag. Die Desertionen stiegen an, und Nachrichten von Lewenhaupts Versorgungskolonne lagen immer noch nicht vor. Schließlich entschied sich der schwedische König, den Marsch auf Moskau abzubrechen. Sein Hauptziel war nun, seine Armee am Leben zu erhalten, und so schwenkte er am 15. September nach Süden in die noch nicht verwüsteten Regionen.
Als Karl Mitte September Tatarsk verließ, war die Versorgungsarmee Lewenhaupts noch 80 Meilen von der schwedischen Hauptarmee entfernt. Peter plante, die Lücke zwischen beiden Heeren zu nutzen, und übertrug General Scheremetew das Kommando über die russische Hauptarmee, die der Armee Karls folgen sollte. Zusammen mit seinem engsten Vertrauten Menschikow, den er nach dem Sieg von Kalisch zum Herzog von Ingermanland erhoben hatte, übernahm der Zar selbst das Kommando über zehn Bataillone seiner erfahrensten Infanterie, zehn Dragonerregimenter und vier Batterien berittener Artillerie, zusammen 11.625 Mann. Lewenhaupts Truppe bestand aus 7.500 Mann Infanterie und 5.000 Reitern, die einen Versorgungszug mit fast 1.000 Wagen begleiteten. Am 18. September erreichte Lewenhaupt den Dnepr. Der Übergang über den Fluss zog sich über eine ganze Woche hin, in der sich die Russen den Schweden näherten, um schließlich die Verfolgung aufzunehmen. Am 27. September wurden die Schweden beim Dorf Lesnaja eingeholt. In der Schlacht bei Lesnaja verloren sie ihren gesamten Versorgungszug, außerdem 607 Reiter, 751 Dragoner und 4449 Mann Infanterie, von denen 3000 Mann gefangen genommen wurden. Lewenhaupt führte die verbliebenen Reste zehn Tage später zur schwedischen Hauptarmee, und so erhielt der König am 6. Oktober eine ganz andere Nachricht von seinem Versorgungszug, als er gehofft hatte.
Fernab davon konnte zur gleichen Zeit ein weiterer schwedischer Vorstoß von russischen Kräften abgeschlagen werden. Eine schwedische Streitkraft von 12.000 Mann sollte Ingermanland von Finnland aus erobern und die neue russische Stadt Sankt Petersburg niederbrennen. Aufgrund der starken Verteidigung der Stadt mussten die Schweden den Plan jedoch aufgeben und unter Verlust von 3000 Mann den Rückzug nach Wyborg antreten.

### Karl XII. weicht nach Süden in die Ukraine aus

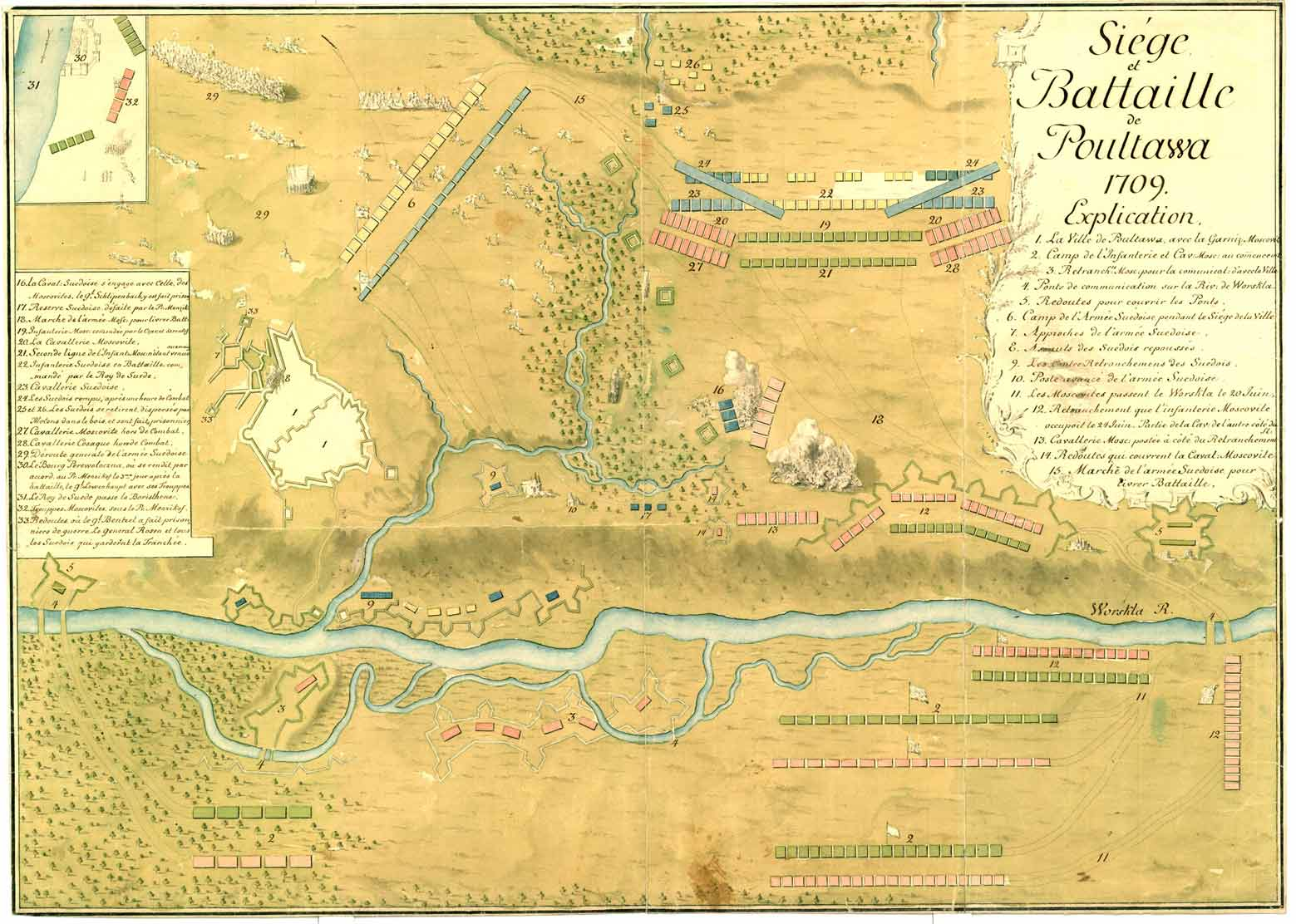
Karte der Schlacht bei Poltawa, mit französischem Kommentar; Militärarchiv von Schweden, Stockholm

Das Ziel Karls XII., von Sewerien aus entlang der Straße von Kaluga nach Moskau zu marschieren, sobald sich die Versorgungslage des Heeres verbessert hätte, war durch das Desaster bei Lesnaja nicht mehr erreichbar. Karl nahm daher Zuflucht zu einer neuen Strategie: Er war bereits seit längerem in Kontakt mit dem Hetman der ukrainischen Kosaken, Iwan Masepa. Im Dongebiet war im Herbst 1707 der Bulawin-Aufstand der Kosaken und Bauern ausgebrochen, der sich gegen die Zarenherrschaft richtete und von Peter I. rigoros niedergeschlagen wurde. Masepa war beim Zaren in Ungnade gefallen; er betrachtete dies als einen Verstoß Russlands gegen den Vertrag von Perejaslaw. Seitdem suchte er einen Weg, die Ukraine aus der russischen Umklammerung zu lösen. Dazu versprach er dem Schwedenkönig, dass er ihn mit einer 100.000 Mann starken Armee unterstützen würde, wenn die Schweden in die Ukraine vorrückten. Karl XII. marschierte daraufhin gegen den Rat seiner Generäle in die Ukraine. Doch die erwartete Verstärkung durch die Kosaken blieb aus; die Russen hatten eine Armee unter General Menschikow entsandt, dessen Truppen Masepas Hauptstadt Baturyn besetzten und ohne Federlesen viele seiner Unterstützer töteten, wobei auch 6000 bis 7500 Opfer unter der Zivilbevölkerung zu beklagen waren. So konnte Masepa nur einen kleinen Teil der versprochenen Männer bereitstellen, zunächst 3.000, später 15.000 Mann. Karl verbrachte den Winter in der Ukraine, immer noch zuversichtlich, seine Ziele im nächsten Jahr zu erreichen. Am 23. Dezember stellte sich ein russisches Bataillon bei Weprik am Psel, das den Angreifern bis zum 7. Januar standhalten konnte, den Schweden entgegen. Ende Januar 1709 setzte er seinen Marsch in den Süden fort. Allerdings wirkte sich der Winter von 1708/09, der schwerste des Jahrhunderts, für die Schweden verheerend aus.

### Die Katastrophe bei Poltawa

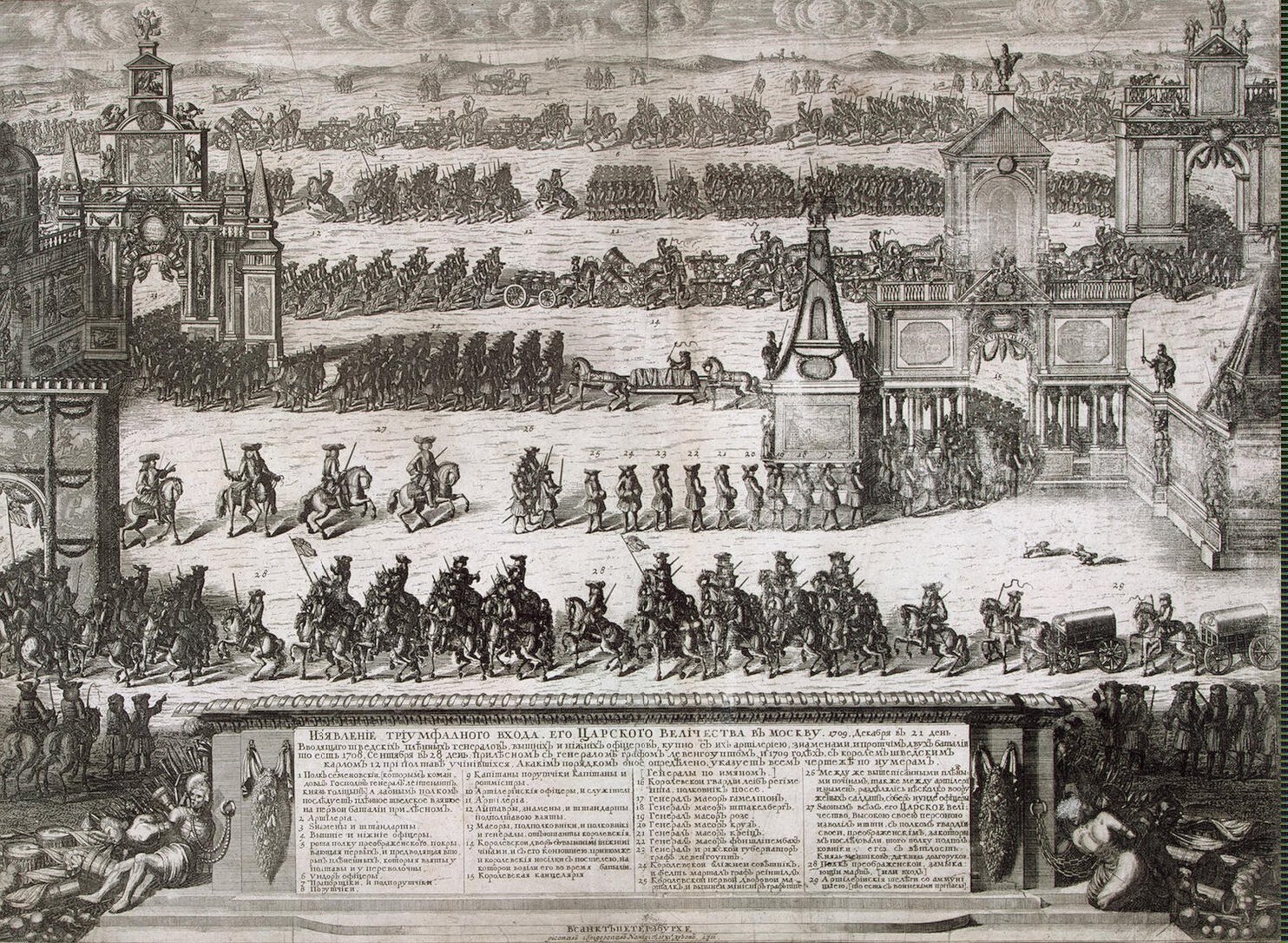
Triumphaler Einzug der russischen Armee nach der Schlacht bei Poltawa in Moskau

So waren zu Beginn des Frühjahrs 1709 weniger als 30.000 Mann mit wenigen Kanonen, knapp die Hälfte der schwedischen Armee, in Russland einsatzbereit. Besonders die in Deutschland angeworbenen Soldaten hatten die Kälte nicht verkraftet. Unterstützt wurden sie von den Verbänden der Saporoger Kosaken, die Zar Peter zwangen, seine Kräfte aufzuteilen. Trotz der angespannten Versorgungslage entschied sich Karl, die Stadt Poltawa zu belagern, einen Nachschubstützpunkt mit großen Vorräten an Schießpulver und anderen Versorgungsgütern. Er blockierte die Stadt Anfang April 1709 mit 8.000 seiner Soldaten, eine schnelle Kapitulation erwartend. Die russische Garnison unter Oberst A. Kelin wurde jedoch von ukrainischen Kosaken und der einheimischen Bevölkerung unterstützt und hielt 87 Tage stand. Nachdem Zar Peter die Saporoger Kosaken geschlagen hatte, wandte er sich mit seiner insgesamt 60.000 Mann starken Armee nach Poltawa, um die belagerte Stadt zu entsetzen. Sie überquerten den Fluss Worskla und errichteten einige Kilometer nördlich der Stadt ein befestigtes Lager. Als das russische Kommando von der schwierigen Lage der schwedischen Armee erfuhr, gab der Zar seine ausweichende Politik auf. Karl XII., der am 28. Junigreg. bei einer Aufklärungsaktion verwundet worden war, entschied sich, dem drohenden Angriff durch eine Attacke auf das befestigte Lager zuvorzukommen. Um alle Kräfte auf diese Aufgabe zu konzentrieren, forderte Lewenhaupt die Aufgabe der Belagerung, aber der König lehnte ab und ließ Poltawa weiter belagern. In der eigentlichen Schlacht wurden deshalb lediglich 20.000 Mann unter Feldmarschall Rehnskiöld eingesetzt. Da es an Schießpulver mangelte, mussten die Soldaten mit aufgepflanzten Bajonetten und überwiegend ungeladenen Musketen in die Schlacht gehen. Nur 4 von 32 Kanonen konnten für die Attacke eingesetzt werden. So kam es am 8. Juli 1709greg. in der Ukraine zur entscheidenden Schlacht bei Poltawa. Eine Überraschungsattacke sollte die Russen in Verwirrung und Auflösung stürzen. Doch nachdem dem schwedischen Überfall nur sehr begrenzte Erfolge beschieden waren, stellten sich die Russen zur offenen Feldschlacht, in der sie den Schweden dank ihrer Übermacht eine vernichtende Niederlage zufügten. Viele schwedische Offiziere, darunter auch Feldmarschall Rehnskiöld, gerieten in russische Gefangenschaft.

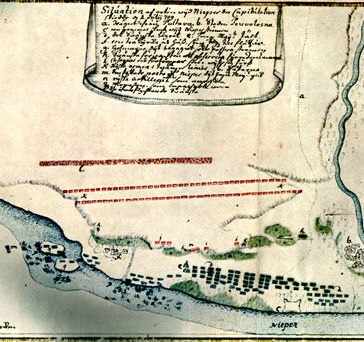
Darstellung der Situation vor der Kapitulation bei Perewolotschna am 11. Juli 1709 (Russen = rot; Schweden = blau)

Nach der Schlacht sammelte sich das zurückflutende Heer, das nur noch aus etwa 15.000 Mann und 6.000 Kosaken bestand, im Lager bei Puschkariwka. Nach einer Reorganisierung und Auffrischung sollte die Armee auf einer südlichen Rückzugslinie durch osmanisches Gebiet nach Polen zurückgeführt werden. Noch am Schlachttag marschierten die Soldaten entlang der Worskla nach Süden. Am 10. Juli traf das Heer bei Perewolotschna am Zusammenfluss von Worskla und Dnepr ein. Man musste feststellen, dass es dort weder Brücken noch Furten gab und die wenigen vorhandenen Boote nicht ausreichten, um die gesamte schwedische Armee zu evakuieren.
Das schwedische Hauptquartier beschloss nun, dass die Verwundeten sowie eine Eskorte aus Schweden und Kosaken den Dnepr überqueren und auf osmanisches Gebiet ziehen sollten. Das Heer hingegen sollte an der Worskla wieder zurückmarschieren, nach Süden zur Krim einschwenken und dort wieder zum König stoßen. In der Nacht zum 30. Junijul. / 11. Juli 1709greg. setzten der König mit Iwan Masepa, dessen Gefährten Kost Hordijenko sowie 900 Schweden und 2.000 Kosaken über den Fluss. Die Armee, die nun unter dem Befehl von General Lewenhaupt stand, bereitete den Abmarsch für den folgenden Morgen vor. Um acht Uhr traf jedoch eine russische Einheit von 6.000 Dragonern und 3.000 Kalmücken unter dem noch auf dem Schlachtfeld von Poltawa zum Feldmarschall beförderten Menschikow ein. Lewenhaupt nahm sofort Verhandlungen auf und man einigte sich auf eine Kapitulation, obwohl die Schweden den gegenüberstehenden russischen Truppen zahlenmäßig um fast das Doppelte überlegen waren. Am Morgen des 30. Junijul. / 11. Juligreg. um 11 Uhr kapitulierte das schwedische Heer mit rund 14.000 Soldaten, 34 Geschützen und 264 Fahnen. Die verbliebenen Kosaken flüchteten größtenteils zu Pferde, um der Bestrafung als Verräter zu entgehen. Insgesamt gingen nach Poltawa fast 30.000 Schweden in russische Kriegsgefangenschaft, darunter 2.300 Offiziere. Nur den Vornehmsten wurde erlaubt, in Moskau zu wohnen, wie General Lewenhaupt und Staatsrat Piper, die ihre Heimat nie wiedersahen.
Die Truppen um König Karl erreichten am 17. Juli den Bug, wo der Pascha von Otschakow die Erlaubnis erteilte, das Osmanische Reich zu betreten. Eine Nachhut von 600 Mann schaffte den Übergang nicht mehr und wurde nördlich des Bug von 6.000 russischen Reitern eingeholt und niedergemacht. Damit endete der Russlandfeldzug Karls mit einer katastrophalen Niederlage, die zur entscheidenden Wende des gesamten Krieges wurde.

### Erneuerung der Nordischen Allianz

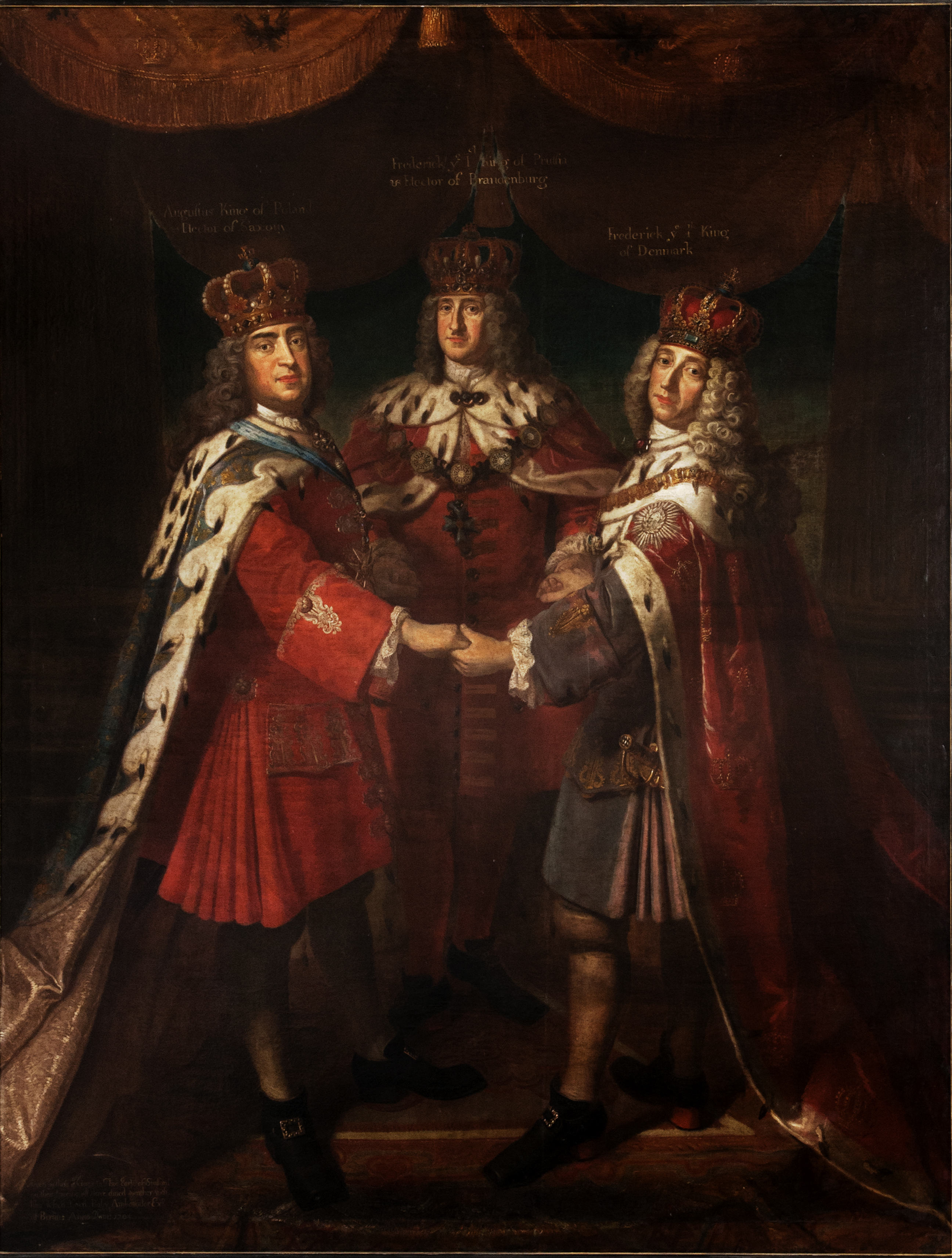
Dreikönigstreffen: Friedrich I. in Preußen (Mitte), August II. (der Starke), Kurfürst von Sachsen und zeitweilig König von Polen (links), Friedrich IV. von Dänemark (rechts)
Gemälde von Samuel Theodor Gericke, zu besichtigen im Schloss Caputh

Nach der Niederlage bei Poltawa war das schwedische Kernland weitgehend vom Schutz durch die eigenen Truppen entblößt. Zudem befand sich der schwedische König tausende Kilometer von seinem Reich entfernt. Unter diesen für sie günstigen Bedingungen erneuerten die einstigen Alliierten die alten Bündnisse.
Bereits vor der Schlacht von Poltawa hatte das Kurfürstentum Sachsen am 28. Juni 1709 in Dresden seinen Bündnisvertrag mit Dänemark wieder aufleben lassen. Beim Dreikönigstreffen in Potsdam und Berlin umwarben August der Starke und der dänische Monarch Friedrich IV. im Juli 1709 zeitgleich mit der Entscheidung in der Ukraine auch den preußischen König Friedrich I., der sich jedoch aufgrund der Belastungen im Spanischen Erbfolgekrieg und in Erinnerung an frühere Neutralitätsvereinbarungen mit Schweden nicht dazu durchringen konnte, dem Bündnis beizutreten.
Nach Einmarsch der russischen Armee in Polen und Verhandlungen Peters I. mit seinem ehemaligen Bündnispartner kündigte der Kurfürst von Sachsen im August den Frieden von Altranstädt mit Schweden auf. Am 20. August 1709 marschierten erneut sächsische Truppen in Polen ein. Die schwachen schwedischen Truppen unter dem Kommando des Generals Krassow zogen sich mit 9000 Mann nach Stettin und Stralsund in Schwedisch-Pommern zurück. Der von den Schweden inthronisierte polnische König Stanislaus I. Leszczynski floh über Stettin und Kristianstad nach Stockholm. Zar Peter I. ließ die schwedischen Truppen durch eine russische Abteilung unter dem Kommando von Menschikow bis nach Pommern verfolgen. Die Rolle Polens als kriegsführende Macht hatte sich seit Kriegsbeginn immer weiter reduziert. So blieb dem Land in der Folgezeit nur eine untergeordnete Funktion, da es August II. nicht gelungen war, die Macht der Monarchie zu stärken. Die Wiedereinsetzung der Königswürde für August konnte auch nur mit russischer Hilfeleistung erfolgen. Dies war ein Symbol für die zunehmende Fremdbestimmung und Außensteuerung der polnischen Republik.

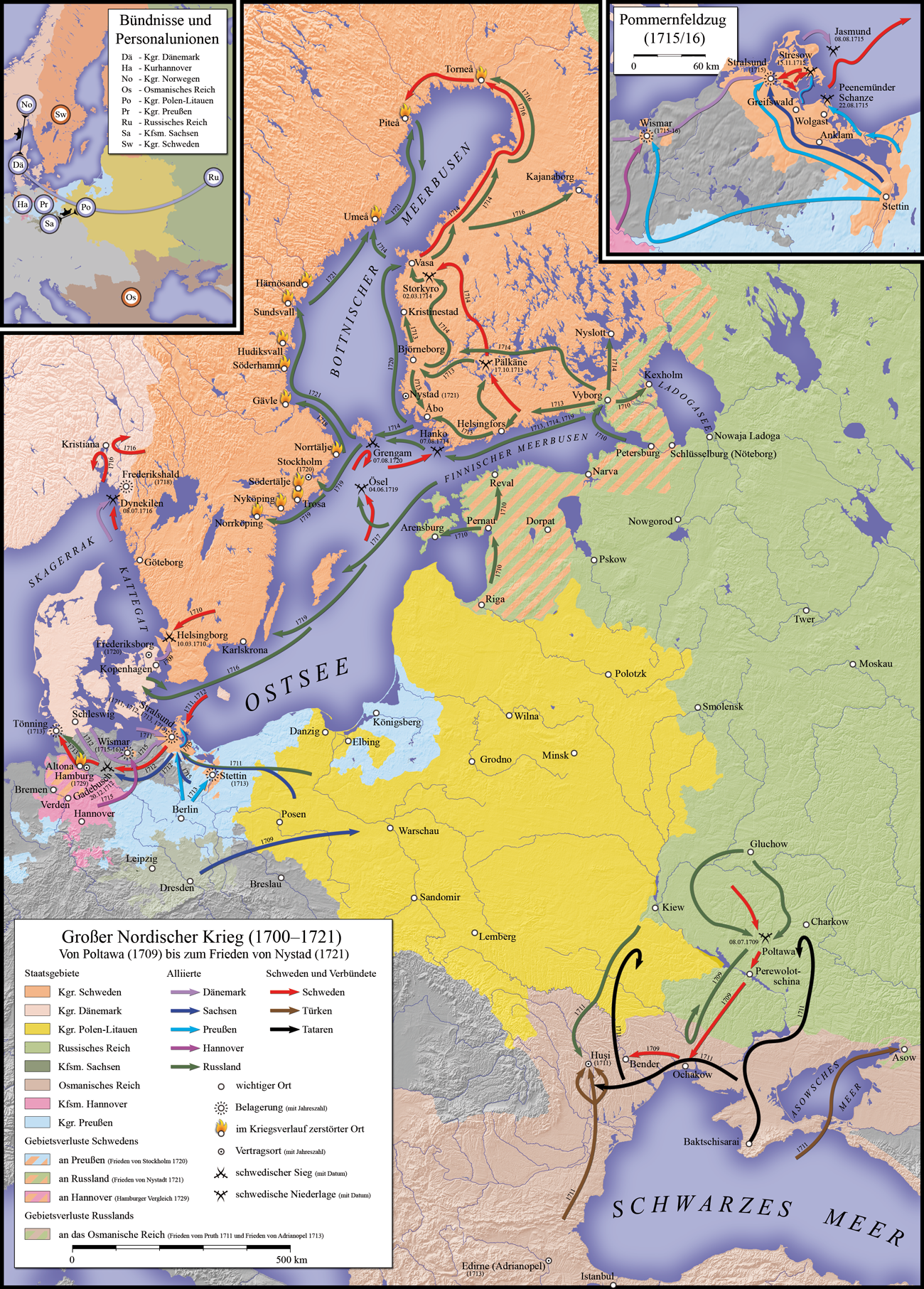
Darstellung der Feldzüge nach der Kriegswende infolge der Schlacht bei Poltawa im Juli 1709 bis zum Friedensschluss 1721
Die Kriegshandlungen konzentrieren sich in dieser Phase fast nur noch auf die schwedischen Herrschaftsgebiete. So fanden schwere Kämpfe um die schwedischen Besitzungen in Norddeutschland statt, die 1715 mit der Eroberung durch die Alliierten endeten. Weitere Kämpfe fanden im heutigen Finnland, der Ostsee und Norwegen statt.

Am 7. Oktober 1709 wurde die antischwedische sächsisch-russische Allianz im Vertrag von Thorn erneuert. Bei Jarosław folgte am 10. Juni 1710 der dänisch-russische Beistandspakt. Nachdem König Karl XII. von seinem Exil im Osmanischen Reich aus erneut Friedensverhandlungen ablehnte, vereinbarten Dänemark und Russland einen Plan zur Bedrohung der schwedischen Hauptstadt Stockholm, um so den Gegner zum Frieden zu zwingen. In den Folgejahren kam es jedoch lediglich auf dem Kriegsschauplatz in Norddeutschland zu gemeinsamen alliierten Aktionen, während die Kämpfe in Finnland und in der nördlichen Ostsee von Russland weitgehend allein bestritten wurden.

### Die dänische Invasion in Schonen
Der gemeinsame dänisch-russische Angriffsplan sah eine Zangenbewegung auf zwei entgegengesetzten Eroberungsrouten vor. Der dänische Vormarsch auf Stockholm sollte durch das südliche Schweden führen, während Russland nach Eroberung Finnlands und der Ålandinseln seinen Angriff von der Seeseite her vorzutragen gedachte. Die südliche Angriffsroute wurde von den Alliierten als die wichtigere angesehen und primär verfolgt. Im Spätherbst 1709 begannen die Dänen mit den Vorbereitungen zur Invasion Schonens und zogen eine große Flotte auf dem Öresund zusammen. Am 1. Novemberjul. / 12. Novembergreg./ 2. November 1709schwed. landete die Invasionsstreitmacht beim Fischerdorf Råå. Die schwedische Seite leistete dort so gut wie keine Gegenwehr. Obwohl die schwedische Armee kurz nach Poltawa mit der Rekrutierung neuer Soldaten begonnen hatte, konnte der schwedische Befehlshaber Magnus Stenbock im Spätsommer 1709 erst ein einziges kampftaugliches schonisches Regiment präsentieren. Da ein Gegenangriff sinnlos erschien, zog man sich nach Småland zurück. Im Dezember kontrollierte Dänemark fast das gesamte zentrale Schonen mit Ausnahme von Malmö und Landskrona. Ziel der dänischen Kriegsplanung war die Eroberung der schwedischen Flottenbasis in Karlskrona. Die dänische Armee besiegte im Januar 1710 eine kleinere schwedische Einheit bei Kristianstad.

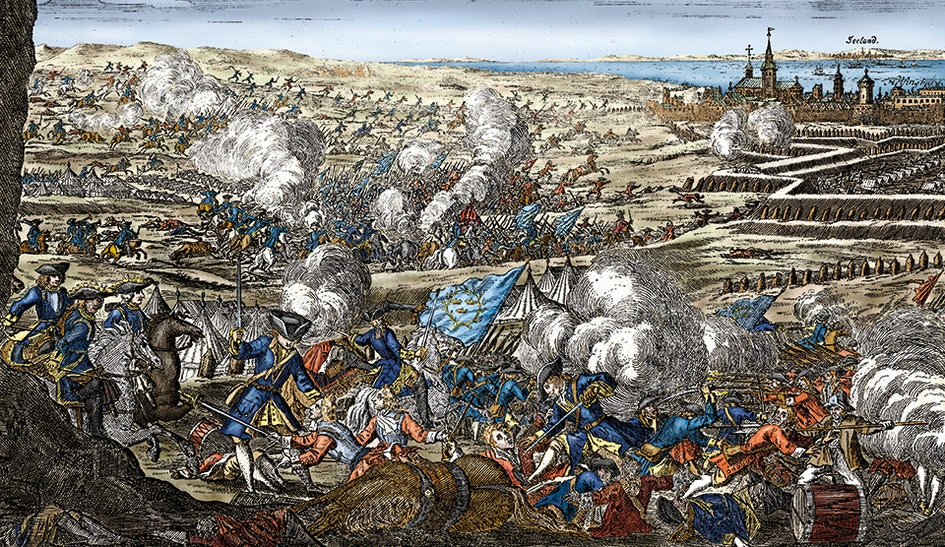
Kupferstich der Schlacht von Helsingborg

Magnus Stenbock arbeitete unterdessen daran, die schwedische Armee zu verstärken. Mehrere neue Regimenter sammelten sich bei Växjö, wo die unerfahrenen Truppen auf dem Eis eines zugefrorenen Sees Kampftechniken übten. Bis zum 4. Februarjul. / 15. Februargreg./ 5. Februar 1710schwed. war Stenbocks Truppe nach Osby gezogen, wo sich ihr weitere Verbände anschlossen. Die schwedischen Kräfte in Südschweden zählten nun 16.000 Mann. Helsingborg galt nach Stenbocks Meinung als Schlüssel zu Schonen, und so marschierte das Heer südwärts, um die dänischen Versorgungslinien abzuschneiden. In der Schlacht bei Helsingborg fiel die Entscheidung zugunsten der Schweden. Nach ihrer Niederlage verschanzten sich die Reste der dänischen Armee hinter den Schutzwällen der Stadt. Da die eigenen Kräfte angesichts der befestigten Stellung der Dänen nicht ausreichten, verzichtete der schwedische Kriegsrat auf einen Sturmangriff, und Magnus Stenbock befahl die Belagerung Helsingborgs. Am 4. Märzjul. / 15. Märzgreg./ 5. März 1710schwed. waren die dänischen Verbände so weit geschwächt, dass sie Schonen verließen und sich nach Dänemark einschifften. Das Unternehmen war damit gescheitert und der originäre Kriegsplan nicht mehr zu erfüllen. Die dänischen Verluste bei dem gescheiterten Invasionsversuch waren niederschmetternd. Über 7500 Mann waren gefallen, verwundet oder gefangen genommen. Die schwedische Seite hatte etwa 2800 Tote oder Verwundete zu beklagen.
Ein Zusammentreffen der schwedischen Flotte unter Wachtmeister und der dänischen Flotte unter Ulrik Christian Gyldenløve im Oktober 1710 in der Køgebucht endete mit einem Vorteil für die Dänen.

## Russische Offensiven im Osten (1710–1714)
Nach der Kriegswende hatten sich die Bündnispartner über die weiteren Angriffe gegen Schweden abgesprochen. Nachdem Dänemark durch die voreilige Invasion Südschwedens eine schwere Niederlage erlitten hatte, konzentrierte es sich zusammen mit Russland und Sachsen auf die Eroberung der schwedischen Besitzungen in Norddeutschland. Russland griff gleichzeitig die letzten Besitzungen in den schwedischen Ostseeprovinzen an. Die Kriegserklärung des Osmanischen Reiches verzögerte zunächst weitere Offensivunternehmungen gegen Schweden. Zar Peter I. erlitt zwar eine Niederlage gegen die Osmanen, konnte aber 1713 den Krieg gegen Schweden wieder aufnehmen und bis 1714 ganz Finnland erobern. Das russische Flottenbauprogramm mündete im Gewinn der Seeherrschaft in der Ostsee, wodurch die schwedische Küste in den Folgejahren russischen Angriffen schutzlos ausgeliefert war.

### Vollständige Eroberung Livlands und Estlands

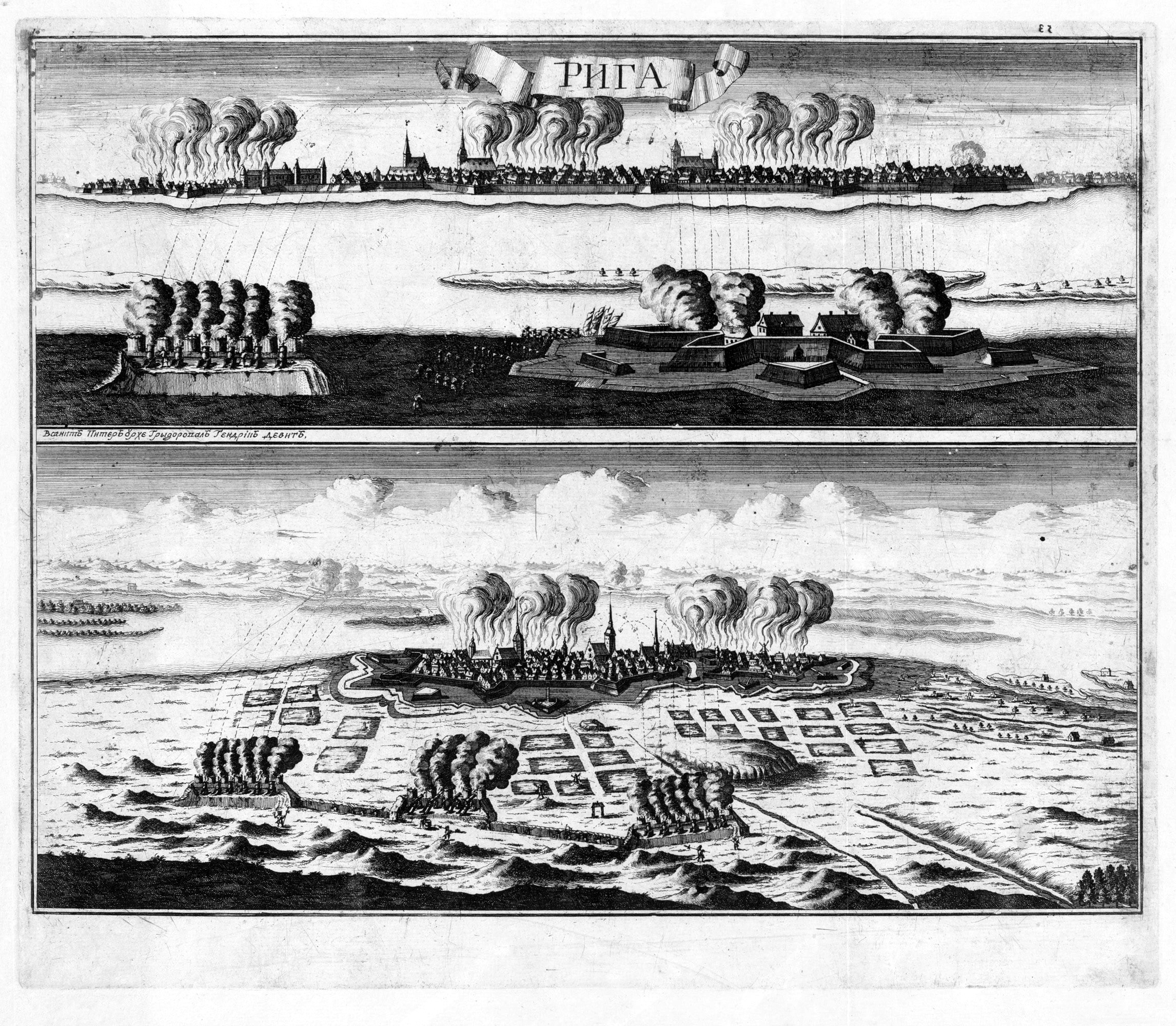
Belagerung von Riga 1710

Während Karl XII. beim Sultan über den Kriegseintritt des Osmanischen Reichs verhandelte, vollendete Zar Peter die Eroberung von Livland und Estland. Die Russen eroberten im Juni 1710 durch Belagerung Wyborg, am 4. Juli 1710 kapitulierte Riga nach längerer Belagerung durch die Truppen des Feldmarschalls Boris Petrowitsch Scheremetjew. Am 14. August 1710 kapitulierte nach kurzer Belagerung Pernau. Nach der Kapitulation von Arensburg und der Einnahme der Insel Ösel durch die Russen war Reval (die heutige estnische Hauptstadt Tallinn) die letzte Festung, die Schweden in Livland behauptete. Nach dem russischen Feldzug durch Livland im Spätsommer 1704 waren die Befestigungen umfassend erneuert und erweitert worden, und auch die Garnison wurde auf fast 4.000 Mann aufgestockt. Die Belagerung der Stadt durch russische Truppen begann Mitte August 1710. Anfang August war die Pest ausgebrochen, deren Verbreitung sich durch den Zuzug von Flüchtlingen und die daraus resultierende Überbevölkerung noch beschleunigte. Die Situation verschlechterte sich derart, dass die schwedische Führung schließlich am 29. September die Kapitulation unterzeichnete und die Stadt dem russischen Kommandeur Fjodor Matwejewitsch Apraxin überließ.
Unter dem Kommando von Roman Bruce, einem Bruder des Generalfeldzeugmeisters Jacob Bruce, wurde ein russisches Truppenkontingent von Wyborg aus zur anderen Seite der karelischen Landenge geschickt, um die Festung Kexholm am Nordwestufer des Ladogasees zu erobern. Nach mehr als zweimonatiger Belagerung kapitulierte am 19. September 1710 die schwedische Festung Kexholm. Damit war für Petersburg die Gefahr überraschender Angriffe aus dem Norden gebannt. Mit Ausgang des Feldzugs erhielten die Russen drei hochseetüchtige Ostseehäfen und ein weites, stark gesichertes Umland von St. Petersburg, das zur neuen Hauptstadt des Russischen Reiches erklärt wurde. Anschließend verlagerte sich die Aufmerksamkeit Russlands aufgrund des Krieges gegen das Osmanische Reich für einige Zeit nach Süden.

### Der Krieg gegen die Osmanen

Pruthfeldzug Zar Peters I.

Zar Peters großer Sieg bei Poltawa und seine nachfolgenden Eroberungen im Baltikum wurden insbesondere am Hof des Sultans mit Argwohn verfolgt, wo außer Masepa und Karl XII. auch der Krim-Khan Devlet II. Giray auf Gegenmaßnahmen drängte. Peter schickte seinen Botschafter Peter Tolstoi nach Istanbul und forderte die Auslieferung Karls, die jedoch abgelehnt wurde. Als Zar Peter mit Nachdruck eine Entscheidung der Hohen Pforte über Krieg oder Frieden verlangte, ließ Sultan Ahmed III. den Botschafter als Antwort ins Gefängnis werfen. Nachdem Devlet II. Giray im Januar 1711 mit über 80.000 Tataren, unterstützt von 10.000 pro-schwedischen ukrainischen Kosaken, mehr als 4.000 Polen und 700 Schweden in der Ukraine eingefallen war, erklärte Peter I. am 25. Februar in der Uspenski-Kathedrale im Moskauer Kreml den Krieg gegen das Osmanische Reich. Am 8. März 1711 erreichte den russischen Monarchen die Kriegserklärung der Osmanen. Damit ergab sich für Zar Peter eine gefährliche Situation, die den Erfolg bei Poltawa in Frage stellen konnte, da er sich nun in einem Zweifrontenkrieg befand und von seinen Verbündeten kaum wirksame Hilfe erwarten konnte.
Aus diesem Grund suchte Peter I. die Entscheidung in der Offensive und fiel mit seiner Armee über den Dnjestr ins Osmanische Reich ein. Er hoffte auf einen Aufstand der orthodoxen Christen auf dem Balkan, der die osmanischen Truppen daran hindern würde, die Donau zu überqueren. Dieser Aufstand, der ihm von dem moldawischen Fürsten Dimitrie Cantemir in Aussicht gestellt worden war, blieb aber aus. Am 5. Juli 1711 erreichte der durch eine schwere Krankheit geschwächte Zar Jassy. Am 17. Juli meldete die Vorhut den Vorstoß des osmanischen Großwesirs Baltaji Mehmed Pascha. Die gesamte russische Armee eilte nun zurück zum Pruth und war ständig in Rückzugsgefechte verwickelt. Als sich die 38.000 Russen am 19. Juli bei Huși, einem kleinen Ort am Pruth, verschanzten, wurden sie von mehrfach überlegenen osmanischen Truppen eingekesselt. Peter war nun auf Gnade oder Ungnade dem Großwesir ausgeliefert, der jedoch auf die mögliche Aushungerung der Russen verzichtete und stattdessen das Friedensangebot des Zaren annahm, der anscheinend durch Zahlung von 250.000 Rubel nachhalf, um einen ehrenvollen Abzug zu erhalten. Im Frieden vom Pruth trat Russland die 1696 eroberte Festung Asow wieder an das Osmanische Reich ab und verpflichtete sich zum Abzug aus den Gebieten der Kosaken. Karl XII. verblieb weiter im Osmanischen Reich und versuchte im November 1711 und im November 1712 zwei weitere Male erfolglos, den Sultan zum Krieg gegen Russland zu überreden. Die Hohe Pforte hatte aber keine finanziellen Mittel für weitere kriegerische Unternehmungen zur Verfügung. Der Frieden von Adrianopel vom 24. Juni 1713, vermittelt von den Seemächten, klärte die übrigen Differenzen zwischen Russland und dem Osmanischen Reich.

### Eroberung Finnlands

Schlacht von Pälkäne, 17. Oktober 1713

Nach der erfolglosen Kampagne am Pruth wandte Zar Peter sich wieder dem Kriegsschauplatz an der Ostsee zu, um den Druck auf Stockholm zu erhöhen. Nach Überwindung einiger logistischer Probleme begann im Frühling 1713 die lang geplante Invasion Finnlands. Für den Feldzug in Finnland war ein Zusammenwirken von Heer und Flotte geplant. Dazu wurde der Ausbau der russischen Flotte forciert. 1713 standen 13 große Kriegsschiffe und Fregatten zur Verfügung, weitere Schiffe wurden in den Niederlanden und England gekauft. Besondere Aufmerksamkeit richtete sich jedoch auf den Bau von kleineren Schiffen. Die Galeerenflotte erhielt eine feste Struktur: Es wurden drei Divisionen gebildet zu je 50 Schiffen mit je 5400 Marineinfanteristen. Zar Peter I. war inzwischen von der Belagerung von Tönning am 14. Februar 1713 abgereist und erreichte am 22. März St. Petersburg. Die hochgerüstete russische Flotte, insgesamt 204 Schiffe mit 16.000 Mann, lief Ende April aus Petersburg aus und landete am 10. Mai in der Nähe Helsingfors. Der dortige schwedische Kommandant Georg Lybecker wartete jedoch das Bombardement der Invasionsstreitmacht nicht ab, sondern verbrannte die Stadt und zog sich, nachdem er auch die finnische Hauptstadt Åbo (Turku) vor den russischen Verfolgern geräumt hatte, mit der etwa 3300 Mann starken schwedischen Besatzung nach Osten, nach Borgå, (finnisch Porvoo) zurück, wo ein 15.000 Mann starkes schwedisches Korps stand. Die russische Galeerenflotte bereitete im Folgenden einen Angriff auf Borgå vor. Am Abend des 22. Mai landeten russische Marinesoldaten ungehindert in der Nähe dieser Stadt. Inzwischen war ein schwedisches Geschwader unter Vizeadmiral Lillie vor Helsingfors aufgetaucht. Einer Schlacht wichen die Schweden aber aus. Bei ihrer Verfolgung gerieten drei russische Linienschiffe auf Grund, zwei konnten aber wieder flott gemacht werden, das dritte musste verbrannt werden. Die Russen machten dafür zu Unrecht den niederländisch- und norwegischstämmigen Vizeadmiral Cornelius Cruys verantwortlich. Noch beherrschten die russischen Seeleute das schwierige Manövrieren mit großen Kriegsschiffen in dem schwierigen Fahrwasser des Finnischen Meerbusens mit seinen Sandbänken, Schären und Inseln nicht ausreichend. Die großen Kriegsschiffe wurden deshalb nach St. Petersburg zurückgeschickt, während die beweglichere Galeerenflotte im Raum Borgå verblieb.
Bevor Zar Peter, der als Konteradmiral der Unternehmung beiwohnte, im September nach Russland zurückkehrte, übertrug er Fjodor Matwejewitsch Apraxin das Kommando über die Flotte. Bei den Schweden wurde der erfolglose Lybecker im August 1713 von General Carl Gustaf Armfeldt abgelöst. Lybecker hatte eine schlecht ausgerüstete, hungernde und demoralisierte Armee hinterlassen, in der es vor allem an der Aufklärung haperte, da die Kavallerie für solche Aufgaben nicht mehr einsatzfähig war. Als der russische General Michail Golizyn im Februar 1714 nach Österbotten marschierte, platzierte Armfeldt seine Streitkräfte in einer Defensivposition bei dem Dorf Napo, östlich von Vaasa. Nach dem russischen Sieg in der Schlacht bei Storkyro am 19. Februar wurde die gesamte schwedische Armee in Finnland vernichtet.

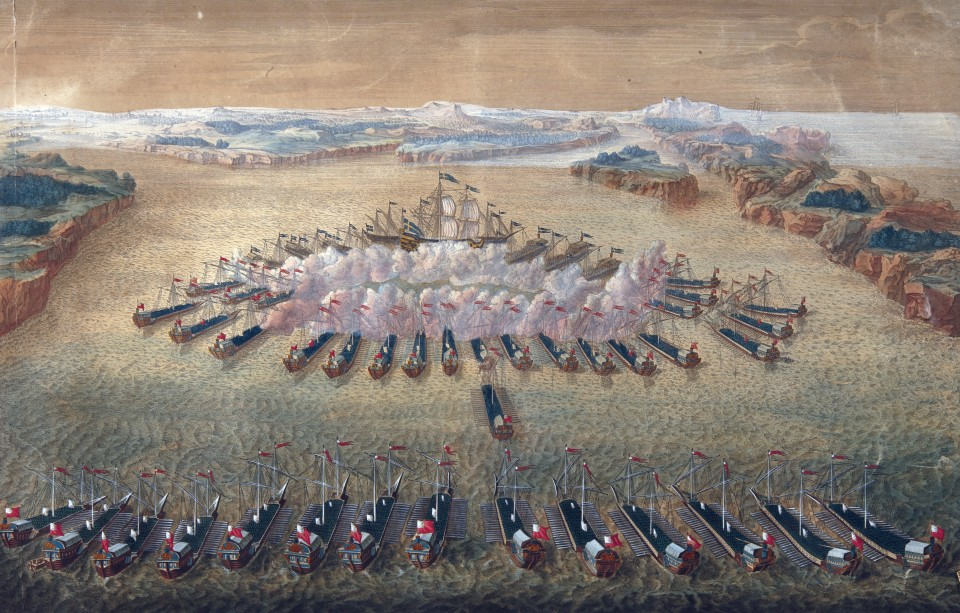
Die Seeschlacht bei Hangö am 27. August 1714

### Russland gewinnt die Seeherrschaft in der Ostsee
Für die Bedrohung Stockholms war die Seeherrschaft in der nördlichen Ostsee eine Grundvoraussetzung. Zu Land waren die russischen Streitkräfte zwar den schwedischen überlegen. Zu Wasser aber dominierten die Schweden mit ihren großen Linienschiffen, die viele Geschütze tragen konnten. Die einzige Chance der russischen Flotte auf einen Sieg war eine Schlacht in Küstennähe. Unter Aufbietung aller Mittel verdoppelte der Zar seine Ostseeflotte und stellte die Schiffe unter das Kommando erfahrener Venezianer und Griechen. Ende Mai 1714 stach Admiral Apraxin von Kronstadt aus mit dem Auftrag in See, den weiteren Vormarsch in Finnland zu decken und auf Åland zu landen. Im August 1714 lagen sich die beiden Flotten nördlich der Halbinsel Hanko gegenüber. Nachdem Peter I. persönlich weitere Verstärkung aus dem Baltikum herangeführt hatte, kämpften sich die russischen Galeeren während einer anhaltenden Flaute durch den schwedischen Geschützhagel und enterten die unbeweglichen schwedischen Schiffe. Anschließend landeten die Russen auf den Ålandinseln. Damit herrschte die russische Flotte über die nördliche Ostsee.
Der Sieg der Seeschlacht von Hanko hatte strategische Bedeutung. Die im Finnischen Meerbusen eingesetzten schwedischen Schiffe zogen sich zurück. Kampflos konnten im August 1714 die Ålandinseln eingenommen werden. Zudem sicherte der Sieg auch die Eroberung Südfinnlands, die mit der Wegnahme der Stadt Nyslott (Savonlinna) am 9. August abgeschlossen wurde. Für die russischen Schiffe war jetzt der Bottnische Meerbusen offen. Selbst Angriffe gegen das schwedische Kernland waren jetzt möglich und in Stockholm wurden Maßnahmen zur Verteidigung vor Angriffen zur See ergriffen. Im Herbst 1714 landeten russische Truppen erstmals direkt auf schwedischem Territorium bei Umeå, die Stadt wurde nach kurzem Gefecht von der Garnison aufgegeben. Nach Zerstörung wichtiger militärischer und wirtschaftlicher Anlagen zogen sich die Russen im Oktober wieder nach Finnland zurück. Zum Gouverneur Finnlands wurde Fürst Golizyn ernannt. In die finnische Geschichte ging die Zeit der russischen Besetzung zwischen 1713 und 1721 als Zeit des Großen Unfriedens ein.

## Kampf um die schwedischen Besitzungen in Norddeutschland (1711–1715)

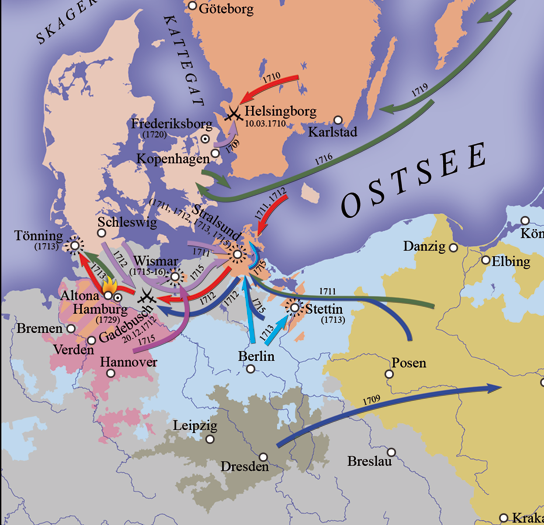
Norddeutscher Kriegsschauplatz zwischen 1711 und 1715

Während Russland 1710 und 1711 die verbliebenen schwedischen Festungen in Livland und Estland erobert hatte und in den Folgejahren auch ganz Finnland unter seine Kontrolle brachte, gestaltete sich die Eroberung der schwedischen Besitzungen in Norddeutschland wesentlich schwieriger. Grund dafür waren die starken Festungsanlagen in Wismar, Stralsund und Stettin. Zudem beherrschten die Schweden die südliche Ostsee und konnten mehrfach Nachschub und frische Truppen anlanden, um die Belagerungsanstrengungen der Alliierten zu durchkreuzen. Die Dänen, Russen und Sachsen mussten ihrerseits lange Anmarschwege in Kauf nehmen. Obwohl die Verbündeten an diesem Schauplatz zum ersten und einzigen Mal koordiniert abgestimmt auftraten, verzögerten Unstimmigkeiten und gegenseitiges Misstrauen ein wirkungsvolleres Vorgehen, so dass sie drei Anläufe benötigten, um die letzten schwedischen Bastionen in Schwedisch-Pommern zu erobern. Erst der Kriegseintritt Hannovers und Preußens 1715 brachte der Koalition endgültig die militärische Oberhand.

### Vergebliche Belagerung von Wismar und Stralsund
Nach dem gescheiterten Invasionsversuch in Schonen 1710 verlagerten sich im Folgejahr die Kriegsbemühungen Dänemarks nach Norddeutschland. Ursprünglich hatte der dänische König Friedrich IV. einen weiteren Angriff auf Schweden von Seeland aus geplant, doch die Pest auf der Insel vereitelte die Durchführung. Daher entschied er sich, seine weiteren Kriegsbemühungen auf die schwedischen Besitzungen in Norddeutschland zu konzentrieren. Die Staaten der Großen Allianz hatten ein starkes Interesse, den Krieg von Deutschland fernzuhalten. So war im Haager Konzert am 31. März 1710 durch Kaiser Joseph I. von Habsburg in Übereinstimmung mit den Niederlanden und Großbritannien die Neutralität der schwedischen und dänischen Besitzungen in Norddeutschland festgelegt worden. Da aber Karl XII. gegen diesen Vertrag protestierte, hielten sich auch die Dänen im Folgenden nicht an die Vereinbarung. Eine dänische Armee von 19.000 Mann sammelte sich in Holstein und startete im Juli den Feldzug. Nach erfolgreichem Vormarsch wurde ab dem 17. August 1711 die Festung Wismar von einem dänischen Einschließungskorps unter Generalleutnant Schönfeld blockiert. Die Bündnispartner König Friedrichs IV., insbesondere August der Starke, konnten diesen jedoch davon überzeugen, alle Bemühungen auf die Eroberung der bedeutenderen Festung Stralsund zu konzentrieren. So nahm die dänische Armee ihren Marsch durch Mecklenburg wieder auf und ließ lediglich ein schwaches Beobachtungs- und Blockadekorps vor Wismar zurück, das die schwedische Enklave nicht erobern konnte. Am 29. August 1711 drangen erstmals dänische Truppen unter dem Kommando ihres Königs bei Damgarten in Schwedisch-Pommern ein. Die Schweden hatten dort nur 8.000 Mann unter Oberst Karl Gustav Düker stehen. Zu den Dänen stießen Anfang September 1711 russische Truppen unter Feldmarschall Menschikow und sächsische unter General Flemming aus Polen. Sie waren durch die brandenburgische Neumark und die Uckermark gezogen und vereinigten sich vor Stralsund mit dem dänischen Heer. Damit gingen die Mitglieder der Nordallianz zum ersten Mal in einer gemeinsamen Operation vor. Die zahlenmäßig unterlegenen Schweden beschränkten sich aufgrund der gegnerischen Übermacht auf die Verteidigung der beiden Festungen Stettin und Stralsund sowie der Insel Rügen.
Ab dem 7. September 1711 kam es zur ersten Belagerung von Stralsund durch die verbündeten Heere, der sich in den Folgejahren weitere anschlossen. Die Besatzung der Schweden bestand aus 9.000 Mann unter dem Kommando von Generalmajor Ekeblad. Der Fortgang der Belagerung stockte aber, da es der alliierten Belagerungsarmee an schwerer Artillerie und Nahrungsmitteln für die rund 30.000 Mann starke Truppe fehlte. Grund dafür waren Abstimmungsschwierigkeiten zwischen den Alliierten. Erst Anfang November erreichten einige Schiffe mit der angeforderten Artillerie das Belagerungsheer, das zu diesem Zeitpunkt bereits hohe Ausfälle aufgrund von Krankheiten und Hunger hatte. Die Schweden besaßen im südlichen Teil der Ostsee immer noch die Seeherrschaft und konnten so vom gegenüberliegenden Flottenstützpunkt in Karlskrona die belagerte Festung wirksam entsetzen. Am 4. Dezember stach die schwedische Flotte, bestehend aus 24 Linienschiffen und vier Fregatten, mit diesem Auftrag von Karlskrona aus in See. Am 8. Dezember 1711 setzte sie bei Perth auf Rügen zur Unterstützung Stralsunds 6.000 Schweden an Land. Friedrich IV. gab die Hoffnung auf eine baldige Eroberung auf und zog sich am 7. Januar 1712 mit den verbliebenen Kräften nach Wismar und Mecklenburg zurück. Während der siebzehnwöchigen Belagerung Stralsunds hatte er mehr als ein Drittel seiner Truppenstärke eingebüßt. Vor Wismar gelang den Dänen zwar ein Sieg im Gefecht bei Lübow gegen einen großangelegten Ausfall der schwedischen Garnison. Aber nachdem die Festung von der Seeseite aus weitere 2.000 Mann Verstärkung aus Schweden erhalten hatte, zogen sich auch dort die Dänen in die Winterlager nach Mecklenburg zurück.

### Eroberung von Bremen-Verden
Dänemark konzentrierte sich in der Feldzugsaison 1712 auf das schwedische Reichsterritorium Bremen-Verden, während Russland und Sachsen Schwedisch-Pommern angriffen. 1712 marschierte die 12.000 Mann starke dänische Armee in das schwedische Herzogtum Verden ein. Dieses weit entfernte schwedische Besitztum war nur sehr schlecht geschützt. Im Hauptort Stade verfügte der schwedische Gouverneur Graf Mauritz Vellingk zwar über 2.200 Mann sowie eine unzuverlässige Landmiliz. Die Stimmung der einheimischen Bevölkerung war aber aufgrund der jahrelangen Rekrutierungen zunehmend schwedenfeindlich, so dass ein Aufstand ausbrach, der nur mit Waffengewalt niedergeschlagen werden konnte. Da der Kurfürst von Hannover dem dänischen Heer den Durchmarsch durch sein Land verwehrte, setzten die vorstoßenden Dänen ihre Truppen am 31. Juli 1712 mit 150 Schiffen bei Brockdorf und Drochtersen über die Elbe. Buxtehude und die Schwingerschanze stellten keine Hindernisse dar, und nachdem sächsische Artillerie eingetroffen war, rückte die dänische Armee vor Stade. Am 6. September 1712 wurde die Stadt den Dänen übergeben. Am 1. Oktober 1712 fiel auch das Bremerland. Damit war ganz Bremen-Verden von Dänemark erobert.
Ottersberg und Verden wurden von Kurhannover besetzt, das nicht zulassen wollte, durch den dänischen Machtzuwachs erneut vom Meer abgeschnitten zu werden. Deshalb lag es im Interesse Hannovers, seine Ansprüche auf das gesamte Gebiet für spätere Friedensverhandlungen anzumelden. Das hannoversche Herrschergeschlecht der Welfen versuchte, Dänemark auf diplomatischem Weg zu einem Verzicht auf die Herzogtümer zu bewegen. In den sich anschließenden langwierigen Verhandlungen konnte zunächst kein Durchbruch erzielt werden, da Dänemark auf hohe finanzielle Entschädigungen drängte. Erst als Georg I. Ende 1714 englischer König wurde und eine Großmacht mit einer starken Flotte hinter sich hatte, kam Bewegung in die Verhandlungen. Großbritannien beteiligte sich zwar nicht direkt am Krieg, leistete den nordischen Alliierten jedoch durch seine Flottenpräsenz in der Ostsee indirekt Hilfe. Als Preußen Hannover in einem Bündnisvertrag am 27. April 1715 den Besitz Bremen-Verdens zusicherte, konnte sich Dänemark dem diplomatischen Druck in der antischwedischen Koalition nicht mehr versagen und trat am 2. Mai 1715 Bremen-Verden gegen eine hannoversche Ausgleichszahlung ab.

### Schwedischer Feldzug nach Holstein

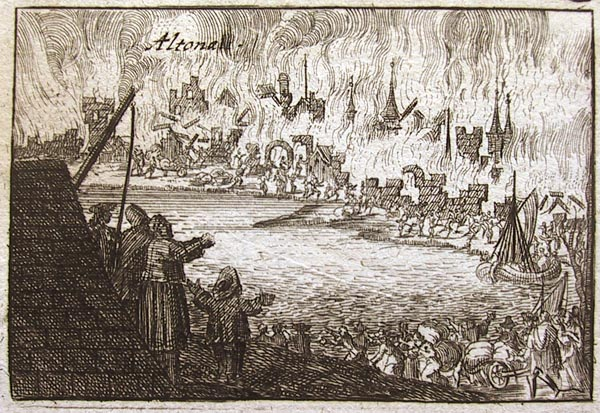
Das dänische Altona wird während Stenbocks Kampagne 1713 niedergebrannt.

Russlands Kriegsbemühungen richteten sich im Feldzugsjahr 1712 zunächst auf Stettin, mit dessen Eroberung man hoffte, das an der Odermündung interessierte Preußen zum Kriegseintritt gegen Schweden zu bewegen. Hierzu zogen im Juni 1712 die Russen 40.000 Mann vor der Stadt zusammen. Dänemark wollte den Angriff durch Überstellung seiner Belagerungsartillerie unterstützen; die eigene konnte von der russischen Armee wegen des weiten Anmarschweges nicht mitgeführt werden. Aufgrund der Verzögerungen beim Transport der dänischen Mörser und Kanonen hob Feldmarschall Menschikow aber die Blockade auf und zog weiter gegen Stralsund, für dessen zweite Belagerung 7.000 Sachsen und 38.000 Russen aufgeboten wurden. In Schweden waren unterdessen neue Anwerbungen getätigt worden, um den Krieg auf deutschen bzw. polnischen Boden zu tragen und so die bedrängten Festungen in Schwedisch-Pommern zu entlasten. Am 3. September lief die schwedische Flotte von Karlskrona mit 24 Linienschiffen, drei Fregatten und 130 Transportschiffen mit 10.000 Mann aus. Wenige Tage später landete der zum Feldmarschall beförderte Magnus Stenbock mit dem schwedischen Heer auf Rügen. Der Großteil der Transportschiffe wurde jedoch am 28. September 1712 von der dänischen Kriegsflotte zerstört (→ Seeschlacht vor Rügen), da die schwedischen Kriegsschiffe von den Dänen ausmanövriert wurden und sie die unbewaffnete Transportflotte schutzlos zurückließen. Durch diesen Verlust war die Versorgung der angelandeten schwedischen Truppen unterbrochen, und auch der geplante zweite Transport mit weiteren 6.000 Mann, der Artillerie und dem Tross konnte nicht mehr stattfinden. Nachdem die schwedischen Soldaten sich auf Rügen etwas erholt hatten, wurden sie nach Stralsund gebracht.
Durch die Landung der schwedischen Truppen musste die Belagerung Stralsunds durch die Alliierten erneut abgebrochen werden. Die Stadt war aber nicht in der Lage, ein so großes Heer längerfristig zu versorgen. Weil ein Rücktransport ebenfalls unmöglich war, musste Stenbock den Ausbruch wagen, um die Koalitionsverbände aus Pommern zurückzudrängen und den Krieg nach Mecklenburg und Holstein zu verlagern. Da die sächsischen und russischen Truppen während der Blockierung Stralsunds Gräben von Greifswald bis nach Tribsees gezogen hatten, war ein Durchbruch der Schweden in Pommern jedoch nicht möglich und so musste sich Stenbock den Weg durch Mecklenburg bahnen. Am 2. November brach er mit 14.000 Mann Infanterie und Kavallerie auf. Der Ausbruch führte über den Pass bei Damgarten über die Recknitz zur pommerschen Grenze. Am 4. November stand die ganze schwedische Armee auf mecklenburgischem Boden. Die dort stehenden dänischen und sächsischen Truppen zogen sich daraufhin zurück. Am 5. November ließ der sächsische Kurfürst, der nach Tribsees und Sülze vorgerückt war, dem dänischen König Friedrich IV. die Lage erklären und um eine Vereinigung der Truppen ersuchen. Diese war aber durch den Vormarsch der Schweden unmöglich geworden. Die schwedische Armee zog weiter nach Rostock und nahm die Stadt ein, da von dort eine bessere Kommunikation mit Wismar, Stralsund und Schweden möglich war. Die sächsischen und russischen Truppen waren den Bewegungen Stenbocks gefolgt und zogen nach Güstrow. Bei Unterhandlungen der Kriegsparteien wurde ein vierzehntägiger Waffenstillstand vereinbart, der von den Alliierten dazu genutzt werden sollte, die schwedische Armee einzukreisen und Zeit zu gewinnen, da die Dänen bei ihrem Vormarsch noch zurücklagen.
Stenbock sah die Notwendigkeit, die Gegner einzeln anzugreifen, bevor sie sich vereinigen konnten. Aus der Garnison in Wismar trafen weitere Verstärkungen für die geplante Unternehmung ein. Als Stenbock von dem Nahen der dänischen Armee unter Friedrich IV. hörte, beschloss er, zuerst die dänische Armee anzugreifen, noch ehe sie sich mit den Sachsen und Russen vereinigen könnte. Er gab deshalb Befehl, nach Neukloster zu marschieren. Nach dem Feldzug in Bremen-Verden und infolge weiterer Verluste durch Krankheiten und Desertionen bestand die dänische Armee nur noch aus 17 Bataillonen Infanterie unter Sollstärke, 46 Schwadronen Kavallerie und 17 Stück leichter Artillerie, insgesamt etwa 15.000 Mann, davon 6.000 Reiter. Die Dänen erwarteten sächsische Verstärkung, die aber erst nach Beginn der Schlacht in einer Stärke von etwa 3.000 Mann eintraf.

Schwedische Kavallerie in der Schlacht bei Gadebusch

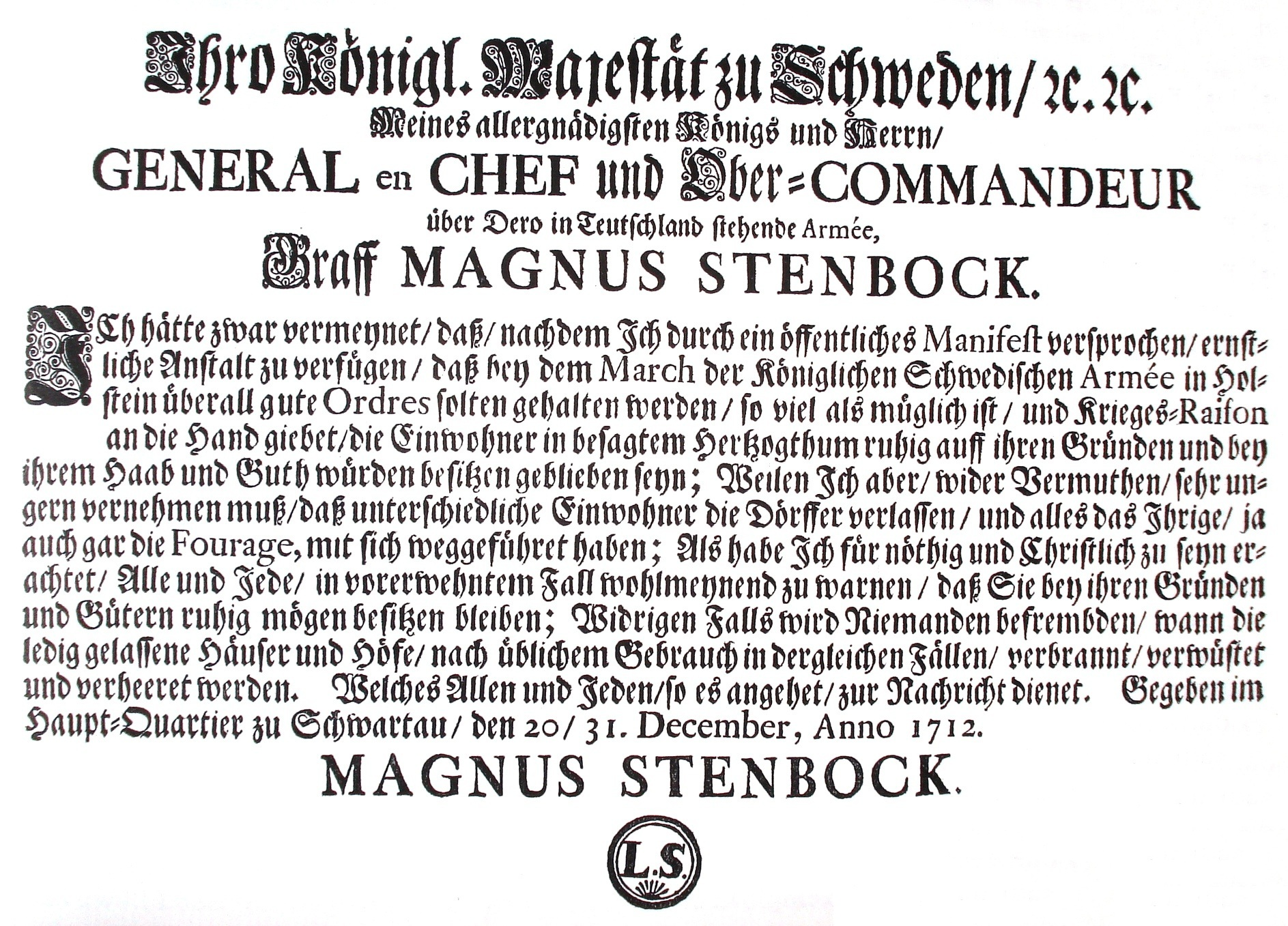
Aufruf von Magnus Stenbock an die Einwohner Schwartaus während dieser dort vom 20. bis 31. Dezember 1712 sein Hauptquartier eingerichtet hatte

In der folgenden Schlacht bei Gadebusch siegte das schwedische Heer am 20. Dezember 1712 gegen die verbündeten Dänen und Sachsen, die 6.000 Mann verloren und einen fluchtartigen Rückzug antraten. Die schwedische Armee hatte in der Schlacht jedoch ebenfalls hohe Verluste erlitten und weiterhin Versorgungsengpässe. Die dänische Infanterie war zwar zerstreut worden, konnte sich jedoch bald wieder reorganisieren und blieb trotz der hohen Verluste operationsfähig. Feldmarschall Stenbock entschied sich deshalb, mit seiner angeschlagenen Armee nach Holstein zu marschieren, da dort eine bessere Versorgungslage zu erwarten war und Dänemark so weiter unter Druck gesetzt werden konnte. Bei dem Vormarsch ließ er im Januar 1713 die Stadt Altona als Vergeltung für den vorherigen dänischen Angriff auf Stade niederbrennen. Anschließend zog er weiter in die dänischen Herzogtümer Schleswig und Holstein. Durch eine Vereinigung der Dänen mit den Sachsen und Russen wurde die Lage für die schwedische Armee in Holstein jedoch unhaltbar. Die russische Armee hatte inzwischen zu den Schweden aufgeschlossen, und der russische Zar Peter I. leitete persönlich diese Unternehmung. Am 31. Januar 1713 drängten russische Truppen das schwedische Heer in die zu Schleswig-Holstein-Gottorf gehörende Festung Tönning. Dort wurde Magnus Stenbock im Februar 1713 mit 11.000 Mann von einer Übermacht dänischer, russischer und sächsischer Truppen eingeschlossen und nach dreimonatiger Belagerung am 16. Mai 1713 zur Kapitulation gezwungen. Der schwedische General verbrachte den Rest seiner Tage in dänischer Festungshaft, wo er sich als Miniaturschnitzer beschäftigte, dessen unnachahmlich filigrane Arbeiten ein handwerkliches Rätsel sind.

### Eroberung von Stettin
Bremen-Verden, Stettin und das ungeschützte Land in Schwedisch-Pommern befanden sich Anfang 1713 unter alliierter Kontrolle. Gleichzeitig gingen russische Streitkräfte offensiv gegen Finnland vor. Mit dem Verlust der Feldarmee unter Stenbock konnten die verbliebenen Kräfte keine Änderung der Situation in Schwedisch-Pommern erwirken. Dafür waren die Kräfte des schwedischen Reiches bereits zu sehr beansprucht. Gottorf schien für Schweden ebenso verloren. Auch Preußen, das sich bisher aus dem Konflikt herausgehalten hatte, wartete nur auf einen günstigen Augenblick zum Kriegseintritt. Um die deutschen Besitzungen für Schweden zu retten, sollten diplomatische Vereinbarungen getroffen werden, mit denen das Schicksal Stettins in die Hand einer dritten, neutralen Macht gelegt werden sollte. Die Abtretungsverhandlungen Schwedens mit Preußen scheiterten aber. Stattdessen führte der neue preußische König Friedrich Wilhelm I. die Verhandlungen über eine Abtretung Stettins mit den Alliierten. Diese marschierten nach dem Ende der Belagerung von Tönning ungehindert aus Holstein wieder nach Pommern ein. Zur Vergeltung für die Zerstörung Altonas wurden Wolgast und Gartz in Schutt und Asche gelegt. Im August 1713 begannen russische und sächsische Einheiten unter Führung des Fürsten Menschikow einen Angriff auf Stettin, das über eine Garnison mit 4.300 Mann verfügte. Die Stadt ergab sich am 19. September 1713, nachdem ein achtstündiges Bombardement der sächsischen Belagerungsartillerie große Teile zerstört hatte. Wenige Tage nach der Übergabe einigten sich die Alliierten mit Preußen im Vertrag von Schwedt, das als neutrale Besatzungsmacht die Stadt übernehmen sollte und gegen Zahlung von 400.000 Reichstalern zukünftig behalten durfte. Nach Zahlung dieser Summe marschierten am 6. Oktober 1713 preußische Truppen in Stettin ein. Im Juni 1713 begann ein sächsisches Heer die dritte Belagerung von Stralsund. Zeitgleich landete ein sächsisch-dänisches Heer auf Rügen, konnte dort aber nicht dauerhaft Boden gewinnen. Aufgrund von Versorgungsengpässen und Abstimmungsschwierigkeiten unter den Alliierten wurde im Oktober auch die Belagerung von Stralsund erneut aufgegeben.

### Der Kriegseintritt von Preußen und Hannover
Schwedisch-Pommern war inzwischen bis auf Stralsund und die Enklave Wismar komplett von den verbündeten Dänen, Russen und Sachsen erobert oder von Preußen als neutraler Macht besetzt. Preußen hatte seine über zehn Jahre betriebene Ausgleichspolitik zwischen den Gegnern beendet, nachdem Friedrich I. den Frieden von Utrecht zur Beendigung des Spanischen Erbfolgekrieges unterzeichnet hatte. Die Berliner Führung nahm daher die Chance wahr, mit den freigewordenen Truppen in die Endphase des Nordischen Krieges einzugreifen, um das alte Ziel der Verdrängung Schwedens von der südlichen Ostseeküste zu erreichen.
Nach dem Tod des ersten preußischen Königs im Februar 1713 wurde die neue Politik auch von seinem Nachfolger Friedrich Wilhelm I. fortgeführt. Er schloss am 22. Juni 1713 mit Dänemark einen Vertrag, der eine gemeinsame Besetzung Vorpommerns vorsah und Preußen den südlich der Peene gelegenen Teil in Aussicht stellte. Am 6. Oktober 1713 kamen auch Russland und Preußen überein, dass Preußen das Gebiet bis zur Peene (mit Usedom und Wollin) zur Verwaltung erhalten sollte. Am 12. Juni 1714 schlossen sie einen Vertrag, der Preußen den Erwerb eines Teils Vorpommerns endgültig zusicherte. Dem gleichen Zweck diente auch ein Bündnis Preußens mit Hannover vom 27. April 1714. Der Kreis der Feinde Karls XII. schloss sich, als Kur-Hannover, das von Dänemark den Besitz Bremen-Verdens zugesprochen bekam, dem russisch-preußischen Abkommen im November 1714 beitrat. Der Kurfürst von Hannover war seit 1714 auch König von Großbritannien und Irland. Nach der Übergabe Bremen-Verdens an Hannover erklärte Preußen, die schwedische Inbesitznahme Usedoms zum Anlass nehmend, am 1. Mai 1715 Schweden den Krieg. Am 15. Oktober folgte die Kriegserklärung Hannovers an Schweden. Das Königreich Großbritannien blieb von dem Krieg ausgeschlossen, der nur die Stammlande Georgs I. betraf.
Die beiden Seemächte England und die Niederlande waren aufgrund des Krieges in großer Sorge um ihren Seehandel in der Ostsee. Nachdem Karl XII. seinen Kaufleuten befohlen hatte, mit allen Feinden den Handel einzustellen, entsandte England im Mai 1715 unter dem Kommando von Admiral John Norris eine britische Flotte in die Ostsee, um die englischen und holländischen Handelsschiffe zu schützen. Die britische Flotte vereinigte sich dort mit holländischen Kriegsschiffen und zwang dadurch die schwedische Kriegsflotte in Karlskrona zur Untätigkeit. Die englisch-holländische Flotte griff auch selbst aktiv in das Kriegsgeschehen ein, indem sich im Juli 1715 acht englische und holländische Schiffe der dänischen Kriegsflotte bei der Belagerung von Stralsund anschlossen.

### Die Rückkehr des Königs

Das schwedische Lager bei Bender, 1711. Nachdem der Sultan Karl XII. und seinen Begleitern Asyl gewährt hatte, wurde südlich der Stadt Bender ein befestigtes Lager errichtet. Im oberen Bildabschnitt ist der König reitend und in Begleitung von Axel Sparre dargestellt.

Weder vor Stralsund noch vor Wismar kam es 1714 zu Kampfhandlungen. Die Sachsen hatten sich aus Pommern zurückgezogen, und Peter I. war mit der Eroberung Finnlands beschäftigt. Dänemark selbst hatte keine finanziellen Mittel für einen neuen Feldzug. Auch in dieser für Schweden äußerst kritischen Lage lehnte Karl XII. mehrere Friedensangebote ab. Nachdem aber keine Aussicht auf einen erneuten Kriegseintritt des Osmanischen Reiches gegen Russland bestand und dieser seit Februar 1713 im Handgemenge von Bender sein Lager von Bender (im heutigen Moldawien) verlassen musste, kehrte Karl im November 1714 in einem fünfzehntägigen Gewaltritt nach Schwedisch-Pommern zurück. Zu der Rückkehr bewogen ihn neben der Aufforderung des Sultans auch die politischen Umwälzungen in Schweden, die eine ernste Gefährdung seiner Herrschaft zu werden drohten. Von der Stadtbevölkerung in Stralsund umjubelt, war unter Verkennung der Lage sein Ziel, die früheren Machtverhältnisse in Pommern wiederherzustellen. Unter seiner Führung wurde dazu der Ausbau der Befestigungsanlagen forciert, an dem bis zu 10.000 Menschen beteiligt waren. Zudem stellte er wieder eine kleine Armee auf, die zwar mangelhaft ausgerüstet, ihm aber treu ergeben war.

### Einnahme der letzten schwedischen Festungen

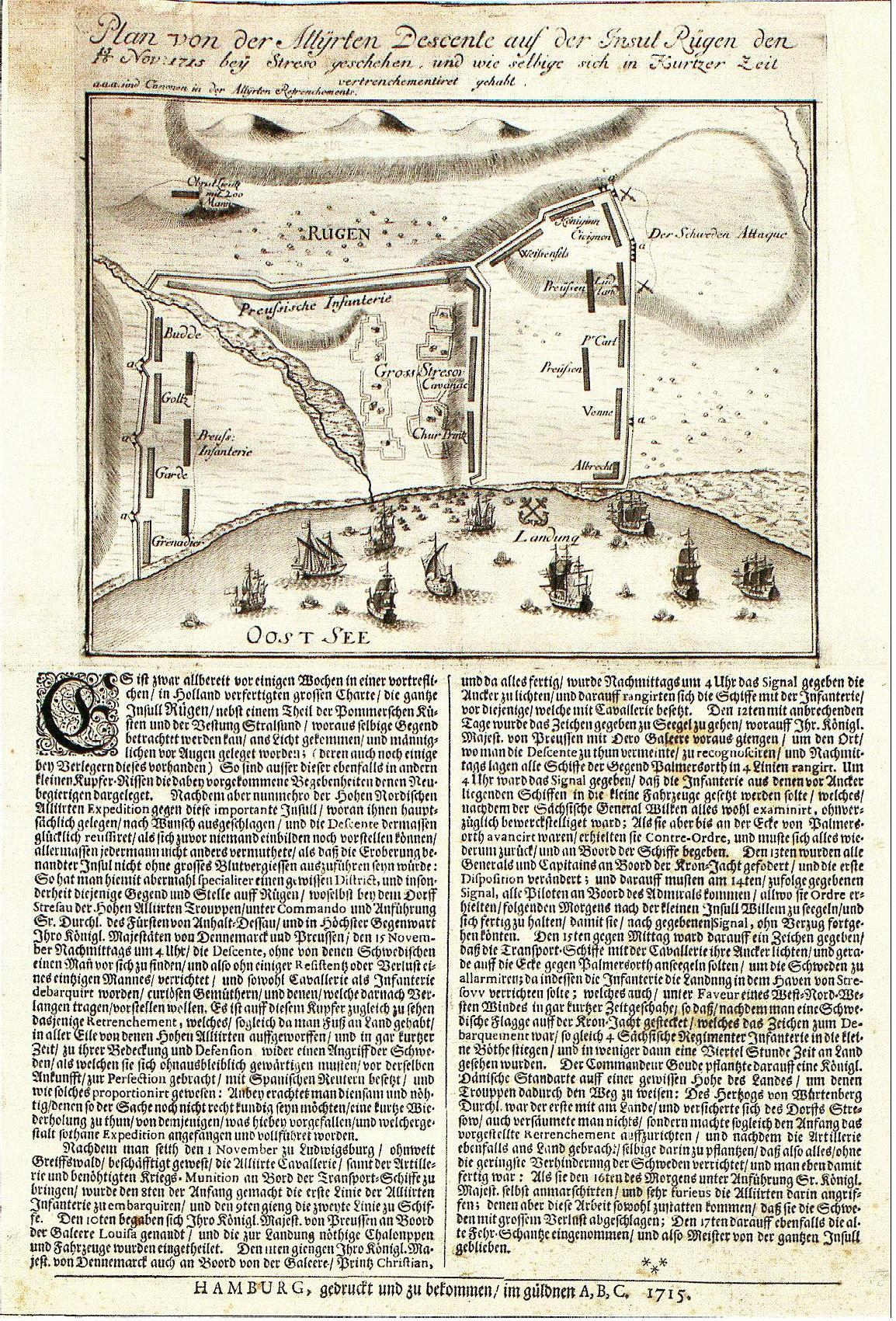
Schematische Darstellung der Landung und Aufstellung der Alliierten bei Stresow und des Angriffspunktes der darauffolgenden schwedischen Attacke

Im Januar 1715 besetzte Karl XII. zur Sicherung der Stralsunder Festung die Süd- und Ostküste Rügens. Am 23. Februar nahm er Wolgast ein, das von einem zwanzig Mann starken preußischen Posten besetzt war. Am 22. April landeten schwedische Truppen auf der Insel Usedom und überrumpelten eine kleine preußische Abteilung.
Daraufhin ließ Friedrich Wilhelm I. den schwedischen Gesandten ausweisen und gab Anweisung zum Beginn des geplanten Pommernfeldzugs. Preußen erklärte am 1. Mai 1715 Schweden den Krieg. Am selben Tag bezog das preußische Heer bei Stettin ein Feldlager, zu dem vierzehn Tage später ein sächsisches Korps von 8.000 Mann unter dem General August Christoph von Wackerbarth stieß. Das Oberkommando des preußischen Kontingents übernahm König Friedrich Wilhelm I. selbst. Unter ihm führte der Feldmarschall Fürst Leopold I. von Anhalt-Dessau das Kommando. In der zweiten Junihälfte trat die dänische Armee den Vormarsch durch Mecklenburg an. Eine dänische Abteilung von vier Bataillonen und zwölf Schwadronen unter dem Kommando des Generalleutnants Friedrich von Legardt schloss Wismar ein, den zweiten Stützpunkt der Schweden auf deutschem Boden mit 2.500 Mann Besatzung. König Friedrich Wilhelm I. verstärkte die Belagerungstruppen durch zwei Bataillone und zwölf Schwadronen unter dem Kommando des Generalmajors George Friedrich von der Albe. Das Belagerungskorps zählte nun etwa 8.000 Mann. Auf See blockierten dänische Schiffe den Zugang zu Wismar.
Am 28. Juni brach die preußisch-sächsische Armee aus ihrem Lager bei Stettin auf. Ohne auf Widerstand zu treffen, gingen die Preußen mittels einer Pontonbrücke bei Loitz und die Sachsen bei Jarmen über die Peene und vereinigten sich Mitte Juli mit den Dänen vor Stralsund. Die Dänen hatten unter dem Kommando des Generalfeldmarschalls Carl Rudolf von Württemberg bei Damgarten die Recknitz überquert und waren ebenfalls auf keine feindliche Gegenwehr gestoßen.

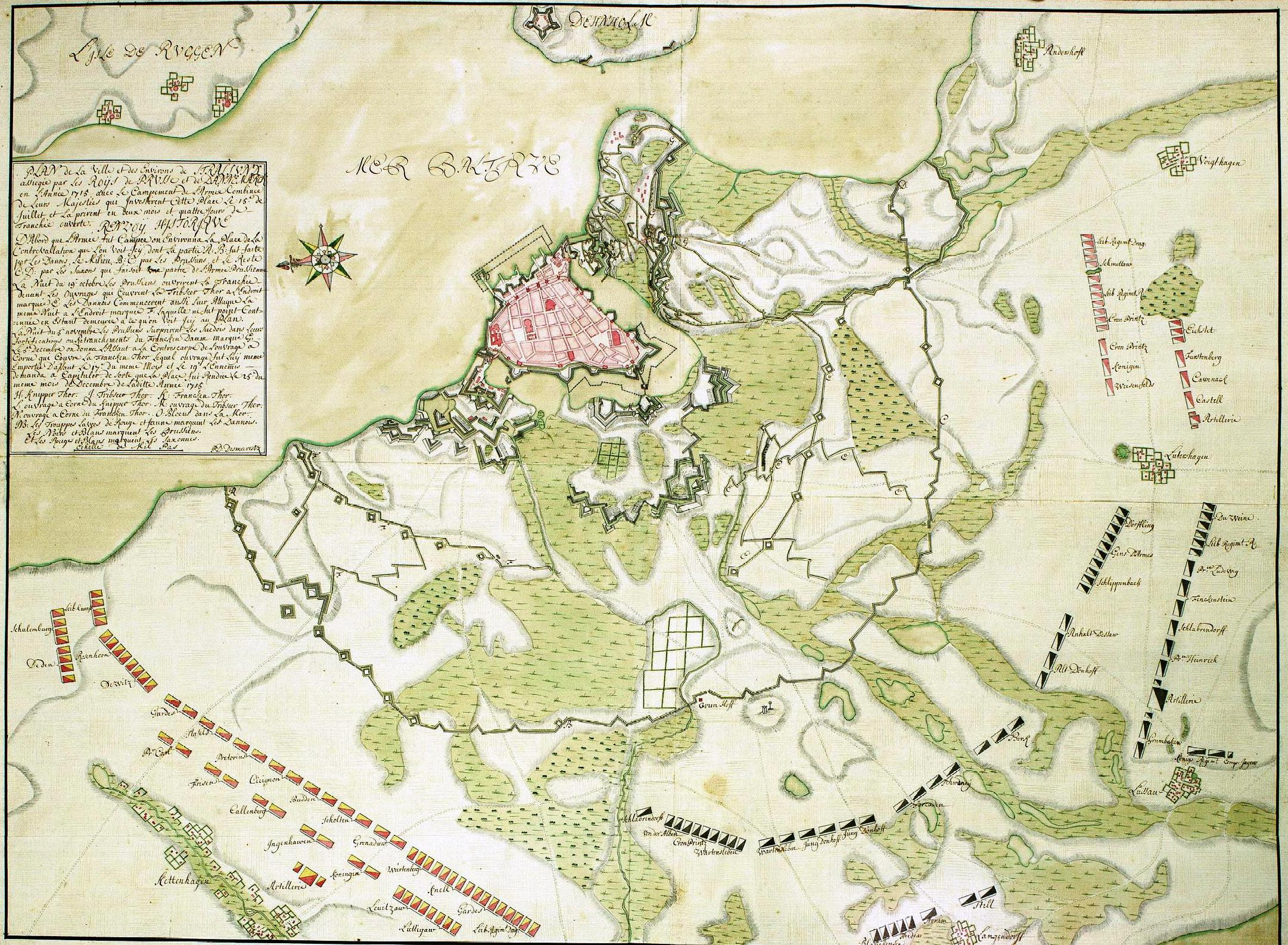
Schematische Darstellung der Belagerung von Stralsund 1715

Karl XII. hatte zuvor seine noch in Pommern verbliebenen Truppen nach Stralsund zurückgenommen, da er es aufgrund der numerischen und qualitativen Überlegenheit der alliierten Kräfte nicht auf eine Entscheidung in einer Feldschlacht ankommen lassen wollte. Am 12. Juli 1715 vereinigten sich die drei alliierten Heere vor Stralsund und begannen mit der Belagerung. Ein schwedisches Geschwader, das bei Ruden vor der Peenemündung operierte, wurde am 8. August 1715 in der Seeschlacht bei Jasmund von der inzwischen vollständig eingetroffenen dänischen Kriegsflotte geschlagen. Als Folge des Seegefechts war die Kraft der Schweden zur See gebrochen und ihre Flotte musste sich dauerhaft nach Karlskrona zurückziehen. Den Alliierten gelang am 17. November die Eroberung Rügens, womit die Lage der Schweden in der belagerten Stadt nahezu aussichtslos wurde. Nach monatelanger Belagerung Stralsunds ergaben sich die eingeschlossenen Schweden am 23. Dezember 1715. König Karl konnte im letzten Moment unter glücklichen Umständen in einem Fischerboot über die Ostsee nach Schweden entkommen. Die Belagerung Wismars, zu der am 2. November noch zwei Bataillone und vier Schwadronen der Kurhannoverschen Armee eintrafen, zog sich den Winter über hin und führte bei den Belagerungstruppen wegen der strengen Kälte zu großen Beschwerden. Nach zehnmonatiger Belagerung wurde schließlich am 19. April 1716 Wismar durch preußische und hannoversche Truppen eingenommen. Damit fiel auch der letzte schwedische Besitz in Norddeutschland.

## Die Endphase des Kriegs (1716–1721)
Nach seiner Rückkehr nach Schweden unternahm Karl XII. mehrere Kriegszüge nach Norwegen. In der Ostsee dominierte inzwischen die russische Marine und führte Störaktionen gegen die schwedische Küste durch. Insgesamt war die Endphase des Krieges jedoch mehr von diplomatischen Verwerfungen der Allianzpartner als von militärischen Aktionen gekennzeichnet. Die an den europäischen Höfen sehr bewusst wahrgenommene durch die russischen Siege über Schweden ausgelöste Verschiebung der Machtverhältnisse erweckte unter den etablierten europäischen Großmächten Befürchtungen über eine mögliche russische Vorherrschaft im Ostseeraum. England zeigte sich hierbei als größter Gegner einer russischen Machtdominanz in Nordeuropa. Da Zar Peter zeitweise große Truppenkontingente in Dänemark, Mecklenburg und Polen unterhielt, schlossen sich das Heilige Römische Reich, die Niederlande, Frankreich, Sachsen und Dänemark der englischen Linie an.
Karl XII. versuchte die Spannungen zwischen seinen Kriegsgegnern zu nutzen und verhandelte mit beiden Seiten über Friedensschlüsse. Die Ernsthaftigkeit dieser Vorstöße wird von Historikern aber bezweifelt. So glaubte Karl bis zuletzt, den Krieg mit militärischen Mitteln zu einem für Schweden noch günstigen Ende zu bringen. Erst nach seinem Tod 1719 wandte sich Schweden vollständig England zu, schloss mit Dänemark, Preußen und Hannover Frieden und hoffte mit Unterstützung Englands, seine an Russland verlorenen Ostseeprovinzen zurückzugewinnen. Aufgrund der Gefahr eines neuen Krieges mit Spanien waren die Mächte jedoch nicht bereit, einen offenen Krieg mit Russland zu wagen, so dass Schweden alleingelassen wurde und zu ungünstigen Bedingungen Frieden mit Russland schließen musste.

### Europäisierung der Ostseefrage
Weitergehende Bemühungen Zar Peters I., in Norddeutschland Fuß zu fassen, bestärkten das Misstrauen der anderen Bündnispartner, woraus sich Verzögerungen und Unstimmigkeiten beim weiteren Vorgehen gegen Schweden ergaben, die den Krieg verlängerten. Georg I., König von England und Kurfürst von Hannover, unterstützte Russland zwar, um mit Bremen-Verden eine Landbrücke nach England zu gewinnen, fürchtete sich aber auch vor einer zu starken Dominanz Russlands in der Ostsee und war deshalb zu einer Kursänderung bereit. Akut wurden die englischen Befürchtungen, als Zar Peter I. am 19. April 1716 einen Bündnisvertrag mit dem Herzog Karl Leopold von Mecklenburg schloss, dem er überdies die Hand der Zarennichte Katharina Iwanowna anbot. Russland erhielt dadurch einen Stützpunkt für seine Armee auf deutschem Boden und gewann Mecklenburg als weiteren Verbündeten gegen Schweden. Im Gegenzug erhielt der Herzog im Konflikt mit der Ritterschaft Hilfe gegen seine Landstände. Im Winter 1716/17 schlugen 40.000 russische Soldaten ihre Quartiere im Herzogtum Mecklenburg-Schwerin auf. Der Zar spielte fortan auch aufgrund seiner verwandtschaftlichen Beziehungen zu Mecklenburg einen wichtigen Teil in der Reichspolitik. Das englische Parlament wollte nun ebenso wie Kaiser Karl VI. das weitere russische Vordringen in den Ostseeraum verhindern, weil es fürchtete, dass Russland den Ostseehandel monopolisieren könnte. Nach Klagen der mecklenburgischen Landstände wegen der fortgesetzten Rechtsbrüche ihres Herzogs verhängte Kaiser Karl VI. 1717 einen Reichsexekutionsbeschluss gegen Karl Leopold von Mecklenburg.

### Bildung einer antirussischen Allianz
Nachdem Karl XII. von Stralsund nach Schweden zurückgekehrt war, nutzte er die alliierten Unstimmigkeiten bei seinen Bemühungen um Wiederherstellung seines Reiches, indem er seine Kräfte gegen Dänemark-Norwegen konzentrierte. Während des Winters 1715/16 plante Karl, über die zugefrorene Ostsee von Schonen nach Seeland zu marschieren. Der Winter fiel aber mild aus, so dass dieser Plan nicht umsetzbar war. So entschied er sich, gegen die dänische Provinz Norwegen zu ziehen. Er konnte zwar das von seinen Einwohnern verlassene Christiania (das heutige Oslo) im dänisch kontrollierten Norwegen erobern und zog dann gegen Fredrikshald, aber nach der Verbrennung seiner Flotte durch die Dänen musste er im Juli nach Schweden zurückkehren, womit der Norwegenfeldzug von 1716 scheiterte.
Die Invasion Norwegens ermutigte Kopenhagen, erneut in Schweden einzudringen. Der Plan einer gemeinsamen russisch-dänischen Invasion wurde bereits seit einiger Zeit diskutiert. Im Februar 1716 präsentierte Peter I. bei seiner zweiten Europareise in Altona einen detaillierten Invasionsplan. Russische Truppen sollten bis Seeland transportiert werden. Von dort sollte zusammen mit dänischen Truppen in Schweden eingefallen werden, unterstützt durch eine britische Flotte.

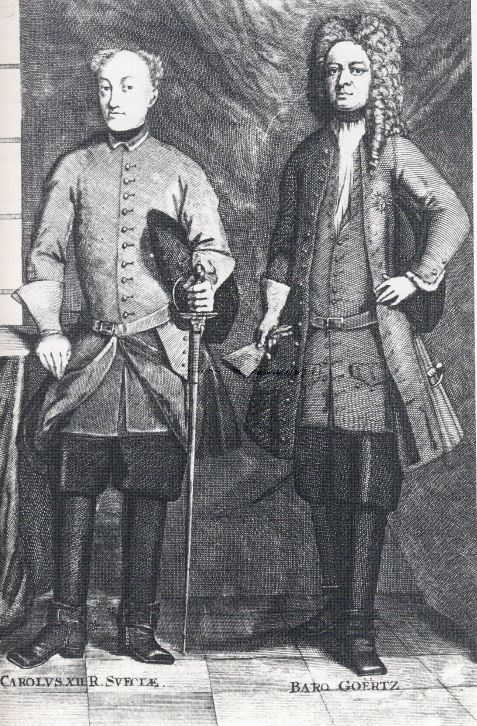
Georg Heinrich von Görtz (rechts) gewann in den letzten Regierungsjahren (1715–1718) Karls XII. großen Einfluss auf die schwedische Außenpolitik. Er befürwortete einen Ausgleich mit Russland.

Die diplomatischen Verwerfungen, die im Wesentlichen durch die russischen Aktivitäten in Mecklenburg verursacht wurden, störten den Invasionsplan jedoch und schürten das Misstrauen der Verbündeten gegen den Zaren. An den europäischen Höfen wurde vermutet, dass Peter einen Separatfrieden mit Schweden geschlossen hatte und die Invasionspläne lediglich als Maske für eine Ausweitung der russischen Stützpunkte in Deutschland nutzen wollte. Bei einem Treffen Peters I. und Friedrichs IV. am 28. Mai 1716 in Hamm und Horn bei Hamburg wurden die Invasionspläne weiter vertieft. Im September 1716 wurde eine 30.000 Mann starke Armee auf preußischen Schiffen von Warnemünde in Mecklenburg aus nach Seeland verschifft. Dort stand bereits eine 24.000 Mann starke dänische Armee. Die dänische Kriegsflotte, bestehend aus 24 Linienschiffen, wurde durch die russische Kriegs- und Galeerenflotte sowie britische und holländische Flottengeschwader verstärkt. Die alliierte Invasionsflotte, bestehend aus 67 Linienschiffen und Fregatten, stand nun für die Invasion Schonens bereit. Doch dann sagte der Zar, der sich gerade wieder auf Europareise befand, die schon fest geplante Landung überraschend ab und weckte dadurch erneut das Misstrauen der Verbündeten, die weiter argwöhnten, dass sich Peter I. lediglich im Reich festsetzen wollte. Nachdem der Versuch des Zaren, bei einem Aufenthalt in Paris ein französisch-russisches Bündnis zu schmieden, erfolglos blieb, führte eine diplomatische Offensive Englands Russland endgültig in die außenpolitische Isolation. Um Januar 1717 schloss Georg I. eine Tripelallianz zwischen Großbritannien-Hannover, den Niederlanden und Frankreich. Hannover und Dänemark zogen sich aus der nordischen Koalition zurück. Im März 1717 erteilte das englische Parlament die Zustimmung zum Einsatz der Flotte zur Durchsetzung der neuen englischen Außenpolitik. Die Tripelallianz wurde im August 1718 um Österreich ergänzt, das mit dem Osmanischen Reich gerade Frieden geschlossen hatte. Die nun formierte Quadrupelallianz wurde durch den Vertrag von Wien im Januar 1719 erweitert, mit dem sich Sachsen, England-Hannover und Österreich zusammenschlossen, um Russland aus Polen-Litauen zurückzudrängen, das dort eine 35.000 Mann starke Armee unterhielt.

### Beginn russisch-schwedischer Friedensunterhandlungen
Während sich 1717 diplomatische Umwälzungen vollzogen, brachte das Jahr für alle Kriegsparteien militärisch eine Ruhepause. König Karl entwickelte trotz aller Niederlagen und der erdrückenden Übermacht seiner Feinde ständig neue Ideen und Pläne. Georg Heinrich von Görtz, der engste Berater Karls in dessen letzten Jahren, witterte eine Chance, mit den Russen zu einem Separatfrieden zu gelangen, um im Gegenzug freie Hand für Rückeroberungen in Norddeutschland und Dänemark zu haben.
Auf einem Treffen mit Zar Peter im Lustschloss Het Loo in Holland im August 1717 konnte Görtz wesentliche Vorbehalte des Zaren gegen eine Annäherung ausräumen, und im folgenden Jahr kam es ab Mai 1718 zu Friedensverhandlungen auf den Alandinseln. Verhandlungsführer waren bei den Schweden Görtz und Carl Gyllenborg, bei den Russen der Westfale Heinrich Ostermann und der schottische General James Bruce. Der schwedische Plan sah vor, dass Russland alle seine Besitzungen bis auf Finnland behalten, dafür aber Norwegen und Hannover den Schweden zufallen sollten. Ferner sollte eine Landung in Schottland eine Rückkehr der Jakobiten auf den dortigen Thron vorbereiten.

### Der Tod des Königs

Belagerung von Frederikshald 1718
Kupferstich aus dem Theatrum Europaeum

Der Leichnam Karls XII. wird überführt
G. Cederström Krusenberg, 1884

Die alliierten Unstimmigkeiten ließen in Stockholm neue Hoffnung auf einen günstigen Friedensschluss keimen. Der Beginn des neuen Norwegenfeldzuges sollte dem Zaren wie den Engländern die scheinbar ungebrochene Kraft Schwedens demonstrieren. Während Karl selbst mit dem Hauptheer gegen Frederikshald zog, musste General Armfeld mit einer anderen Abteilung nördlich über die Kiölen gegen Trondheim ziehen, um die Verbindung zwischen den Landesteilen abzuschneiden. In Schweden traf der Feldzug allerdings auf allgemeine Missbilligung. Das Land war am Ende seiner Kräfte, in Stockholm wurden sogar Verhungerte auf den Straßen gefunden. Auch viele Offiziere und Soldaten litten Hunger, und der größere Teil des schwedischen Heeres hatte zerrissene Kleider. Als König Karl XII. am 30. Novemberjul. / 11. Dezember 1718greg. bei der Belagerung von Frederikshald in vorderster Linie einer feindlichen Kugel zum Opfer fiel, war der Nordische Krieg mit einem Schlag so gut wie beendet. Gleich nach dem Tod des Königs hob sein Schwager Prinz Friedrich die Belagerung auf und führte das Heer nach Schweden zurück.
Der Feldzug nach Trondheim endete ebenfalls in einer Katastrophe. Als Armfeldt auf die Nachricht vom Tod des Königs am 12. Januar 1719 den Rückzug nach Schweden befahl, setzte auf dem Öyfjell ein so heftiger Schneesturm ein, dass 3.700 der 5.800 Soldaten erfroren. Der Untergang von Armfeldts Armee ging als Todesmarsch der Karoliner in die Geschichte ein.
Mit dem Tod Karls XII. endete die schwedische Linie des Hauses Wittelsbach im Mannesstamm. Nach ihm bestieg seine Schwester, Ulrika Eleonore, den Thron. Ihre Krönung war von der Bedingung abhängig gemacht worden, dass sie eine neue Verfassung akzeptierte, die die absolutistische Monarchie auflöste und die Legislativgewalt dem aus Vertretern der vier Stände (Adel, Klerus, Bürger und Bauern) bestehenden Reichstag übertrug. Die Exekutivgewalt lag bei einem Geheimkomitee der ersten drei Stände. Auf diese Weise hatte die anti-russisch eingestellte Aristokratie wieder die Regierung des Landes in der Hand, eine Machtposition, die sie mehr als 50 Jahre beibehielt. Nach dem Verzicht seiner Frau erlangte Friedrich von Hessen-Kassel, der Gemahl Ulrika Eleanoras und Schwager Karls XII., die schwedische Krone, blieb aber in der Folge vom Reichsrat abhängig. Mit einem Schlag änderte sich der außenpolitische Kurs. Auf Rat von französischen und englischen Gesandten wurden die Verhandlungen mit Russland abgebrochen; stattdessen wurden unter Vermittlung Frankreichs die Friedensverhandlungen mit Großbritannien-Hannover, Preußen und Dänemark vorangetrieben. Es zeichnete sich nun eine starke europäische Allianz gegen Russland ab, deren Umrisse deutlich wurden, als der Kaiser im Februar 1719 das Kurfürstentum Hannover mit der Ausführung der zwei Jahre zuvor verhängten Reichsexekution beauftragte und 12.000 welfische Soldaten den Herzog Karl Leopold aus Mecklenburg verjagten.

### Frieden mit Hannover-England, Preußen und Dänemark

Abbild der letzten Seite des Präliminarfriedens zu Stockholm zwischen Hannover-Großbritannien und Schweden vom 19. November 1719

Mit Hannover-England schloss Schweden nach langwierigen Verhandlungen als erstes Frieden. Noch 1718 hatte sich der schwedische König nur zu einer Abtretung eines kleinen Teils von Bremen-Verden bereit erklärt, nicht jedoch der gesamten Herzogtümer Bremen und Verden. Erst durch seinen Tod Ende 1718 war der Weg für erfolgversprechende Friedensverhandlungen frei, die im Mai 1719 in Stockholm begannen. Streitpunkte waren die Höhe der Ablösesumme für Bremen-Verden, das Ausmaß der künftigen Verluste Schwedens in Pommern sowie der Einsatz der englischen Flotte zum Schutz Schwedens gegen einen russischen oder dänischen Angriff.
Schweden stand gleichzeitig unter starkem militärischen Druck Russlands. So errang die russische Flotte am 24. Mai 1719 ihren ersten Sieg in der offenen Seeschlacht bei Ösel. Um Schweden zur Unterzeichnung des Friedensvertrags zu zwingen, entschied sich Peter I. zu einer Landeoperation im schwedischen Kernland. Gleichzeitig erfolgte im August 1719 eine Landung südlich und nördlich von Stockholm. An der Operation waren 20 Linienschiffe, einige hundert Ruderschiffe sowie 26.000 Mann Landungstruppen beteiligt. Im Verlauf der Invasion wurden acht größere Städte zerstört, darunter die damals zweitgrößte Stadt Norrköping. Durch Großadmiral Apraxin ließ Zar Peter die Küste von Westbothnien niederbrennen. 13 Städte, 361 Dörfer und 441 adlige Güter wurden zerstört.
Die russischen Vorstöße beschleunigten die Friedensschlüsse Schwedens mit seinen übrigen Gegnern. Im November 1719 stellte Dänemark die Kampfhandlungen mit Schweden ein. Unter Vermittlung des englischen Bevollmächtigten John Carteret wurde am 22. November 1719 in einem Präliminarfrieden zu Stockholm der Krieg mit Großbritannien beendet. Hannover erhielt gegen eine Zahlung von einer Million Reichstalern die Herzogtümer Bremen-Verden und sagte Schweden indirekt englische Unterstützung zu. Endgültig anerkannt wurde die Abtretung erst im Hamburger Vergleich des Jahres 1729.
Am 21. Januarjul. / 1. Februar 1720greg. kam es nach langwierigen Verhandlungen zwischen Preußen und Schweden zum Frieden von Stockholm. Preußen behielt für eine finanzielle Gegenleistung von 2 Millionen Reichstalern Stettin, die Inseln Usedom und Wollin sowie Vorpommern bis zur Peene. Am 3. Julijul. / 14. Juli 1720greg. beendeten Dänemark und Schweden nach über acht Monaten Unterhandlungen den Krieg im Frieden von Frederiksborg. Dänemark gab Rügen und Vorpommern nördlich der Peene sowie die Herrschaft Wismar an Schweden zurück, das dafür 600.000 Taler bezahlte und auf die Zollfreiheit im Sund verzichtete. Von dem besetzten Gottorf gab Dänemark nur die holsteinischen Teile an Herzog Karl Friedrich zurück, während nun ganz Schleswig unter der dänischen Krone vereinigt wurde.
Zu diesem Zeitpunkt hatte England eine große Koalition gegen Russland aufgebaut, die jedoch nicht ausreichte, um die Kriegshandlungen im Norden zu beenden. Preußen und Sachsen tendierten dazu, von Großbritannien wieder abzurücken, um sich erneut dem Zaren zuzuwenden. Auch der Kaiser in Wien wurde aufgrund der anhaltenden Besetzung Mecklenburgs durch welfische Truppen unruhig.

### Frieden mit Russland

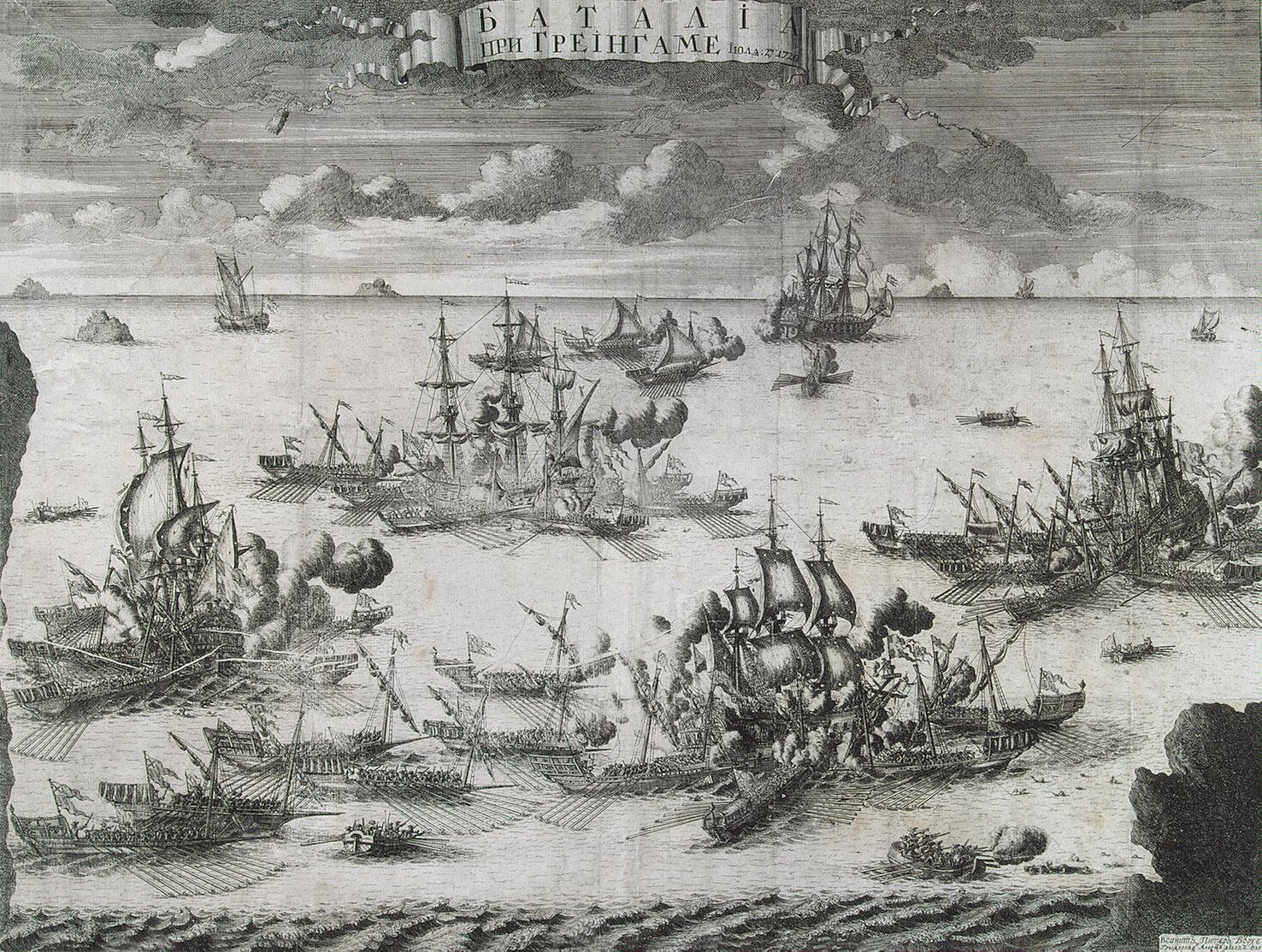
Seeschlacht bei Grönham am 7. August 1720

Die Entscheidung Englands, seine in der Ostsee unter dem Kommando von Admiral Norris segelnde Flotte gegen Russland einzusetzen, blieb im Ergebnis hinter den Erwartungen zurück. Die englischen Geschwader konnten den russischen Schiffen nicht bis in den Golf von Finnland folgen. Der englischen Flotte gelang es auch nicht, die russischen Angriffe auf das schwedische Festland zu unterbinden. Am 7. August 1720 wurde ein schwedisches Geschwader in der Seeschlacht bei Grönham von einem russischen geschlagen, und 1721 wurde Stockholm selbst nur durch die Ankunft einer britischen Flotte vor einem russischen Angriff gerettet. Großbritannien erkannte nun, dass es außer Stande war, eine wirksame Kriegskoalition gegen Russland zu bilden. Preußen hielt einen strikten Neutralitätskurs ein, und auch die anderen englischen Initiativen an den Höfen in Wien und Warschau blieben erfolglos. Daher drängte nun auch das Vereinigte Königreich darauf, so schnell wie möglich Friedensverhandlungen mit Russland aufzunehmen. Infolge einer Spekulationskrise war es für den britischen König Georg I. nun auch nicht mehr möglich, die Schweden finanziell zu unterstützen. Somit blieb dem ohne Unterstützung dastehenden Schweden nichts anderes übrig, als unter französischer Vermittlung in direkte Friedensverhandlungen mit Russland einzutreten, die ab dem 28. April 1721 in Nystad, einem kleinen finnischen Städtchen unweit von Åbo, begannen.

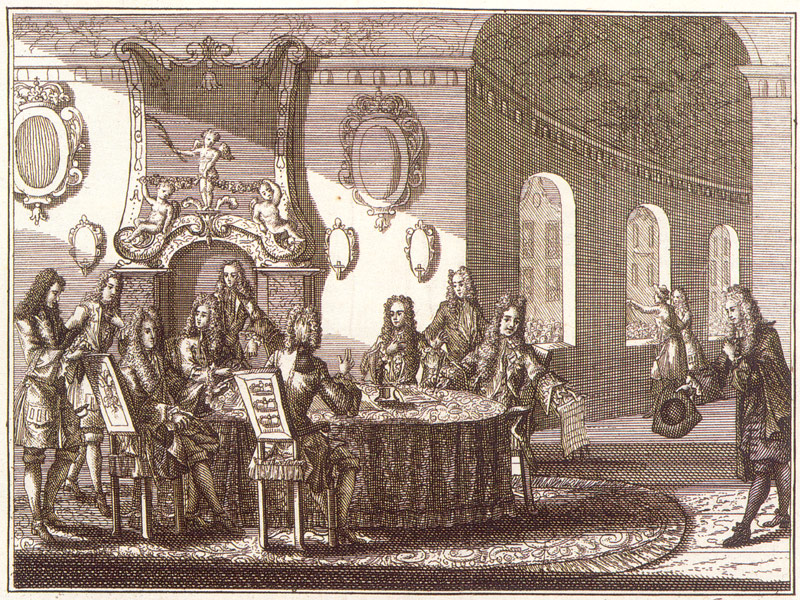
Die Unterzeichnung des Friedensvertrags von Nystadt am 20. August 1721. Radierung, 1721

Am 10. September 1721 trat Schweden im Friedensvertrag von Nystad die Gebiete Ingermanland, Livland, Estland, die Inseln Ösel und Dagö sowie Südkarelien an Russland ab. Dafür erhielt es Finnland zurück, das Peter I. 1714 erobert hatte. Zudem leistete Russland Schweden Reparationen in Höhe von 2 Millionen Reichstalern. Schweden erhielt das Recht, in Riga, Reval und Arensburg alljährlich Getreide im Wert von 50.000 Rubel zollfrei aufzukaufen; ausgenommen waren hiervon Jahre der Missernte.
Im Zuge der Friedensverhandlungen am Ende des Krieges bot Königin Ulrika Eleonora am 7. Januar 1720 auch August dem Starken einen Waffenstillstand an. In diesem Angebot wählte sie absichtlich die Anrede „Friedrich August“ und drückte damit aus, dass der sächsische Kurfürst nach der Wiederwahl 1710 von Schweden nach wie vor nicht als polnischer König anerkannt war. Obwohl August II. mit einer Revision des Altranstädter Friedens die Anerkennung seiner polnischen Königswürde zu verknüpfen hoffte, kam es jedoch zu keinem Abschluss. An den den Großen Nordischen Krieg beendenden Friedensschlüssen war Sachsen-Polen, obwohl aktive Kriegspartei, damit nicht beteiligt. Eine beiderseitige Bekräftigung des faktischen Friedenszustandes zwischen Sachsen und Schweden fand erst im April 1729 statt. Der polnische Sejm hatte zuvor 1726 zu Grodno beschlossen, in Friedensgespräche mit Schweden einzutreten und frühere Friedensabkommen, in erster Linie den Vertrag von Oliva, zu bestätigen. Nach einer ersten Absichtsbekundung 1729 begannen erneut Verhandlungen, in deren Verlauf Schweden im Februar 1730 und Polen im September 1732 Entwürfe vorlegten, die in einer beidseitigen Friedensdeklaration mündeten.

## Folgen und Auswirkungen des Krieges
Der Krieg hatte gravierende Auswirkungen auf die Bevölkerungsentwicklung im schwedischen Reich. Auf fünf Frauen kamen zuletzt nur noch drei Männer, was dazu führte, dass vorwiegend Frauen die landwirtschaftliche Arbeit übernehmen mussten. Finnland hatte die höchsten Verluste erlitten und 16 Prozent seiner Bevölkerung eingebüßt. In Schweden betrug der Blutzoll zehn Prozent. Finnland war so schwer betroffen, dass der schwedische Gouverneur für sechs Jahre darauf verzichtete, Steuern zu erheben.

Territoriale Änderungen in Nord-, Ost- und Mitteleuropa aufgrund der Friedensverträge von Nystad (1721), Stockholm (1719/1720) und Fredericksborg (1720):

Der Große Nordische Krieg hatte eine grundlegende Verschiebung im europäischen Mächteverhältnis zur Folge. Schweden verlor seine Besitzungen im Baltikum und in Deutschland (bis auf Wismar und Vorpommern nördlich der Peene), wodurch auch an Weser- und Elbemündung der Westfälische Frieden mit der Verdrängung der deutschen Staaten von den Meeren revidiert wurde. Dadurch verlor Schweden seine Stellung als nordische Großmacht, auch wenn manche in Schweden dies noch nicht wahrhaben wollten – so wurde 1741 ein Krieg gegen Russland vom Zaun gebrochen, der in einem weiteren Desaster endete. In Schweden schloss sich bis 1772 die so genannte Freiheitszeit an – eine Epochenbezeichnung, die sich auf die Überwindung der absoluten Königsherrschaft bezieht. Fortan hatten die Stände das Sagen.
An die Stelle Schwedens als nordische Großmacht trat fortan das Russische Kaiserreich, das nicht nur zur neuen Vormacht an der Ostsee aufstieg, sondern auch eine entscheidende Rolle bei der Neuordnung Europas spielte. Der Nordische Krieg hatte dem russischen Volk jedoch das Äußerste an Leistung abverlangt. Zeitweilig wurden 82 Prozent der Staatseinnahmen für den Krieg ausgegeben. Allein zwischen 1705 und 1713 gab es zehn Musterungen, die rund 337.000 Männer zu den Waffen riefen. Die Dienstbedingungen waren dabei so schlecht, dass während des Großen Nordischen Krieges 54.000 russische Soldaten an Krankheiten starben, gegenüber etwa 45.000 tödlich Verwundeten. Peters neue Hauptstadt Sankt Petersburg entstand an der Ostsee, geschützt durch breite Küstengebiete – eine Entwicklung, welche die um ihren Ostseehandel besorgte Seemacht Großbritannien unwillig mit ansehen musste. Mitten im Krieg schuf Peter der Große so die Grundlagen der russischen Großmachtstellung; um den neuen Anspruch zu unterstreichen, ließ er das Russische Zarentum in „Russisches Kaiserreich“ umbenennen und seinen Titel offiziell von „Zar“ in „Kaiser“ (Император, Imperator) ändern. Russland war nach der jahrhundertelangen Entfremdung, bedingt durch die Mongolenherrschaft, wieder ein festes Glied des europäischen Staaten- und Bündnissystems.
Der Krieg entschied auch über das Schicksal von Estland und Livland. Livland und Estland, die fortan zu Russland gehörten, konnten noch lange Zeit ihre innere Autonomie wahren. Kaiser Peter stattete die Stände im Nystädter Frieden 1721 mit völkerrechtlich verbindlichen Privilegien aus, die von allen nachfolgenden Kaiserinnen und Kaisern bis zu Alexander II. (1855) bestätigt wurden. Die Privilegien umfassen: Glaubensfreiheit, deutsche Verwaltung, deutsche Sprache, deutsches Recht. Estland, Livland und Kurland (ab 1795) werden deswegen auch als die „deutschen“ Ostseeprovinzen Russlands bezeichnet.
Mit Russlands Aufstieg war zugleich der Abstieg Polen-Litauens verbunden, das in die politische Anarchie (symbolisiert durch das Liberum Veto) abglitt und in die Einflusssphäre des Zarenreichs geriet, ab 1768 de jure zu einem russischen Protektorat herabsank und bis 1795 von seinen Nachbarn (Preußen, Österreich und Russland) vollständig aufgeteilt wurde. Der Nordische Krieg hinterließ das zu Litauen zählende Gebiet von Belarus vollkommen verwüstet. Das russische Heer verließ das Land erst 1719. Landwirtschaft, Handwerk und Handel lagen am Boden. Infolge der Pest starben Tausende Einwohner, so dass die Bevölkerungszahl von Belarus nahezu um ein Drittel reduziert wurde. Betrug sie 1700 noch 2,2 Millionen Menschen, waren es 1721 nur noch 1,5 Millionen Einwohner.
Der Niedergang Schwedens und Sachsen-Polen-Litauens wiederum befreite Brandenburg-Preußen von zwei starken potentiellen Gegnern in der Region und fiel mit dessen machtpolitischem Aufstieg zusammen, auch wenn auf britische Intervention hin Schweden den nördlichen Teil Schwedisch-Pommerns behalten konnte und im Schlepptau von Großbritannien fortan ein Gegengewicht gegen Brandenburg bilden sollte. Nachdem sie im Verlauf des Großen Nordischen Kriegs in der Reihe der europäischen Staaten machtpolitisch aufgerückt waren, komplettierten Russland und Preußen in den folgenden Jahrhunderten neben Frankreich, Österreich und Großbritannien die Pentarchie der europäischen Großmächte.
Dänemark ging leicht gestärkt aus dem Krieg hervor. Auf dieser Grundlage bahnte sich nun ein Ausgleich zwischen Dänemark und Schweden an, die in dem abgelaufenen Jahrhundert so viele Kriege gegeneinander geführt hatten.
Neben den teilweise drastischen Kriegsauswirkungen auf einzelne Staaten wurde der gesamte Ostseeraum während des Großen Nordischen Krieges im Zeitraum von 1708 bis 1712 von einer Pestepidemie (vgl. Große Pest in Preußen) gewaltigen Ausmaßes heimgesucht. Ausgehend von dem Seuchenzug in Polen erreichte die Pest innerhalb weniger Jahre eine tödliche Dynamik, die bis in den hohen Norden nach Stockholm ausgriff. Wesentlicher Katalysator der Pest war der Große Nordische Krieg, der eine bedeutende Anzahl Menschen innerhalb kurzer Zeit weite Teile Nord- und Osteuropa durchschreiten ließ und so ganz entscheidend zur Ausbreitung der Pest beitrug.

## Kriegsführung und strategische Aspekte

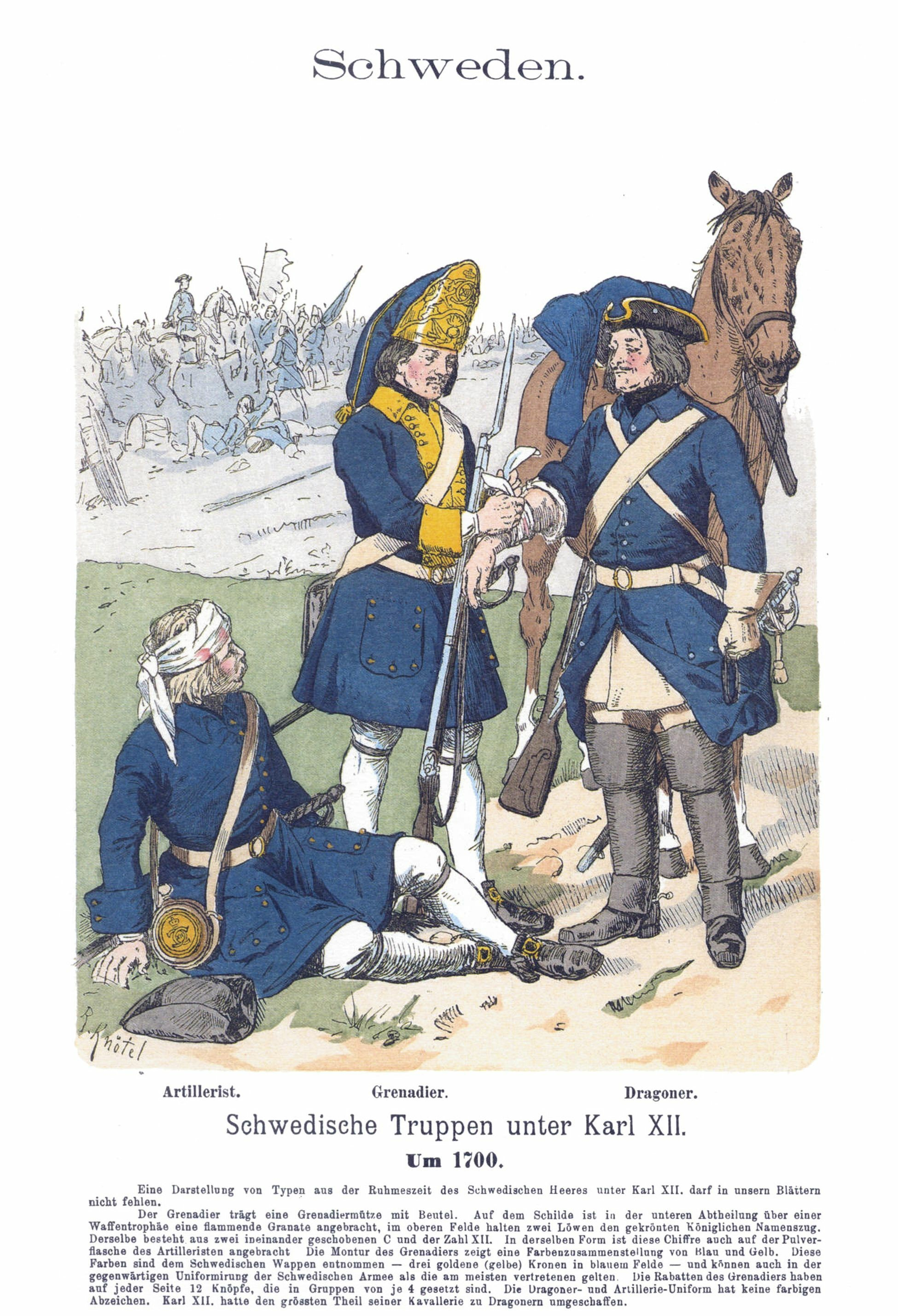
Von links nach rechts: Abbildung eines schwedischen Artilleristen, Grenadiers und Dragoners um 1700
Farblithografie von Richard Knötel, Ende des 19. Jahrhunderts

Die Kriegsführung in Europa war durch eine grundlegende Ähnlichkeit der Waffensysteme und Taktiken der sich gegenüberstehenden Armeen und Flotten gekennzeichnet. Zur Jahrhundertwende waren neue Waffen und Techniken entwickelt worden, wie zum Beispiel im späten 17. Jahrhundert das Tüllen-Bajonett und das Steinschlossgewehr. Dies führte zur Erhöhung der Feuerkraft und größerer taktischer Flexibilität, da die gesamte Infanterie jetzt mit Musketen ausgerüstet war. Auch ein effektiverer Drill wurde nun möglich, wobei Drill und Disziplin für die Feuerkraft entscheidend waren. Auf dem Schlachtfeld wurden nun noch mehr lineare Infanterieformationen eingesetzt.
In Osteuropa gab es weit weniger Befestigungsanlagen als in Westeuropa zu dieser Zeit. Beispielsweise verfügte Frankreich durch die Bauwerke von Vauban über ein System vorgelagerter Festungen, das einen Bewegungskrieg und umfassende Operationen erschwerte. Im Gegensatz dazu fiel es den Beteiligten des Großen Nordischen Krieges leichter, große Vorstöße durchzuführen, wie dies bei der Invasion Karls XII. in Polen im Jahr 1701, in Sachsen im Jahre 1706 und der Ukraine im Jahre 1708 der Fall war. Aber auch im nordöstlichen Europa gab es einzelne Festungen, die von Bedeutung sein konnten für die Kontrolle einzelner Regionen. Aus diesem Grund waren die Eroberungen von Wyborg, Reval, Mitau und Riga im Jahr 1710 durch Russland, oder von Stettin 1713, Stralsund 1715 und Wismar 1716 durch Dänemark und Preußen wichtige Etappen beim Zusammenbruch des schwedischen Reiches.
Die schwedische Militärmaschinerie wurde unter Karl XI. nach den enttäuschenden Ergebnissen aus dem Nordischen Krieg von 1674 bis 1679 einer umfassenden Reformierung unterworfen. Insbesondere die langen Grenzen Schwedens waren für die schwedische Armee schwer zu verteidigen. Aus diesem Grund führte noch Karl XI. eine Defensivstrategie, in dem er neue Festungen errichten ließ, schnelle Mobilisierungsverfahren entwickelte (Einteilungswerk) und eine große Armee auch in Friedenszeiten unterhielt. Schweden verfügte über 50 Festungen und 40 Redouten an seinen Außengrenzen. Da die Ostsee weitestgehend ein schwedisches Gewässer war, sollten an den Grenzen des Reiches Festungen gegnerische Angriffe aufhalten solange, bis die schwedische Flotte (Seeherrschaft vorausgesetzt) ein Entsatzheer vom Mutterland über das Meer transportierte. Diese Strategie kam insbesondere am Anfang gegen Seeland, vor Narwa und vor Riga sehr erfolgreich zum Einsatz.
Eben um diese Seeherrschaft in der Ostsee wurde erbittert gekämpft. Bis 1720 wurde Russland zur stärksten Seemacht in der Ostsee. Neben Gefechten zwischen Kriegsschiffen mit großem Tiefgang gab es auch Kämpfe zwischen Galeerenflotten. Diese waren besonders praktisch in flachen und inselreichen Gewässern wie sie in der Ostsee häufig vorkommen, z. B. im Finnischen Meerbusen. Auch Kämpfe auf Seen, in Lagunen und auf Flüssen hatten ihre Bedeutung. So bekämpften sich zum Beispiel auf dem Ladogasee und dem Peipussee zu Anfang des Krieges schwedische und russische Flottillen.

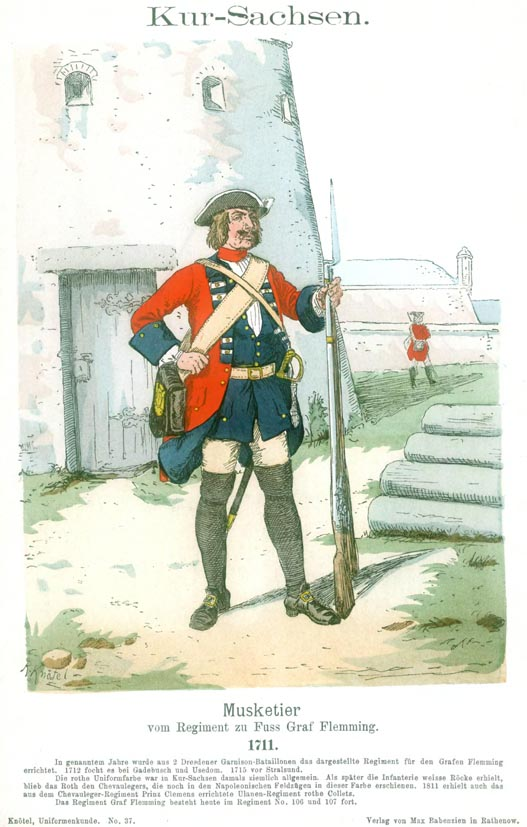
Sächsischer Musketier vom Regiment zu Fuß Graf Flemming. 1711,
Farblithografie von Richard Knötel, Ende des 19. Jahrhunderts

In den Kampftaktiken zu Land wurde an den Kampfstil von Gustav II. Adolf (Schweden) festgehalten. Bedingt durch die langen Grenzen und die begrenzten Mittel, setzten die Schweden auf schnelle, verwegene offensive Vorstöße unter enger Koordination der Waffengattungen der Infanterie, Kavallerie und Artillerie. Oft griffen Infanterie und Kavallerie gleichzeitig die gegnerischen Linien an, so dass diese durch die Wucht oft vollständig zusammenbrachen und eine schnelle Schlachtentscheidung herbeiführten. Diese Einsätze erforderten aber eine sehr hohe Disziplin und hoch erfahrene Offiziere und Mannschaften. Die kühne, immer auf Angriff orientierte Feldherrenkunst Karls XII. ähnelte eher jener des persischen Fürsten Nadir Schah, als dem vorsichtigen Stil vieler, wenn auch nicht aller westeuropäischer Feldherren. Der Sieg bei Klissow 1702 über eine größere sächsische Armee war typisch für die waghalsige Feldherrenkunst Karls XII., der stets bereit war Risiken einzugehen. Insbesondere der glänzende Sieg bei Narwa im Jahr 1700 über das noch im Aufbau befindliche russische Berufsheer bestätigte Karl XII. im Bewusstsein, dass die Kriegskunst Inbegriff des Politischen sein musste. Er bedachte jedoch nicht genügend, dass Sicherheitspolitik immer noch Verfassungspolitik war, sich also grundlegend auf Rechtsansprüche begründete. Folglich waren die Diplomaten in Stockholm und in seiner Feldkanzlei zu Statisten degradiert. Das militärische Denken Karls führte so auf lange Sicht in eine Isolierung. Die schwere Niederlage bei Poltawa in 1709 war daher nur der militärische Ausdruck einer politischen Nichtwahrnehmung der Realitäten in einem Europa, das im Südwesten gleichzeitig den Spanischen Erbfolgekrieg erlebte.
Der russische Kriegsführungsansatz setzte auf die Verfügbarkeit der größeren Ressourcen. Insbesondere in den Schlachten bis 1709 beruhten die russischen Siege vor allem auf der zahlenmäßigen Überlegenheit, da die nach 1700 durchgeführten Militärreformen erst langfristig ihre volle Wirkung erzielten. Zum Beispiel konnte zu Anfang des Krieges die sich erst entwickelnde russische Metallurgie bis 1712 den Bedarf der Armee an Musketen nicht decken, sodass 1707 der Anteil der Pikeniere gegenüber den Musketieren sogar erhöht wurde. Die Bemühungen Peters, eine Armee westlichen Stils wiederaufzubauen, bezog sich vor allem auf die militärische Organisation und Verwaltung. Er erschuf einen Generalstab und führte als Antwort auf die ungestüme Angriffsweise der Schweden den Infanterieangriff mit aufgesetzten Bajonett als Schocktaktik ein. Ebenso ließ er eine hochmobile Feldartillerie entwickeln. Er führte die Gattung der Dragoner – reitende Infanteristen, entsprechend dem schwedischen Vorbild – ein. Er ließ disziplinierte Verfolgungstaktiken ausarbeiten und verstärkte die Bemühungen zur Errichtung eines organisch nachwachsenden Offizierkorps. Während die Infanterie aber eine hohe Effektivität gewann, blieb die Kavallerie schwächeanfällig, auch wegen falscher taktischer Einsätze und mangelnder Qualität der Pferde. Insgesamt wuchs die russische Armee zu einer kampfstarken Organisation heran, die der schwedischen oder anderen Armeen in nichts nachstand. Die russische Militärmacht betrug 1700 nach der Schlacht bei Narwa 34.000 Mann, 1705 betrug die Gesamtstärke 200.000 Mann.

## Erinnerung und Geschichtsbilder in den nationalen Historiographien

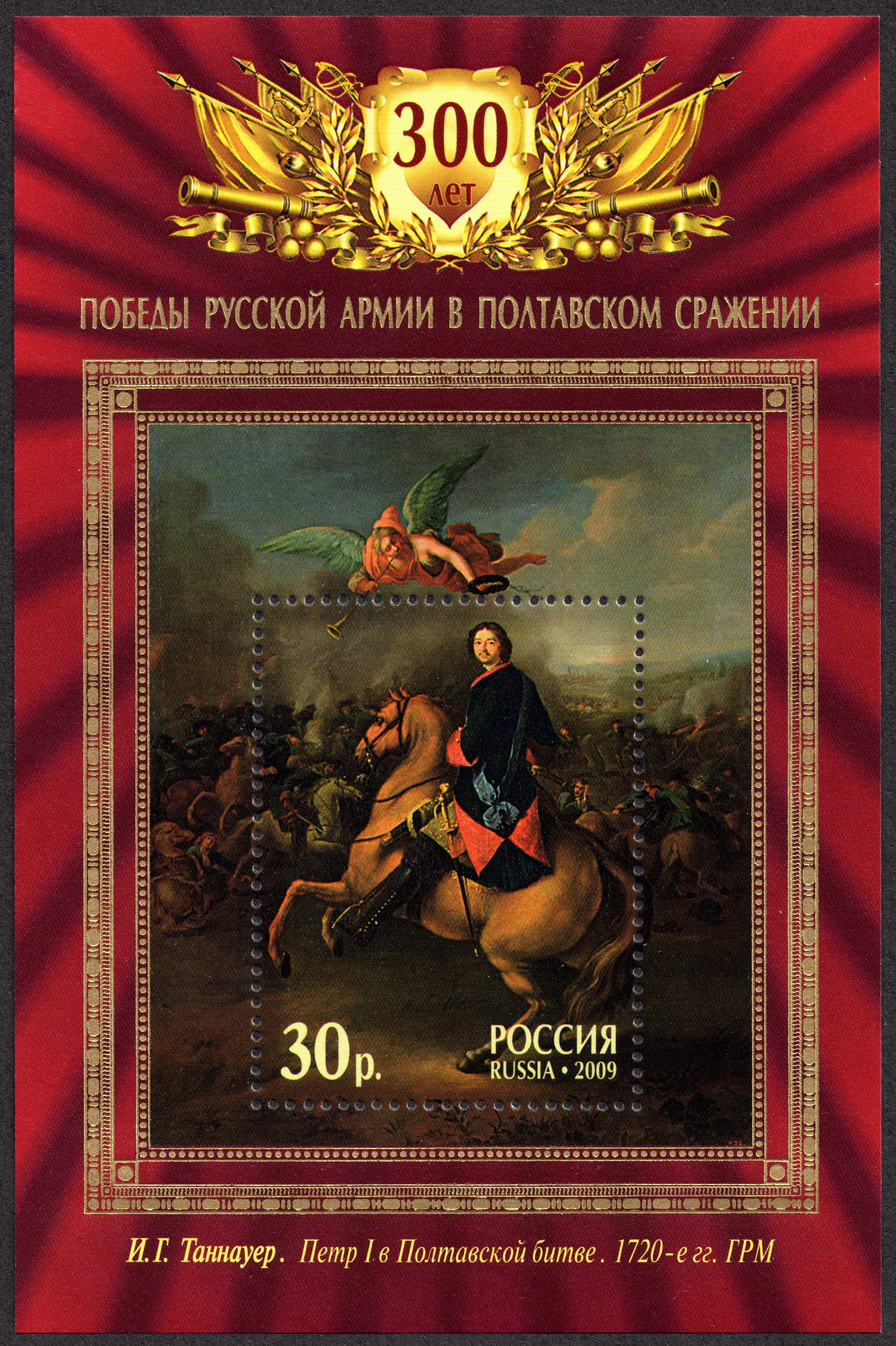
Erinnerung an den 300. Jahrestag der Schlacht bei Poltawa auf einer russischen Briefmarke von 2009

Obwohl es sich um dasselbe historische Ereignis handelt, wird der Große Nordische Krieg in den vom Krieg betroffenen Ländern oft ganz unterschiedlich bewertet. Denn jedes Land hat seine eigene Kultur der Erinnerung. Dabei wurden die Nationalgeschichten der diversen Anrainernationen nicht einfach nur (nebeneinander) summiert, sondern legen – mit unterschiedlicher Akzentsetzung – ein strukturbezogenes Regionenverständnis und Auseinandersetzung mit der Bewertung des Krieges an den Tag. Die Ostsee ist dabei die historische Klammer der Großregion Nordosteuropa und half dabei das Ereignis in einen Epochenzusammenhang auszuprägen und sich zu einer geschichtsräumlichen Identität zu verdichten. Bedeutsam für die Herausbildung eines Geschichtsbildes war die Berichterstattung über den Großen Nordischen Krieg in der die Geschehnisse und Ereignisse für eine größere Bevölkerungsschicht auch außerhalb der Kriegsgebiete zugänglich gemacht wurden.
Unabhängig von den landesspezifischen Varianzen der historischen Ereignisverarbeitung blieb die Erinnerung an den Großen Nordischen Krieg aufs engste mit zwei Namen verknüpft, die Mit- und Nachwelt immer wieder fasziniert haben. Dabei erscheint der eine als ein großer Unzeitgemäßer, der andere als Vollstrecker des Zeitgeistes, der eine gilt als strahlend-tragischer Held, der andere als leidenschaftlich überlegener Staatsmann: Karl XII. von Schweden und Peter I. von Russland.
- Finnland: Anfang des 18. Jahrhunderts wurde Finnland zum ersten Mal in seiner Gesamtheit zum Kriegsschauplatz. Während des Großen Nordischen Krieges besetzte Russland Finnland und den Ostteil des schwedischen Reiches. Diese Besatzungszeit blieb in den folgenden Jahrhunderten als Bedrohungsbild im kollektiven Gedächtnis Finnlands haften und wurde vor allem in der Zeit des Zweiten Weltkrieges in den Gedanken vieler Finnen aktualisiert (vgl. Winterkrieg und Fortsetzungskrieg). Studien zur russischen Besatzung erschienen besonders in der Zeit zwischen den Weltkriegen, in denen Russland zum Erbfeind Finnlands deklariert wurde. Nach dem Zweiten Weltkrieg, in der Zeit der „Freundschaft und Zusammenarbeit“ zwischen Finnland und der Sowjetunion war solch eine Forschung nicht mehr opportun.[129]
- Lettland: Demgegenüber stellte die nach Ende des Krieges in Lettland zu Ende gegangene Schwedenzeit in der lettischen Historiographie einen vorwiegend positiv besetzten Bezugspunkt dar. Es findet sich aber ein Gegensatz zwischen lettischer und deutschbaltischer Geschichtsauffassung. Galt die Zeit bis 1721 den Letten als „helles Zeitalter“, so zeichneten die Deutschbalten ein eher negatives Bild, das Schwedens Konfrontationskurs gegenüber der deutschen Ritterschaft in den Vordergrund rückte. In der lettischen Öffentlichkeit nach 1918 hingegen avanciert das schwedische Dominium zum positiven Mythos. Vor allem diejenigen, die nach 1945 ins Exil gingen, propagierten weiterhin ein freundliches Bild, während in der sowjetlettischen Geschichtswissenschaft die Eingliederung Livlands in das Reich Peters des Großen hervorgehoben und besonders nach 1953 die positive Schilderung der Schwedenzeit als Geschichtsverfälschung der lettischen Bourgeoisie diffamiert wurde. Seit 1991 gelte die Frühe Neuzeit und damit auch die Beschäftigung mit Schweden und dem Großen Nordischen Krieg als Stiefkind der lettischen Historiographie.[130]
- Estland: Estland war unter schwedischer Herrschaft zum ersten Mal in seinen ganzen Grenzen von einer zentralen Macht vereint worden. Folglich galt in der populären Meinung der Esten die Zeit der schwedischen Herrschaft als die gute alte schwedische Zeit. Diese idealisierte Form entstand durch die bauernfreundlichen Landreformen im 17. Jahrhundert und Estlands späterer Erfahrungen. Die Große Hungersnot und der Tod Karls XI. wurden als böses Omen für aufkommende schlechte Zeiten gewertet. Der Krieg, die Pest und die ansteigenden Privilegien des Adels auf Kosten der Bauernrechte waren die Gründe, warum man sich in Estland selbst im 19. Jahrhundert nostalgisch an die schwedische Zeit erinnerte, die 1710 für immer endete.[131]
- Schweden: Auch in Schweden setzte in der kollektiven Erinnerung eine breite und differierende Verarbeitung des Großen Nordischen Krieges, seines tragischen Königs und dem Ende der Großmachtzeit ein. Über das zu Ende gegangene schwedisch-baltische Imperium in der schwedischen Historiographie gab es im 19. Jahrhundert ein vorherrschendes Paradigma, das zum Teil bis heute seine Gültigkeit behalten habe. So sei die Geschichte Schwedens eine Geschichte der Könige gewesen. Insbesondere durch die Art der Beurteilung der Rolle Karls XII. zeigte man, ob man zur politischen Linke oder Rechte zugehörig war. So ergaben sich widersprüchliche aber auch kontinuierliche Geschichtsbilder, die für viele politische Lager in Schweden Anknüpfungspunkte boten. Letztlich verschmolzen eine linke und eine rechte Betrachtungsweise und führten zu einer Verschmelzung der Erinnerungsstränge um das historische Erbe, wodurch der innere Zusammenhalt in Schweden gestärkt wurde aber keinen Revanchismus zu Tage förderte. Diese akademische Interpretation der Vergangenheit fand schließlich Eingang in die kollektive Erinnerung mittels Schulen, Militärtraditionen, Denkmäler und Feiertage. Es entstand ein Bild, das Karl XII. als spartanischen Kriegerkönig vermittelte, der von loyalen, zugleich besessenen und geduldigen Untertanen, die fürchterliches Leid ertragen konnten, unterstützt wurde. Auch die Literatur in den Zwischenkriegsjahren des Ersten und Zweiten Weltkriegs trug zur Ausbildung dieses Geschichtsbildes bei. Sie entwarfen Heldenbilder einer Nation, deren Stärke und Stolz in Armut und Niederlage begründet wurden.[132]

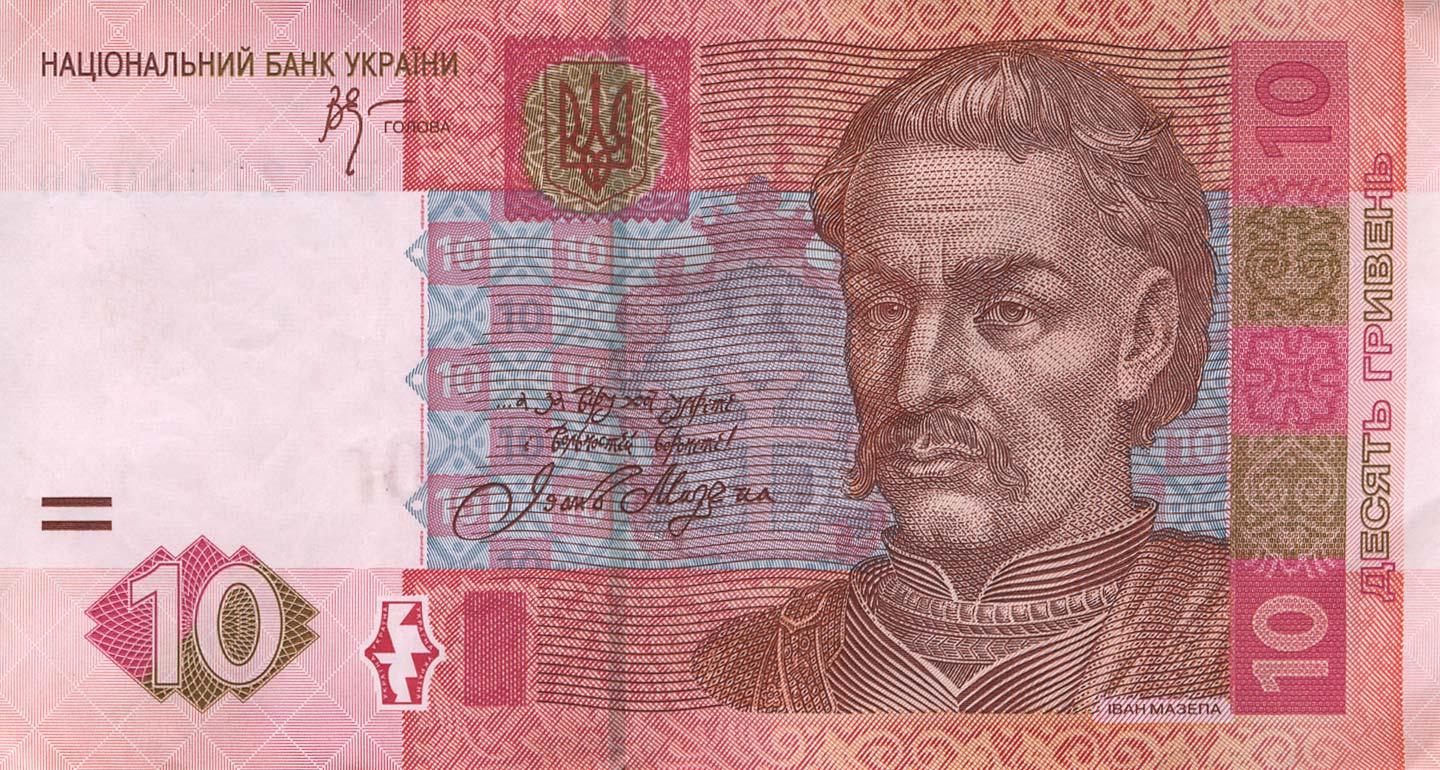
Iwan Masepa auf dem 10-Hrywen-Schein, 2003

- Ukraine: Während in Schweden eine Verbindung zweier differenter Sichtweisen zur Bewertung des Großen Nordischen Krieges einsetzte, entwickelten sich in der Ukraine zwei entgegengesetzte Sichtweisen, die sich bis heute unversöhnlich gegenüberstehen. Die entscheidende Debatte dreht sich um den Seitenwechsel Iwan Masepas, der bis 1708 auf russischer Seite gegen Schweden kämpfte doch dann einen Seitenwechsel vollzog. Er und 3000 weitere Kosaken gingen in der Schlacht bei Poltawa zusammen mit den Schweden unter. Zu Beginn des 20. Jahrhunderts diskutierten nationalistische Gruppen im Westteil des Landes diesen Seitenwechsel. Nach ihrer Sicht wollte Masepa die Kosakendemokratie vor dem Zugriff des russischen Zentralstaates retten und sehen in ihm einen ukrainischen Nationalhelden und nutzten dieses Bild um für die Unabhängigkeit von der Sowjetunion einzutreten. Die pro-russische Seite bewertete den Seitenwechsel Masepas in den Folgejahrzehnten und Jahrhunderten als Verrat an Zar Peter. Die heutige ukrainische Historiographie ist darauf bedacht, positive Assoziationen mit der historischen Persönlichkeit Masepa herzustellen. Sie stellt ihn als ersten westlich gesinnten Führer der Ukraine dar. Insbesondere Peters verweigerte Hilfeleistung an Masepa gegen die Polen und die Aktionen von 1708, als die sich zurückziehende russische Armee im Rahmen der Taktik der verbrannten Erde zahlreiche ukrainische Dörfer verwüsteten, werden als Rechtfertigungsgründe für den Seitenwechsel angeführt.[133]
- Russland: Die Erfolge der russischen Waffen, die territoriale Erweiterung des Landes und die erhöhte internationale Geltung des russischen Reiches durch den Sieg im Großen Nordischen Krieg ließen bei den gebildeten Schichten in Russland im 18. Jahrhundert stolze, patriotische Gefühle entstehen.[134]

## Das politische Erbe des Nordischen Krieges im 21.Jahrhundert

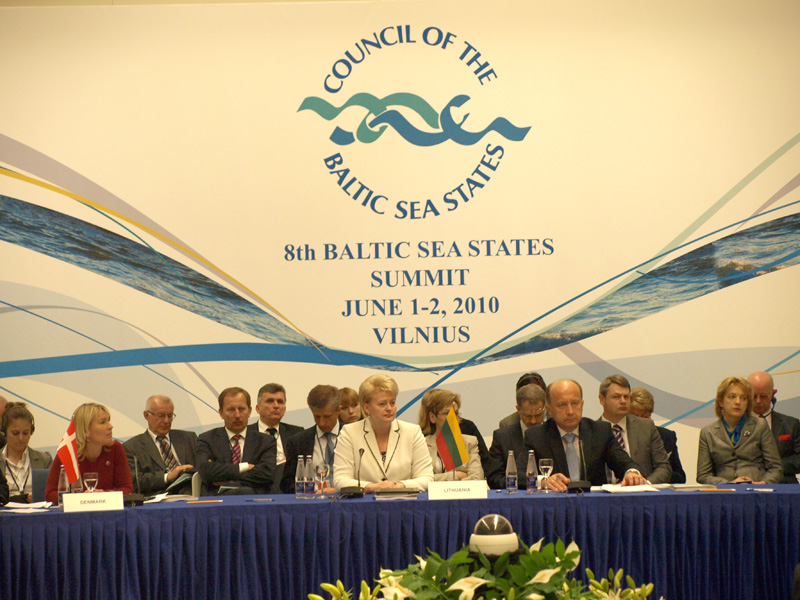
Gipfel des Ostseerates in Vilnius am 1.–2. Juni 2010

Nach dem Ende der Vormachtstellung Frankreichs in Europa im Jahr 1713 sollte in Europa ein Mächtegleichgewicht folgen. Da die Gegensätze im Norden dies zu stören drohten, war zur weiteren Erhaltung des Friedens in Europa die „Ruhe im Norden“ notwendig. Damit einher ging zunächst das Ideal eines Gleichgewichts der Nordischen Mächte, die sich aber im 19. Jahrhundert zu einer absoluten Dominanz Russlands verschob, wobei die Ruhe aufrechterhalten wurde. Doch dieses Ungleichgewicht führte im aufkommenden Zeitalter der Nationalstaaten zu neuen Konfliktherden. Ebenso wie in Ostmittel- und Südosteuropa wirkte auch in Nordosteuropa der Grundkonflikt, in dem die Staaten die Nationen zerreißen und daher die Nationen versuchen, die Staaten zu zerreißen. Dies belegen die Staatsbildungen von Norwegern, Finnen, Esten, Letten, Litauern und Polen im zweiten Jahrzehnt des 20. Jahrhunderts. In der Konsequenz nationalsozialistischer Expansionspolitik und den Sicherheitsbedürfnissen der neuen Sowjetunion verschwand die Kleinstaatenwelt der Zwischenkriegszeit von Danzig bis Tallinn wieder – zunächst durch die Aufteilung der Interessensphären zwischen Hitler und Stalin 1939 und den deutschen Angriffs- und Vernichtungskrieg im Osten, dann durch die Nachkriegsabgrenzung der neuen Blöcke von NATO und Warschauer Pakt.
Das Ende der Bipolaren Welt im Wendejahr 1989 führte zur Auflösung der UdSSR, zur Wiedervereinigung Deutschlands und zur Wiederherstellung der nordosteuropäischen Nationalstaaten Estland, Lettland, Litauen, Belarus und der Ukraine. Durch den Umbruch von 1989 wurde eine Wiederkehr der europäischen Region Nordosteuropa in die politische Realität bewirkt, wie z. B. die 1992 erfolgte Gründung des Ostseerates. Das Epochenjahr 1989 hat gerade in St. Petersburg und Stockholm ein bis heute anhaltendes Déja-vu-Erlebnis bewirkt und die historischen Gemeinsamkeiten beider nordischer Metropolen erneut ins Bewusstsein gerückt. Öffentlichkeit und Regierungen Finnlands, Schwedens und Dänemarks schließlich „entdeckten“ ihre sicherheitspolitische Mitverantwortung für die baltischen Staaten „wieder“.
Der Ostseezugang Russlands schrumpfte durch die Auflösung der Sowjetunion deutlich. Es blieben das Gebiet um St. Petersburg (das frühere Ingermanland, welches zu Beginn des Großen nordischen Krieges zu Schweden gehörte) und das nördliche Ostpreußen, das als Kaliningrader Gebiet Vorposten Moskaus bleibt. Dadurch erhielt die Nordosteuropazentrierung des petrinischen Russlands, ausgedrückt in der translatio imperii von Moskau weg in die Stadt Peters, einen Wandel. Dennoch lassen sich im modernen Russland die Konturen Nordosteuropas deutlich erkennen, ist doch der „nowgorodische“ Nordwesten mit dem in St. Petersburg zurückbenannten Leningrad eine wichtige Wählerbasis der Reformkräfte.
Ein zusätzliches integrierendes Element im 21. Jahrhundert ist der Handel. Die Region wird von zwei Haupthandelswegen, der Nordroute und der Ostseeroute, durchschnitten. Beiden Routen kam periodisch nicht nur regionale sowie europäische, sondern weltwirtschaftliche Bedeutung zu, fungierten sie doch in der frühen Neuzeit als Transitwege zwischen China, Mittelasien und dem Vorderen Orient auf der einen und den Handelsstaaten England und Niederlande auf der anderen Seite. Das Moskauer Zarentum, Polen-Litauen, Schweden-Finnland und ganz besonders Dänemark-Norwegen mit seinen strategischen Positionen an Øresund und Nordkap profitierten von der welthandelspolitischen Drehscheibenfunktion der Region ebenso wie andere Staaten und Städte – Brandenburg-Preußen, Holstein-Gottorp, Lübeck und Kurland. Diese spezifische verkehrsgeographisch bedingte Stellung Nordosteuropas am frühneuzeitlichen Handel war daher – neben seiner Funktion als Produzent und Exporteur von im Westen stark nachgefragten Gütern wie Getreide, Waldwaren, Schiffbaumaterialien, Buntmetallen und anderen – ein konstituierendes Element. Die Implosion der Sowjetunion 1991 hat insofern eine Neuauflage dieser Transitfunktion mit sich gebracht als jetzt ein Großteil des weiter ansteigenden Warenaustausches zwischen EU und GUS über Nordosteuropa geführt wird (z. B. Ostseepipeline).
Am 9. Juni 2022, dem 350. Geburtstag von Peter dem Großen, stellte Wladimir Putin in St. Petersburg den von ihm befohlenen Angriffskrieg gegen die Ukraine auf eine Ebene mit dem Großen Nordischen Krieg. Es handele sich in beiden Kriegen um „eine Rückholaktion russischer Erde“.